# Arquitectura de Albacete

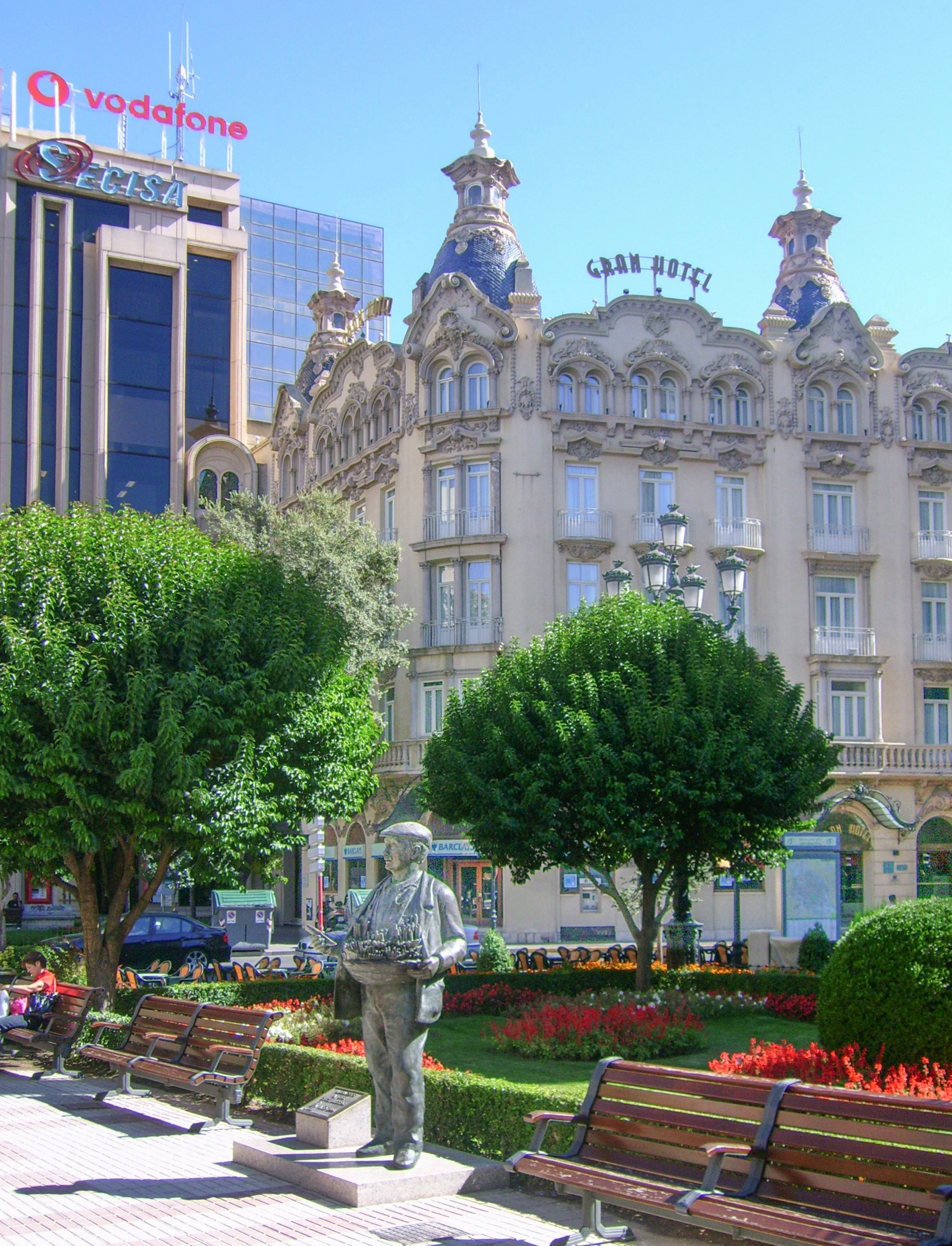
La arquitectura de Albacete es el resultado de la confluencia de diferentes estilos arquitéctonicos aparecidos a lo largo de la historia. En la imagen, el Gran Hotel.

La arquitectura de Albacete es el conjunto de estilos arquitectónicos y constructivos que, a lo largo de la historia de Albacete, han ido apareciendo en la ciudad. 
Ha tenido una evolución paralela a la arquitectura española, y ha seguido de forma diversa las múltiples tendencias que se han ido produciendo en el contexto de la historia del arte occidental. Refleja la evolución de la ciudad desde sus orígenes hasta la actualidad. 
El boom de la arquitectura albaceteña tuvo lugar a partir de finales del siglo XIX y sobre todo en las primeras décadas del siglo XX, cuando se levantaron numerosos de los más emblemáticos edificios que inundan la urbe manchega.

## Prehistoria

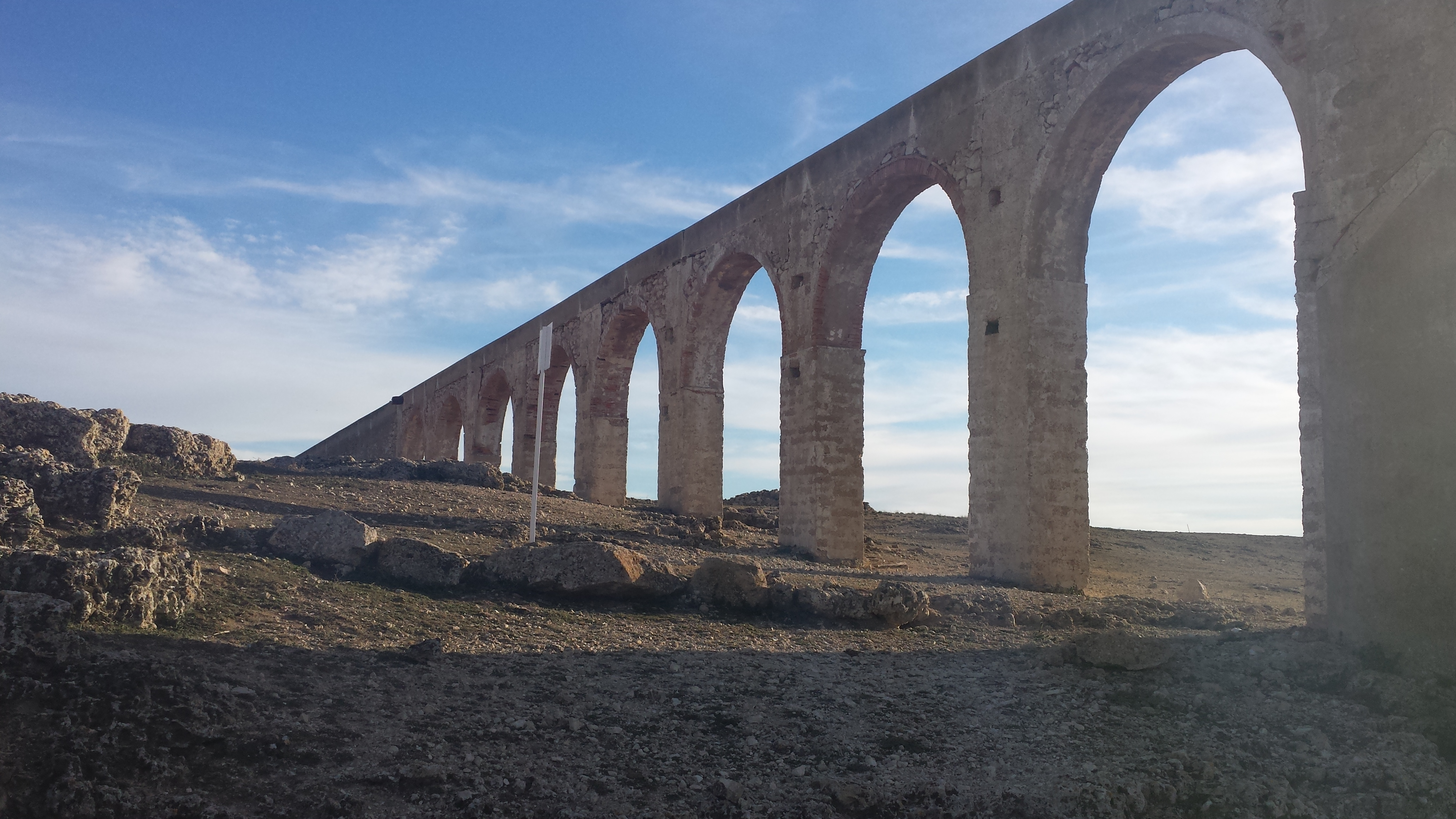
El yacimiento arqueológico de El Acequión, de la Edad de Bronce, es una de las construcciones más antiguas que se conservan en Albacete.

Los primeros asentamientos en Albacete que se conocen tuvieron lugar en la Edad de Bronce, entre el 1900 y el 1500 antes de Cristo, en torno a la laguna de El Acequión, donde existe un yacimiento arqueológico de ese período de la prehistoria integrado por una fortificación de grandes dimensiones realizada en piedra rodeada por poblados de cabañas realizadas en piedra y materia vegetal y adobe. Es una de las construcciones más antiguas que se conservan en Albacete.

## Edad Media

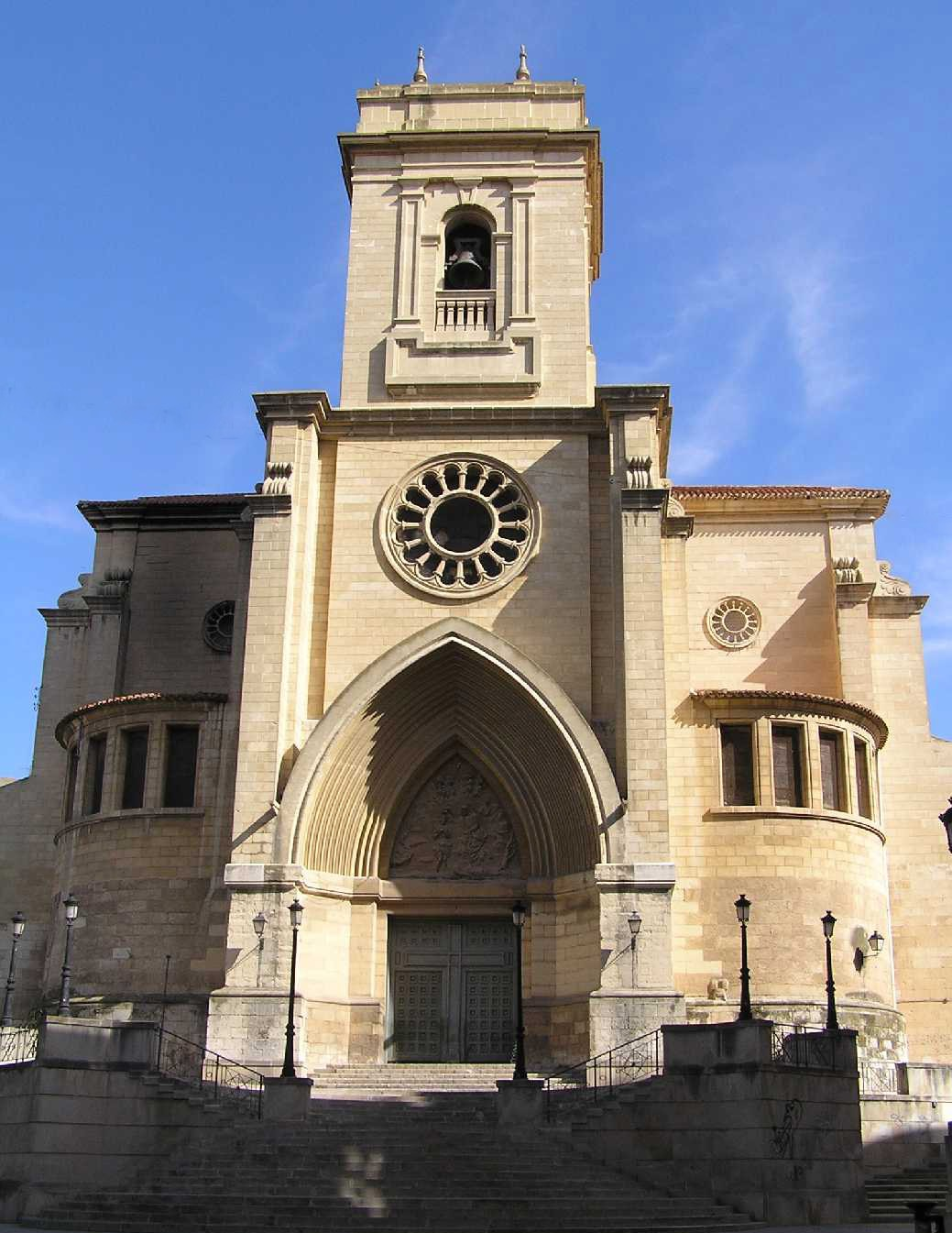
La primitiva fortaleza levantada en el Cerro de San Juan dio origen a Catedral de San Juan Bautista de Albacete, que comenzó a erigirse sobre la misma en 1515.

La actual ciudad de Albacete nació con el nombre de Al-Basit en Al-Ándalus, durante el dominio musulmán de la península ibérica en la Edad Media. En esta época existía un castillo que data de la época califal. En 1375 Albacete obtiene el título de villa mediante el Privilegio de Villazgo, promulgado en Castillo de Garcimuñoz. Durante los siglos XIV y XV se erigen en distintos puntos de la villa tres fortalezas localizadas en los tres puntos con mayor altitud: en la Plaza de las Carretas, en la Villanueva o Alto de la Villa, actualmente Villacerrada, y en el Cerro de San Juan.

## Edad Moderna
Durante el siglo XVI Albacete continúa con su crecimiento. En 1526, Carlos I regaló como presente de boda el señorío de Albacete a su esposa, Isabel de Portugal, permitiendo la instalación de diversas órdenes monacales. Se levantan numerosos edificios dedicados a esta actividad en la ciudad como los conventos de San Francisco, Franciscanas de la Encarnación, San Lorenzo Justiniano, San Agustín, la Iglesia de la Compañía o el Hospital de San Julián, muchos de los cuales han desaparecido. También comienza a erigirse la iglesia de San Juan, que posteriormente se convertiría en catedral, sobre un templo mudéjar anterior. Otro edificio de esta época es la Posada del Rosario, de estilo renacentista.

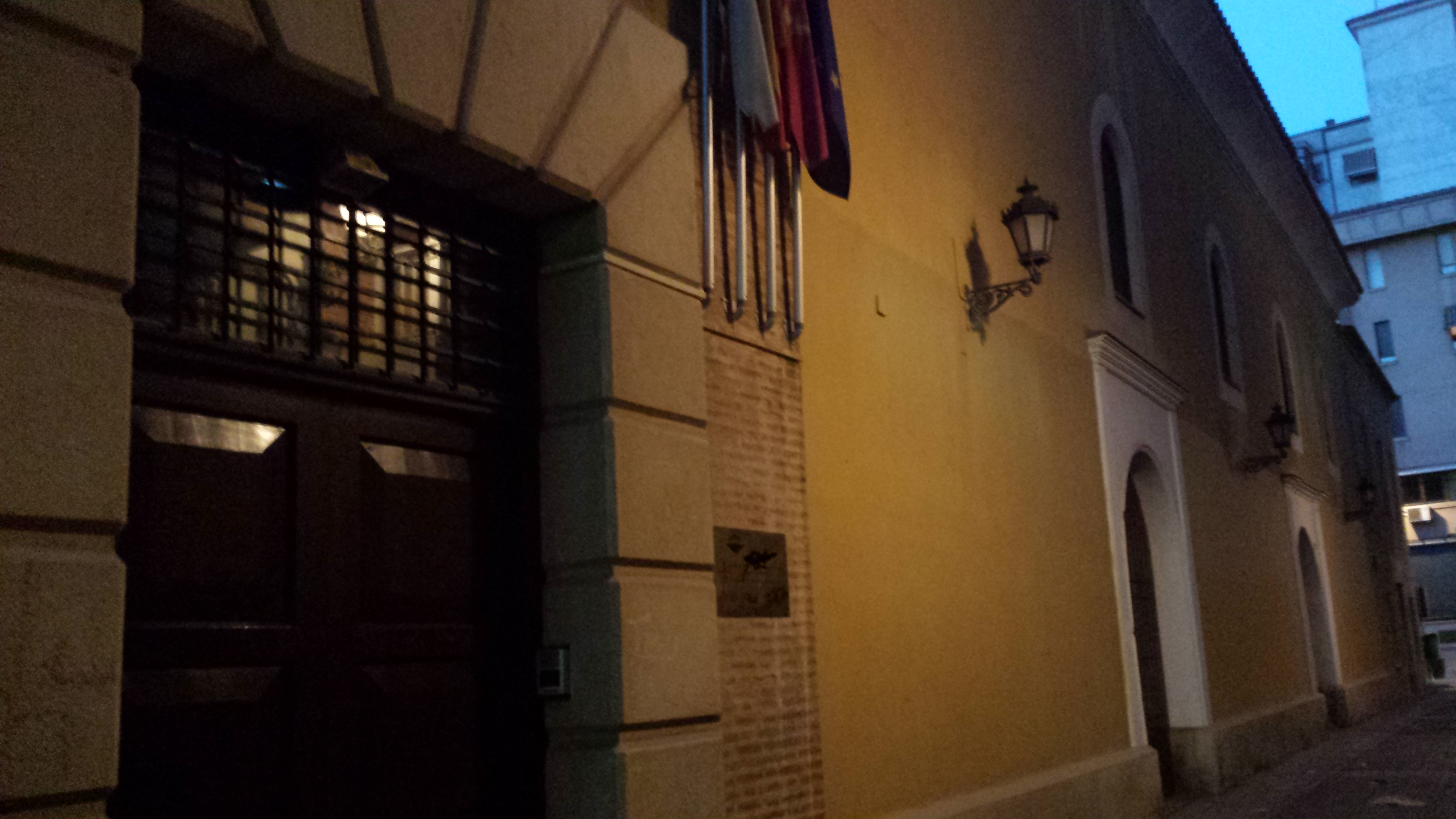
El Convento de Franciscanas de la Encarnación, de estilo renacentista, fue uno de los numerosos edificios religiosos que se levantaron en la ciudad desde el siglo XIV.
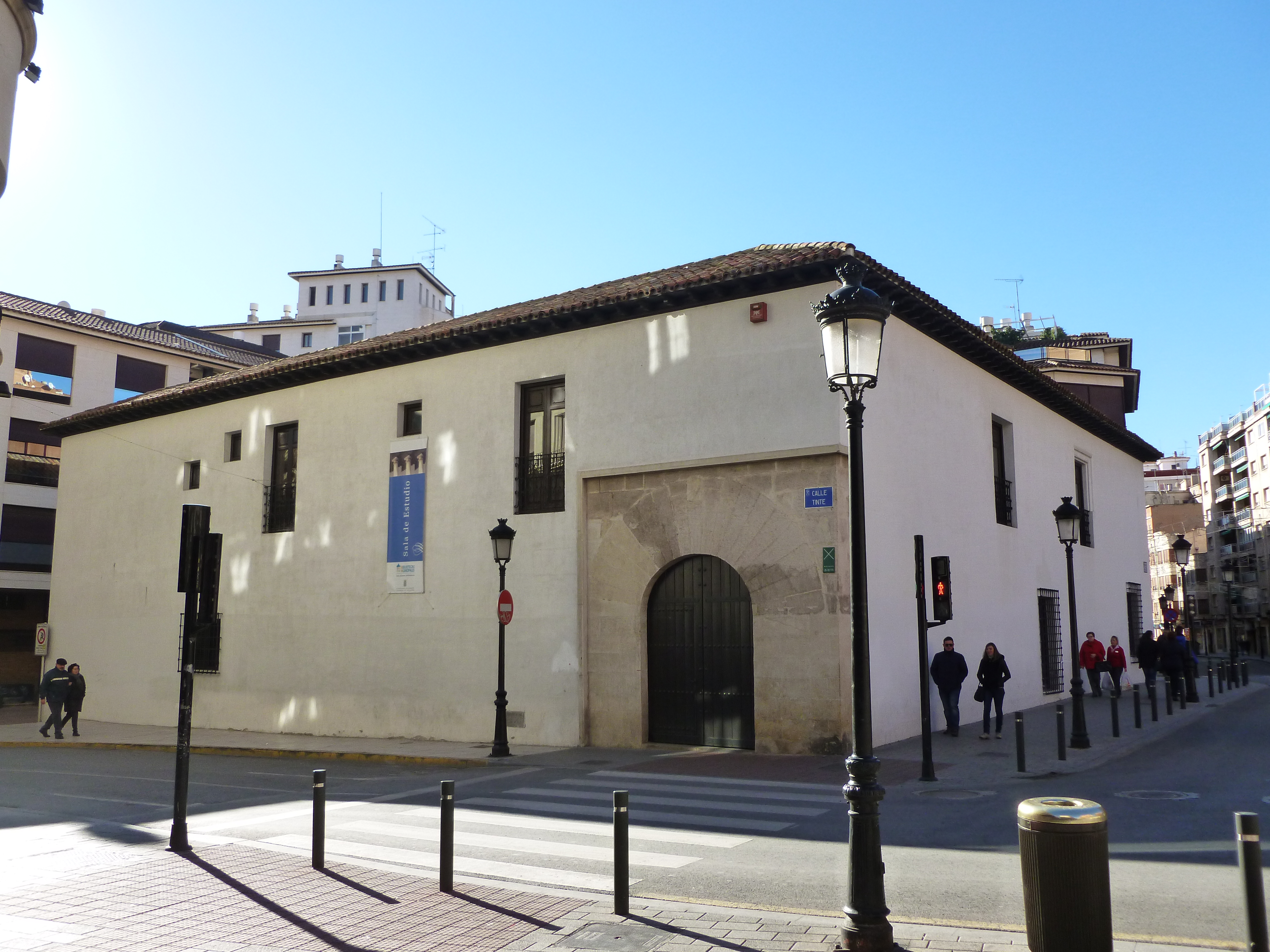
Posada del Rosario (siglo XVI)

### Barroco

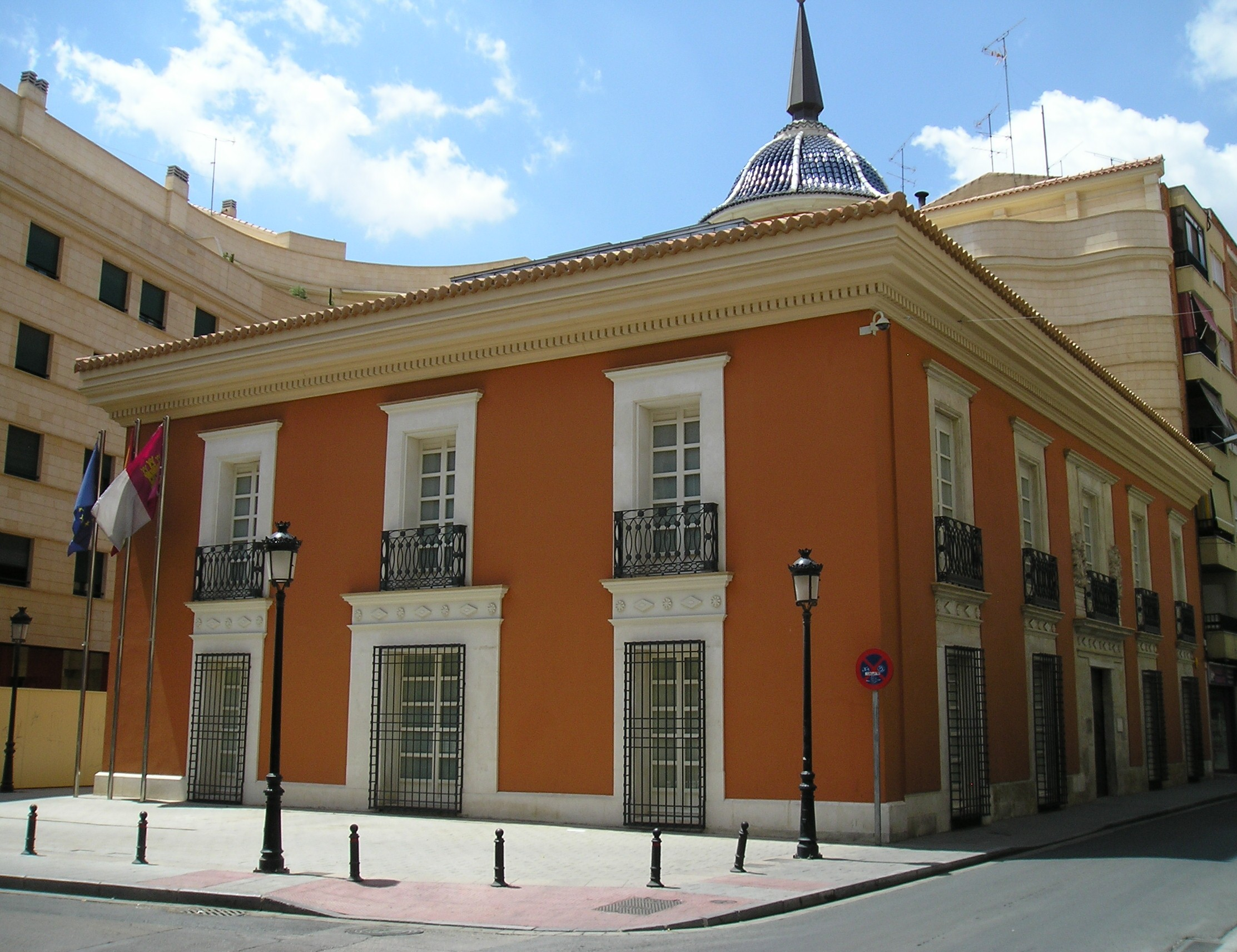
Casa Perona

En el siglo XVII se produce una importante expansión urbana que se manifiesta en reformas como la apertura de una "Plaza Nueva" (actual Plaza Mayor), o la demolición de una "Plaza Vieja" (situada en la Plaza del Pozo de la Nieve cerca de Villacerrada, según algunos autores), que precedieron a la fortificación del núcleo urbano. Este siglo se caracteriza por ser una etapa de ampliación y de consolidación del proceso urbanizador iniciado en torno al siglo XVI.
En este siglo se crean edificios como la Ermita de San José del gremio de carpinteros (1608), u otras como la de Santa Quiteria, la del Carmen, la de la Concepción, la de San Antonio Abad, que también se dispersan por las huertas extramuros (Santa Cruz, San Jorge, Santo Sepulcro, Rosario, y más lejanos como Santa Ana o San Pedro de Matilla). También son de esta época edificios como la casa de los Picos o la casa Perona, así como el conjunto de edificios blasonados que se localizaban en las calles Mayor y del Rosario.

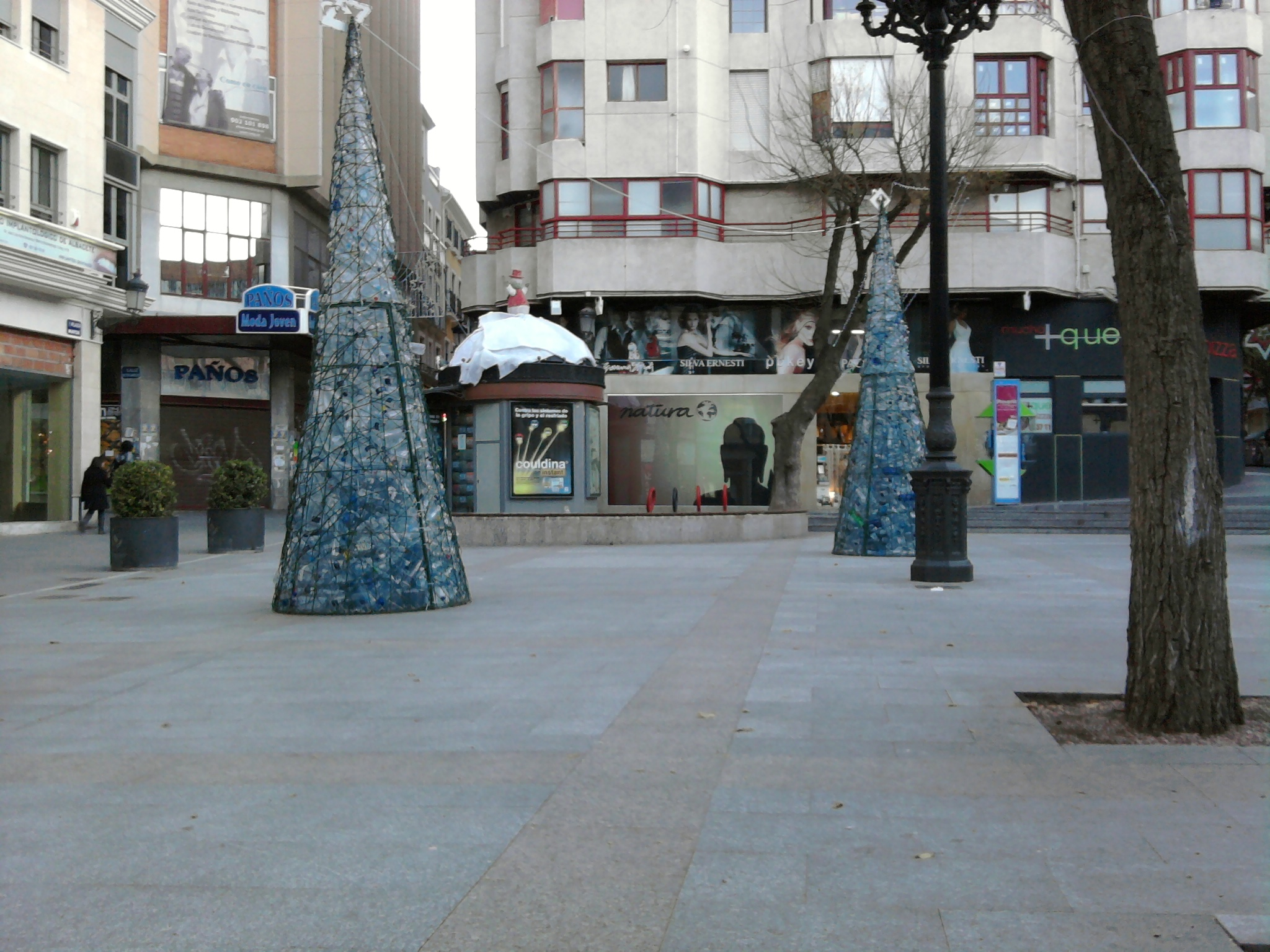
La plaza Mayor fue abierta como plaza Nueva en el (en el según otros autores).

## Ilustración

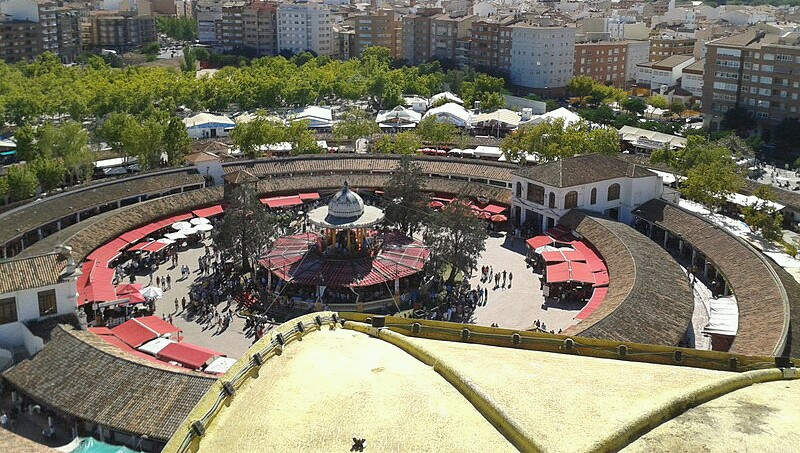
El Recinto Ferial de Albacete (1783) es una de las joyas arquitectónicas de la ciudad.

Aparecen nuevas ideas constructivas que se manifiestan a través de proyectos ilustrados como el faraónico Recinto Ferial de Albacete, un edificio único en su género que se levanta en 1783 y que posteriormente sufriría varias ampliaciones y reformas, arquetipo de la arquitectura popular manchega elevada a la máxima categoría monumental. En 1805 comienza la construcción del Canal de María Cristina por Real Decreto de Carlos IV, ejemplo de arquitectura del agua que constituye la obra de ingeniería hidráulica de mayor envergadura realizada en Albacete a lo largo de su historia.
Otro edificio destacado de esta época es la Casa-Lonja, una construcción de estilo neoclásico que albergó el Ayuntamiento de Albacete entre 1817 y 1879, ubicada en la plaza Mayor.

## sigloXIX

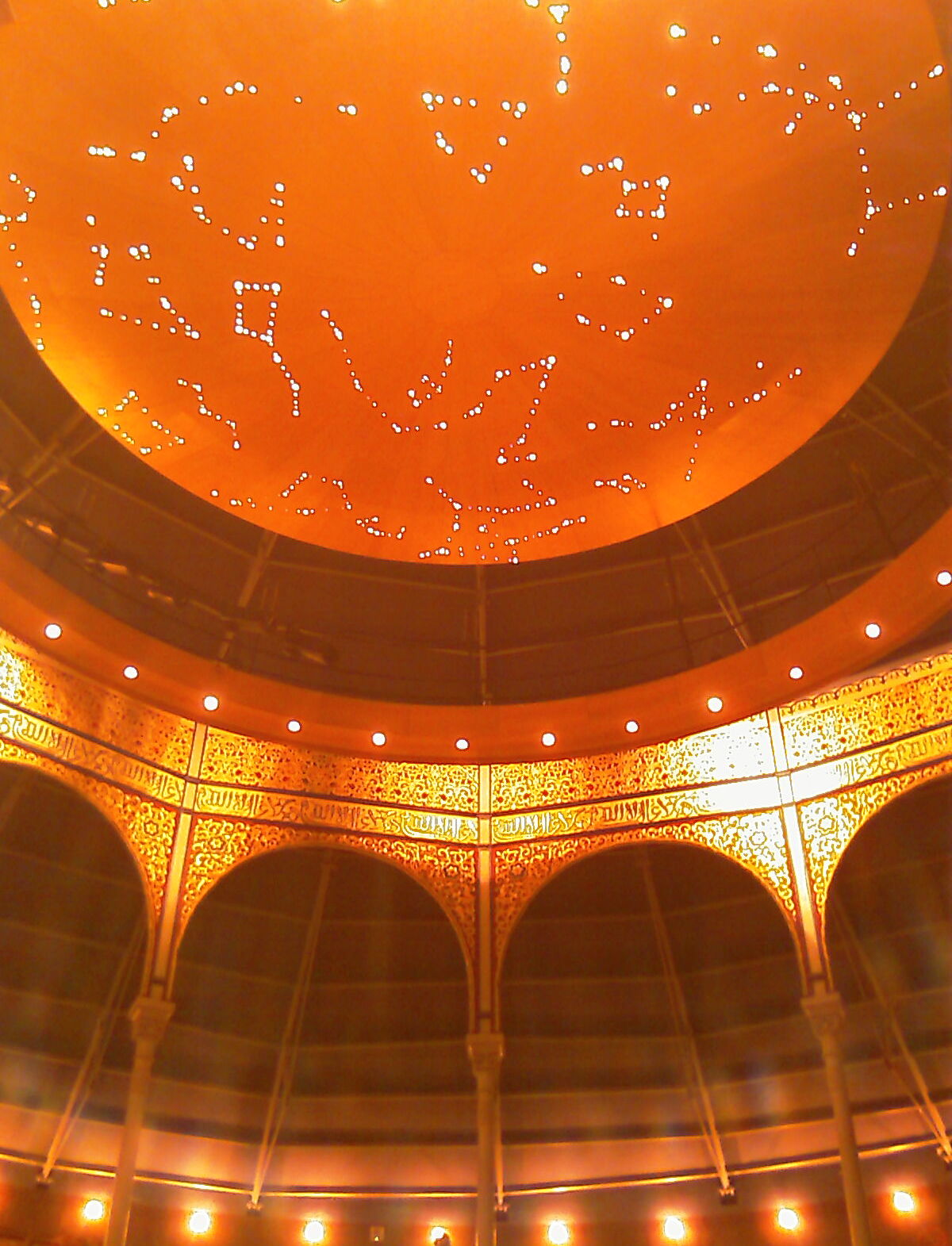
Teatro Circo de Albacete

La designación de capital de provincia en 1833, la construcción del Canal de María Cristina (1805-1816), la desamortización (1834), la llegada del ferrocarril (1852-1865), el título de ciudad, en 1862, y la coyuntura económica favorable, que se inicia en el último cuarto del siglo XIX, sientan las bases del desarrollo de Albacete como ciudad moderna.
Fruto de ello surgió la necesidad de dotar a la ciudad de edificios administrativos y culturales. A partir de 1860 se creó el edificio de la Audiencia, de Francisco Jareño, el Gobierno Civil..., y a partir de 1980, el Palacio Provincial de Albacete, obra de Justo Millán, de estilo ecléctico, o el Teatro Circo (1887), de estilo neoárabe, uno de los escasos ejemplos dedicados a este tipo de funciones en todo el mundo.

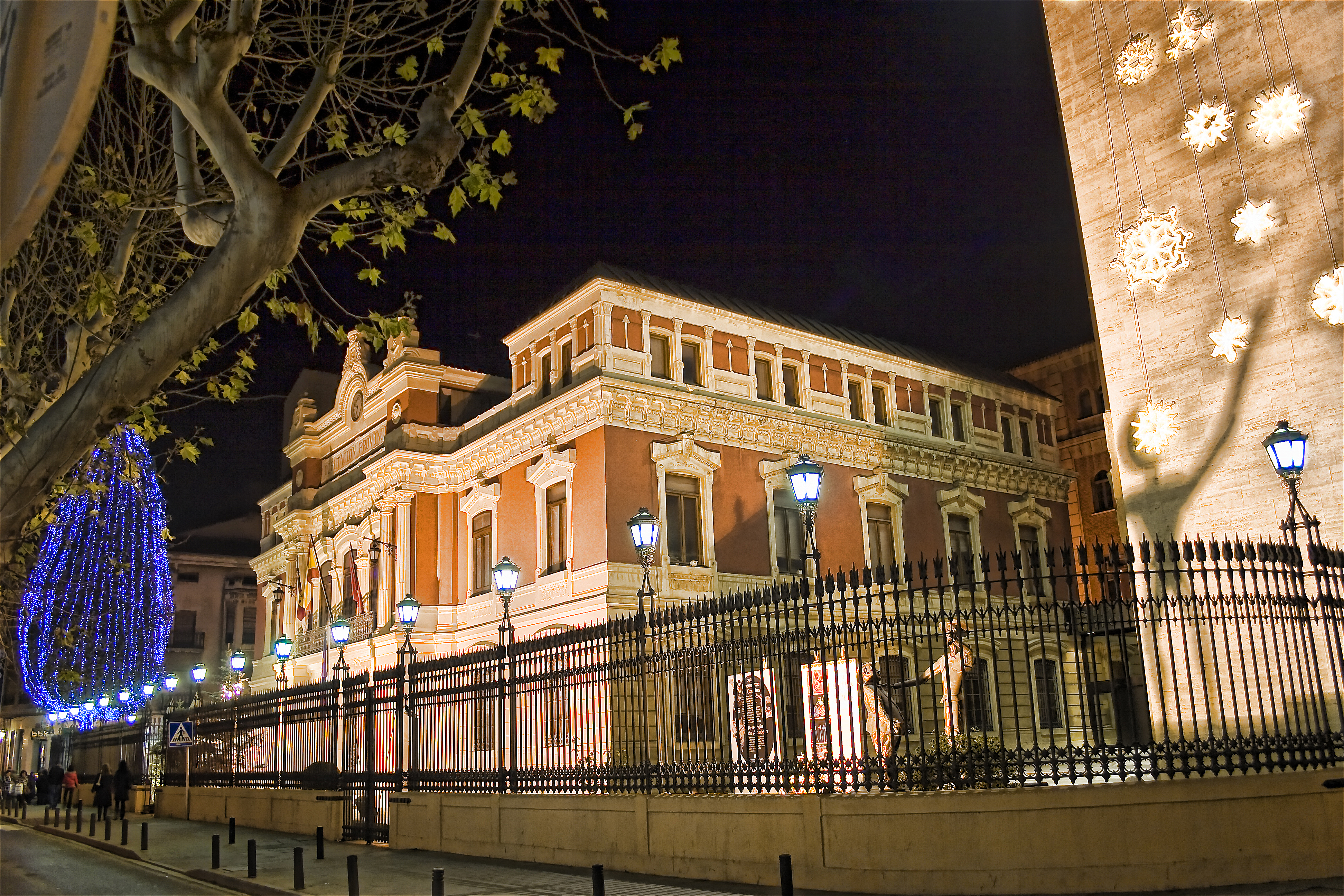
Palacio Provincial de Albacete

## sigloXX

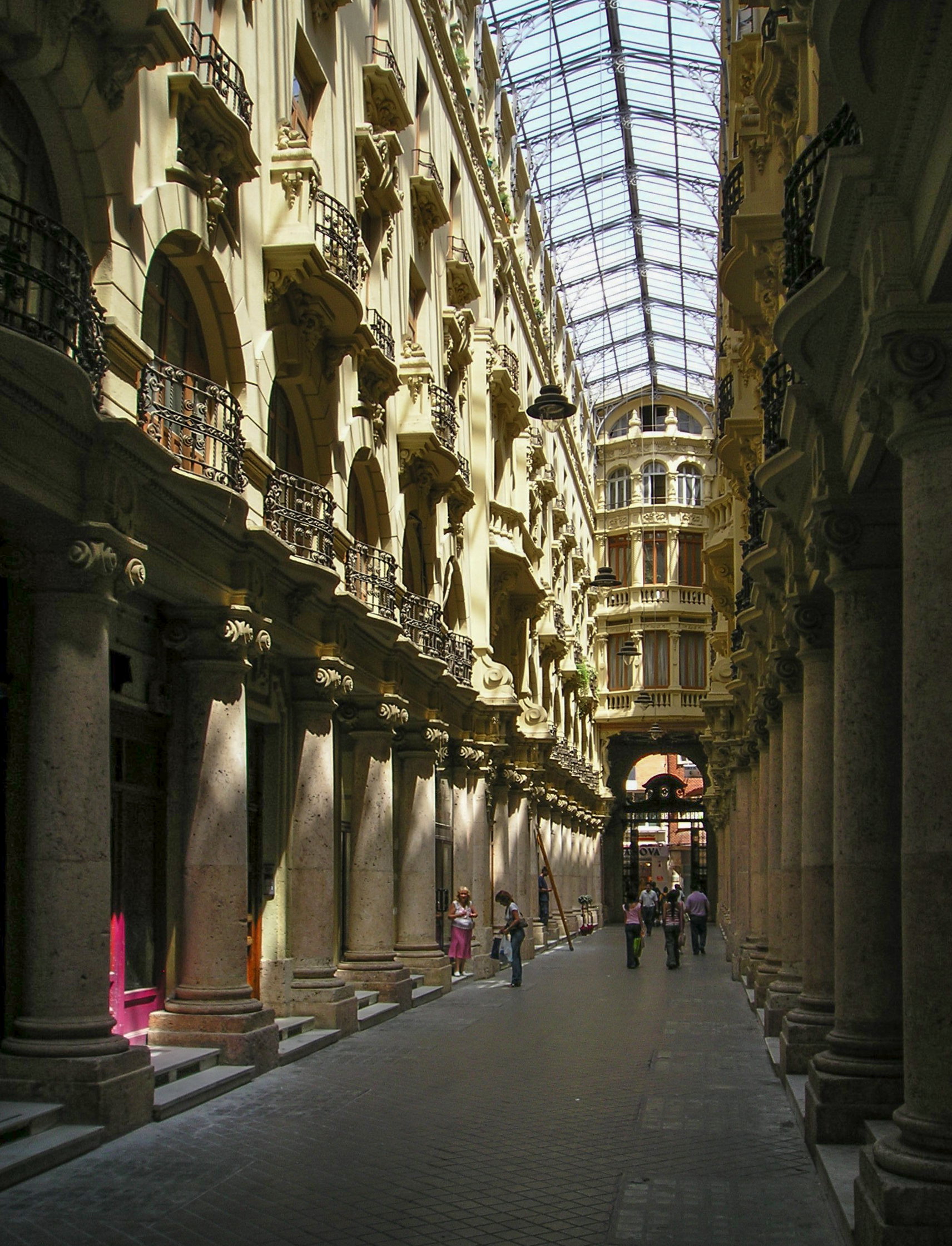
Interior del Pasaje de Lodares, histórica galería modernista del primer cuarto del siglo XX

En 1908, el arquitecto Francisco Martínez Villena redactó el primer documento de planeamiento de Albacete que se conoce. Este plan proponía dos ensanches de la población, uno hacia el norte y otro hacia el sur.
Fruto de la pujanza de la burguesía albacetense de principios del siglo XX, las corrientes arquitectónicas del modernismo, postmodernismo y eclecticismo irán dejando su huella en el centro de la capital, erigiendo emblemáticos edificios como la Casa de Hortelano, construida en 1912 y actual sede del Museo de la Cuchillería. De esta época data también la reforma del antiguo Ayuntamiento de la ciudad, hoy Museo Municipal de Albacete (1902). El Gran Hotel, obra de Daniel Rubio, se levanta en 1920. Otra de las obras más reconocidas de principios de siglo es el Pasaje de Lodares, una monumental galería comercial y residencial que une las calles Mayor y Tinte (edificado en 1925), diseñado por Buenaventura Ferrando Castells, uno de los tres únicos ejemplos que quedan en España de este tipo de galerías. La Fábrica de Harinas, construida en 1916, es obra de Casa Daverio Henrici & Cía de Zúrich. En estilo mudéjar se levanta en 1917 la monumental plaza de toros de Albacete.

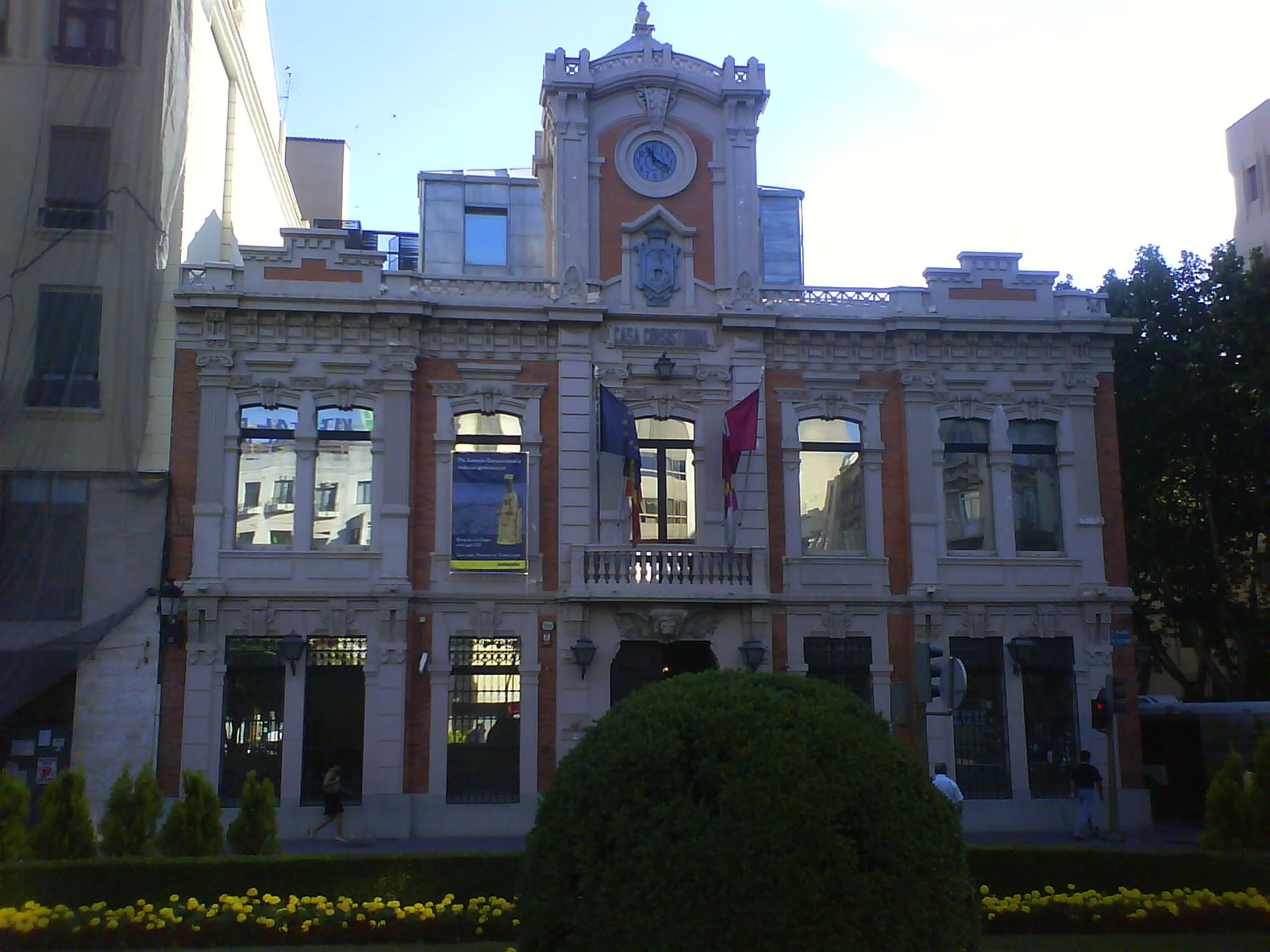
Antiguo Ayuntamiento de la ciudad
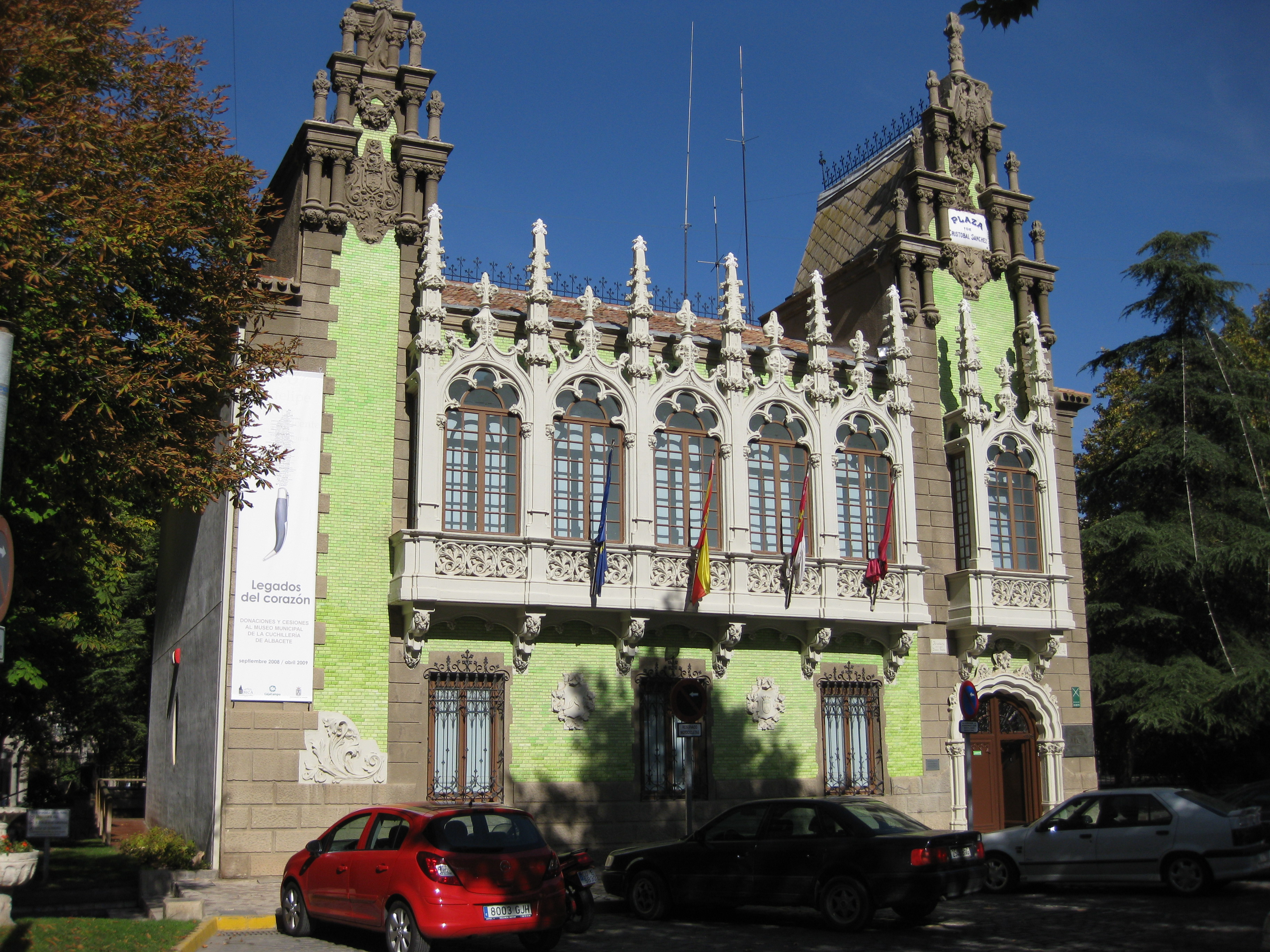
Casa de Hortelano
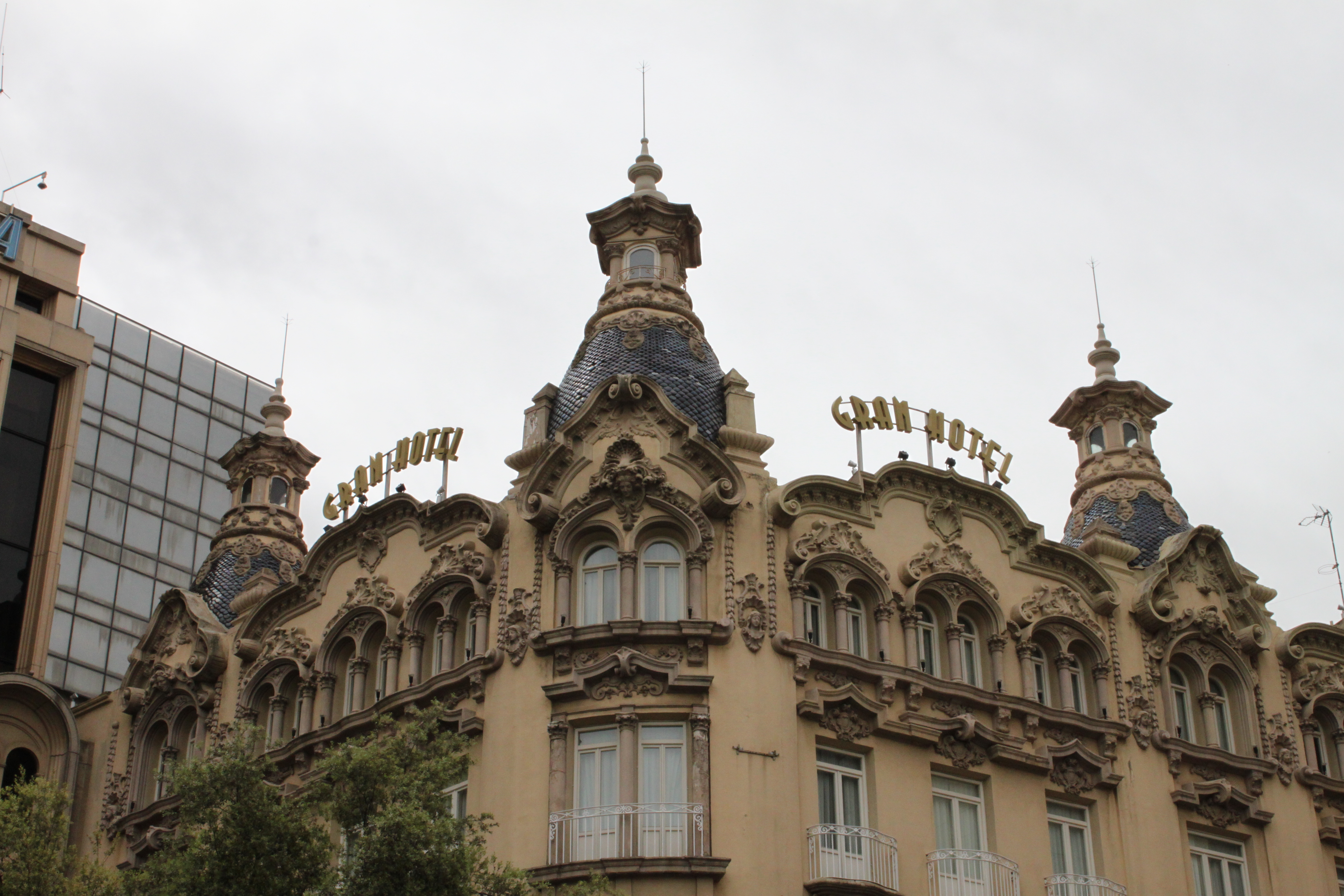
Gran Hotel de Albacete
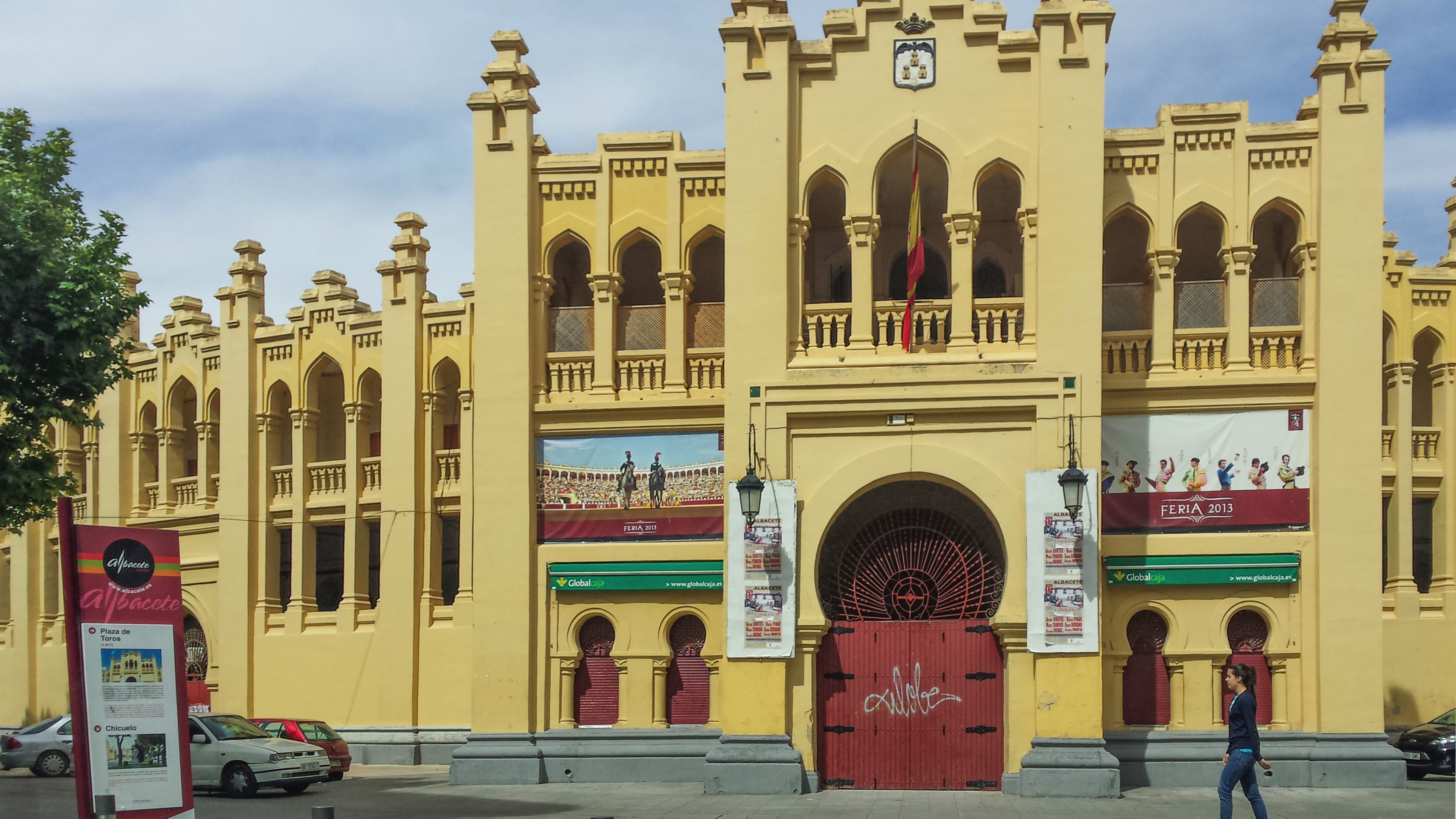
Plaza de toros de Albacete, estilo mudéjar
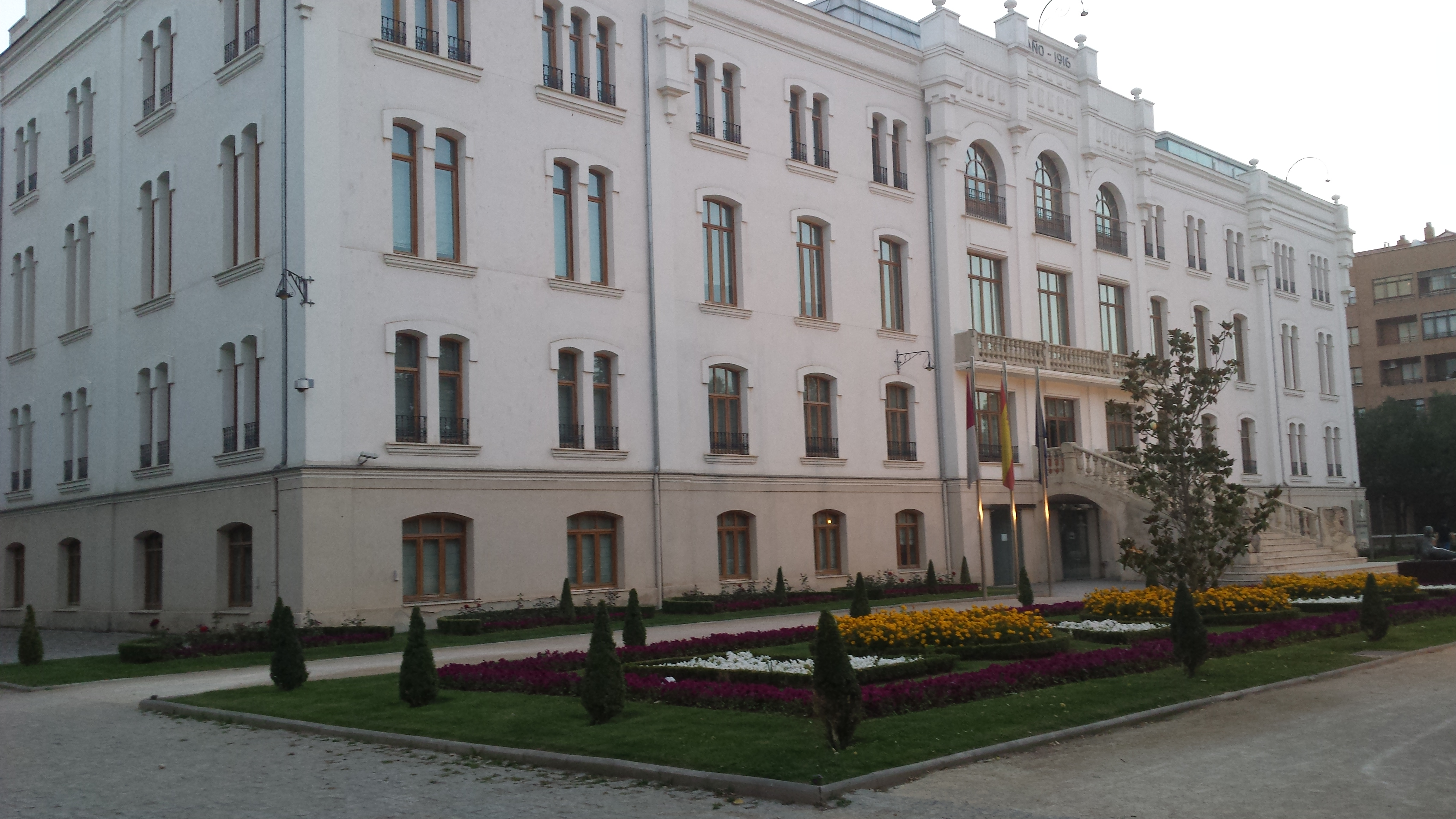
Fábrica de Harinas de Albacete

Es la época brillante de arquitectos como Francisco Martínez Villena, Julio Carrilero, Miguel Ortiz, Daniel Rubio, Manuel Muñoz, Buenaventura Ferrando Castells o Ramón Casas Massó, entre otros.
Progresivamente se irán levantando los más emblemáticos edificios de las primeras décadas del siglo XX como el Edificio Val General (1912), el Edificio Legorburo (1919), el Hotel Regina (1919), Montecasino (1916), el Edificio de la Subdelegación de Defensa (1920), el Edificio de la Cruz Roja (1921), la Casa de Canciano López (1921), el Edificio BBVA (1920), el Edificio CCM (1920), la Casa Cabot Jubany (1922), el edificio Banesto (1922), la Casa de Doña Filomena Flores (1924), el Colegio Notarial (1925), el Chalet Fontecha (1925) o el Colegio de Arquitectos (1925). 

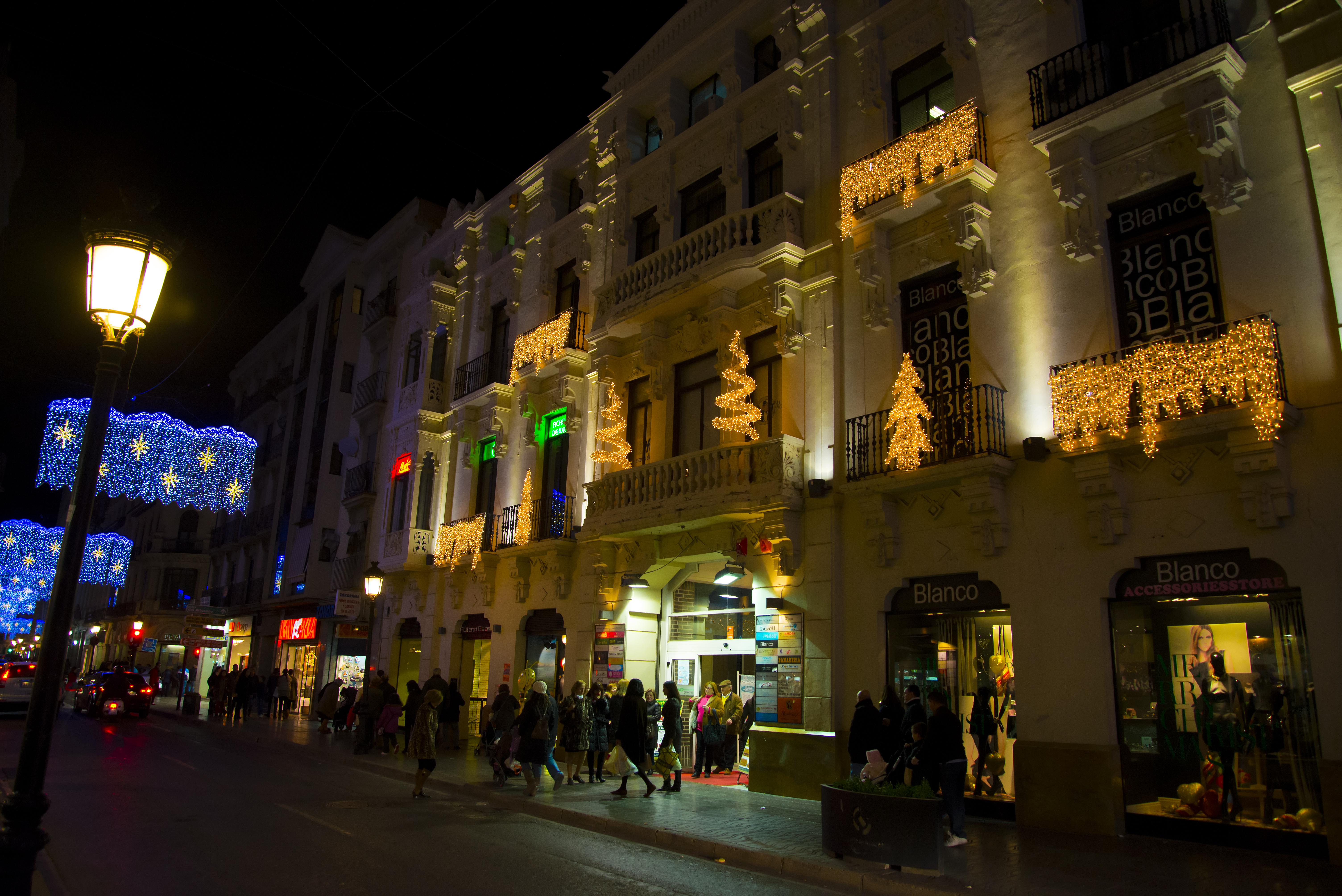
Edificio Val General
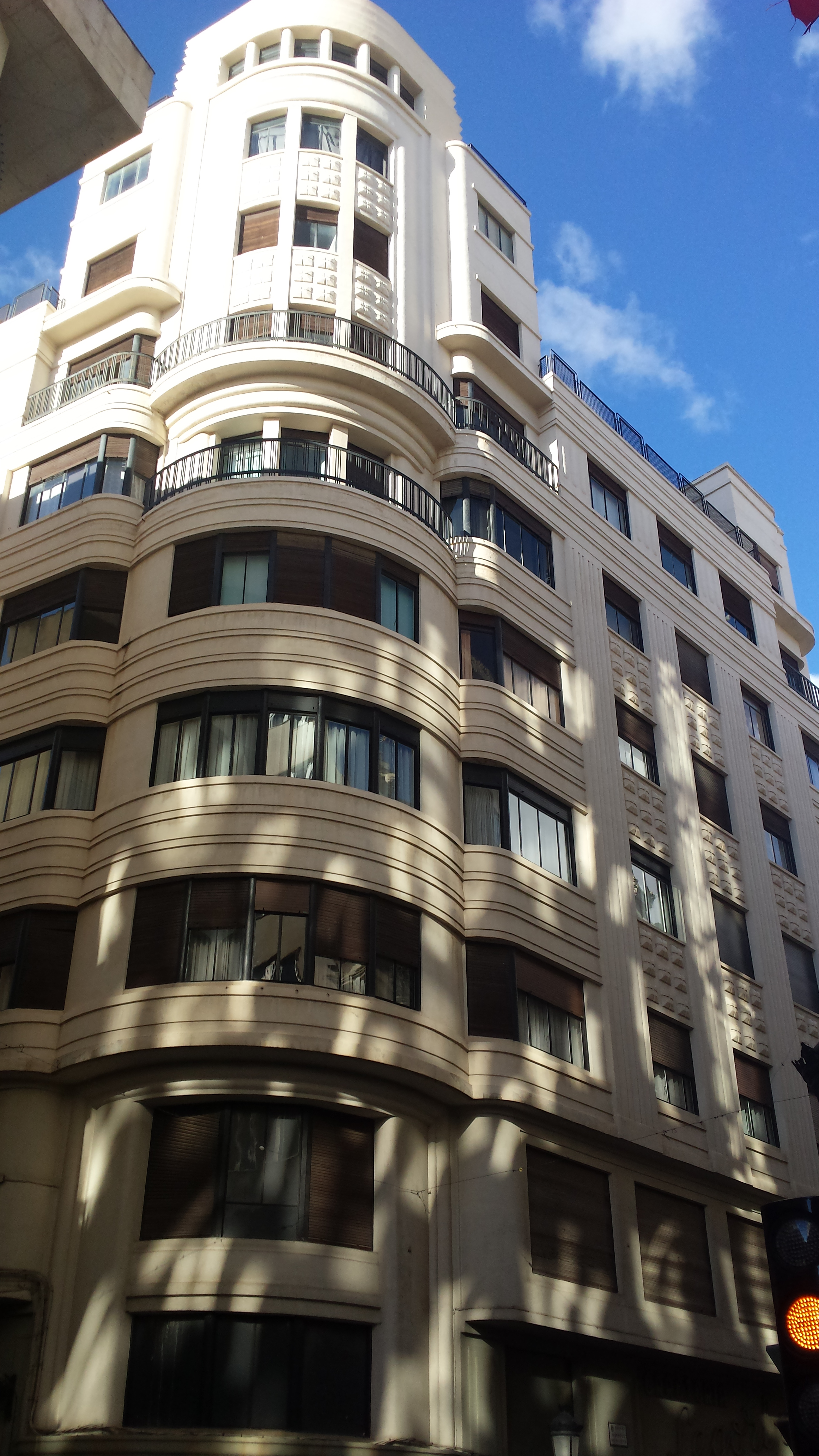
Edificio Legorburo
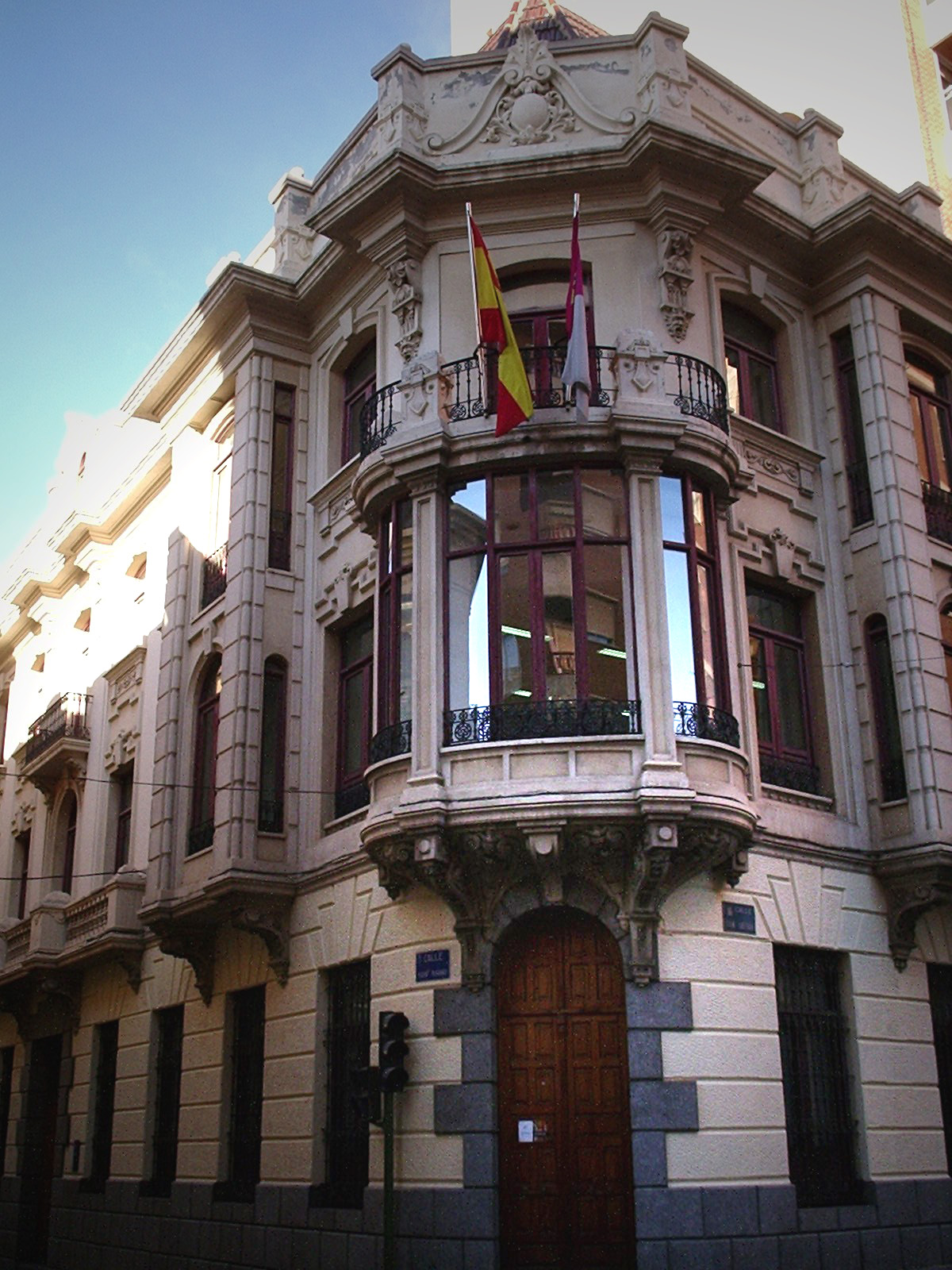
Archivo Histórico Provincial de Albacete
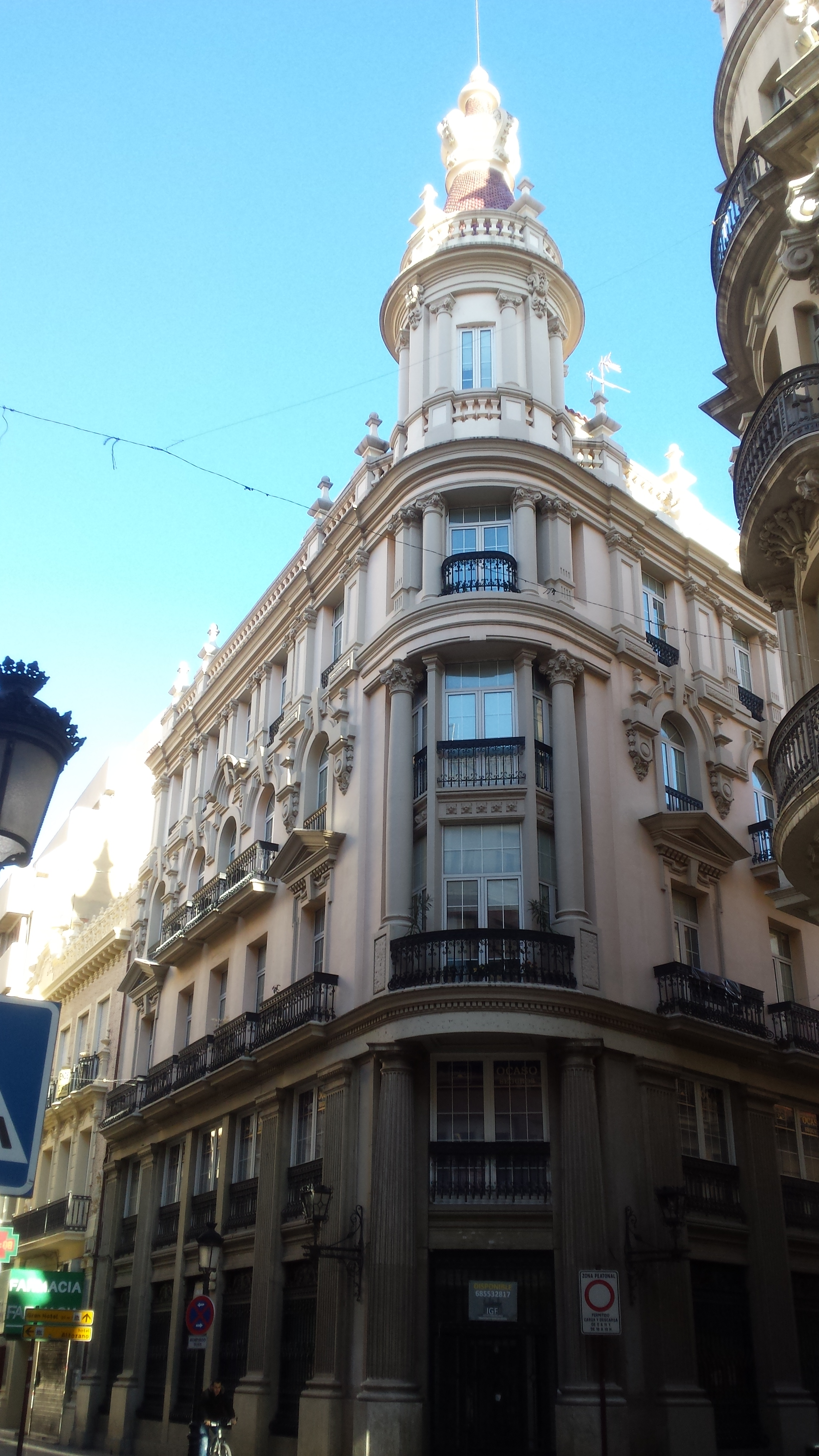
Edificio Bancaja
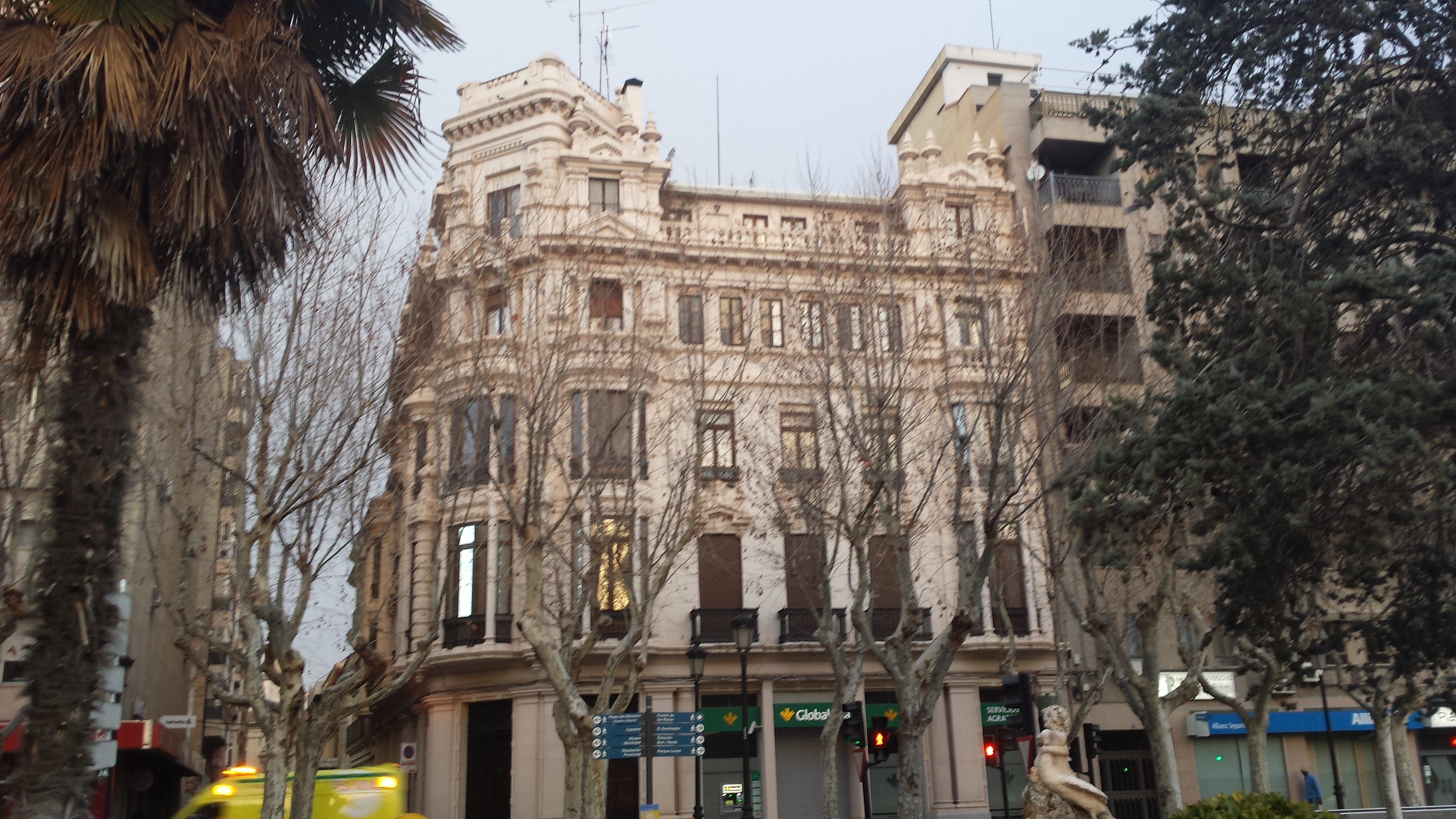
Hotel Regina
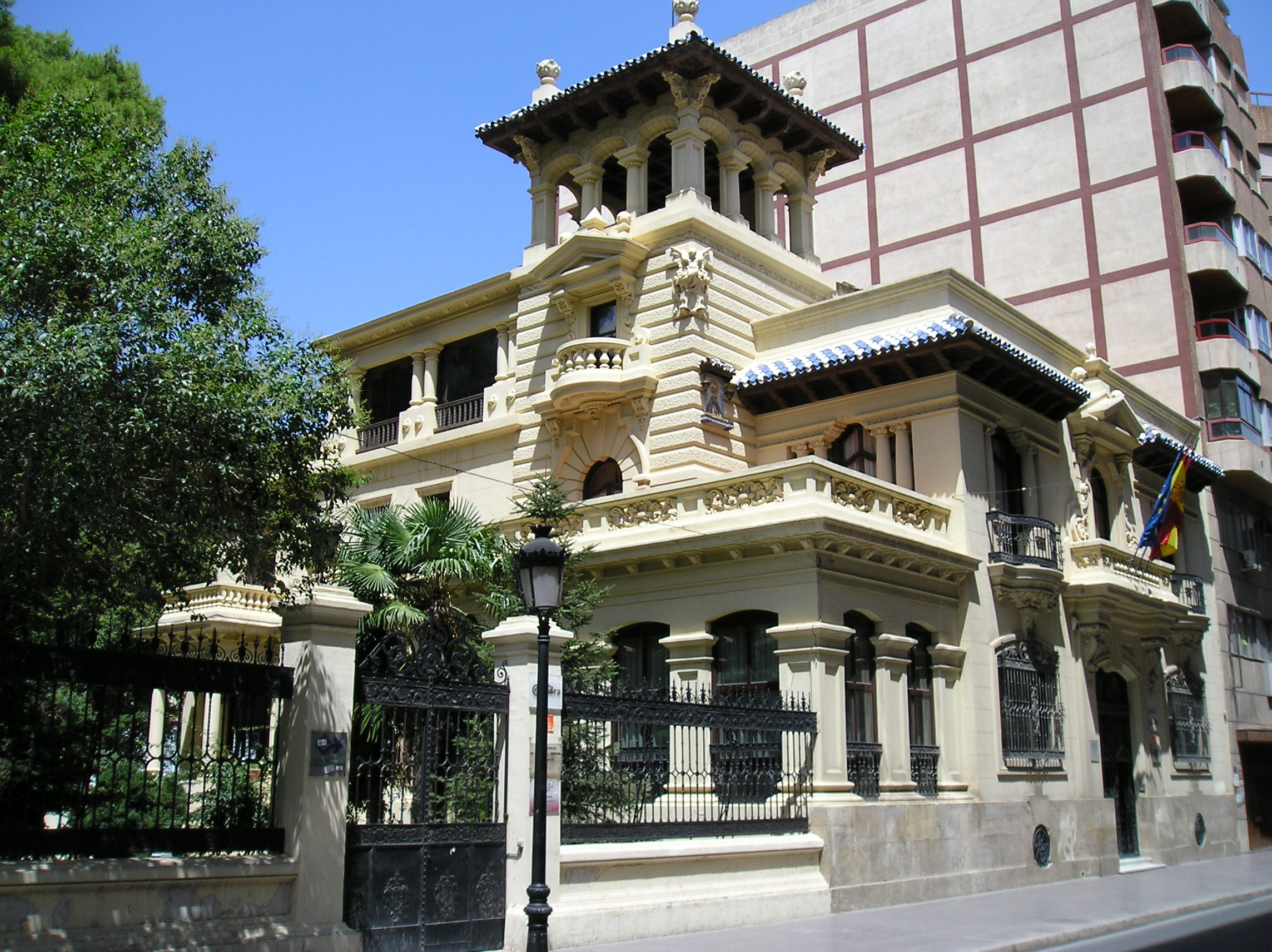
Casa Fontecha
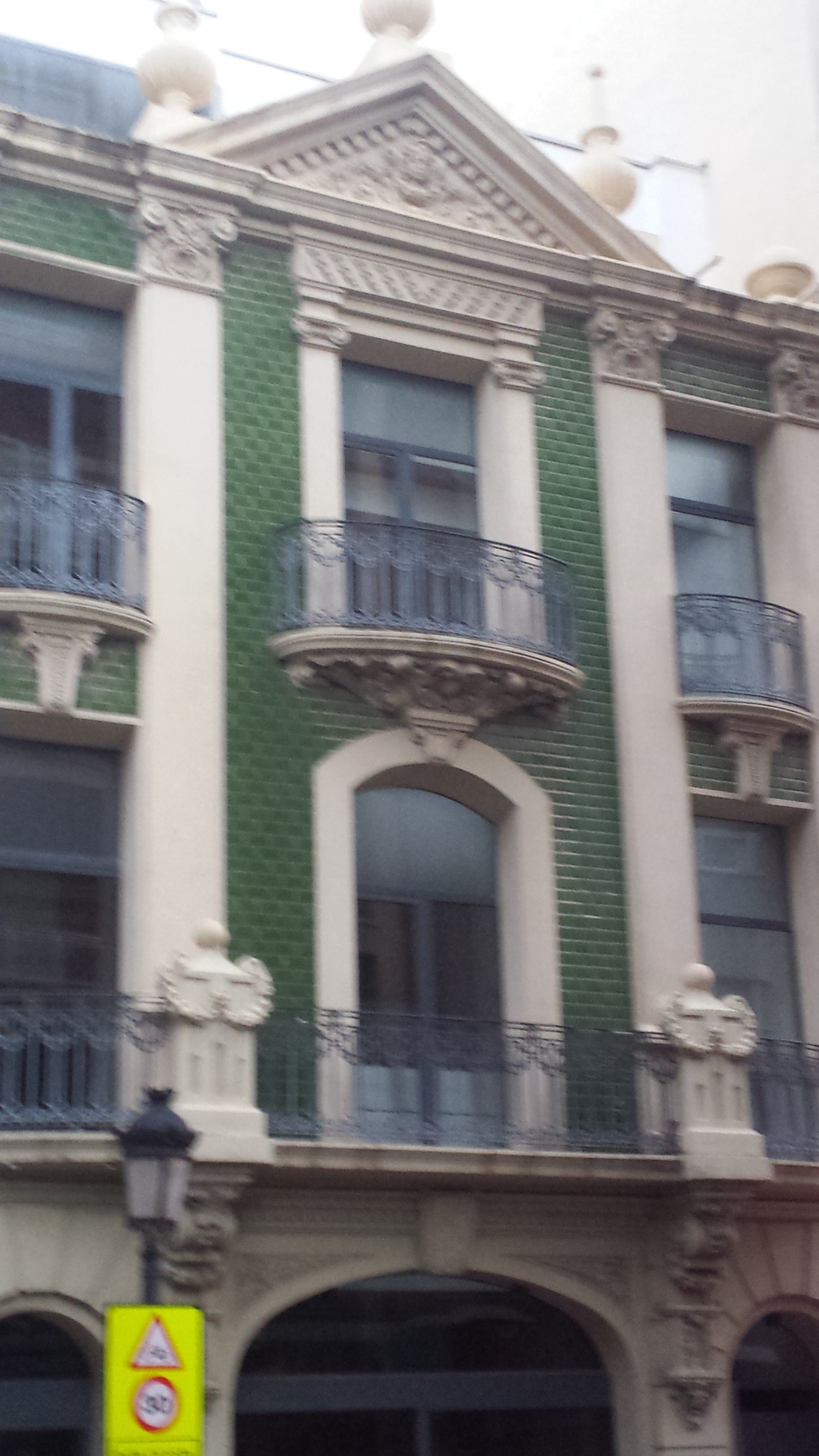
Colegio de Arquitectos
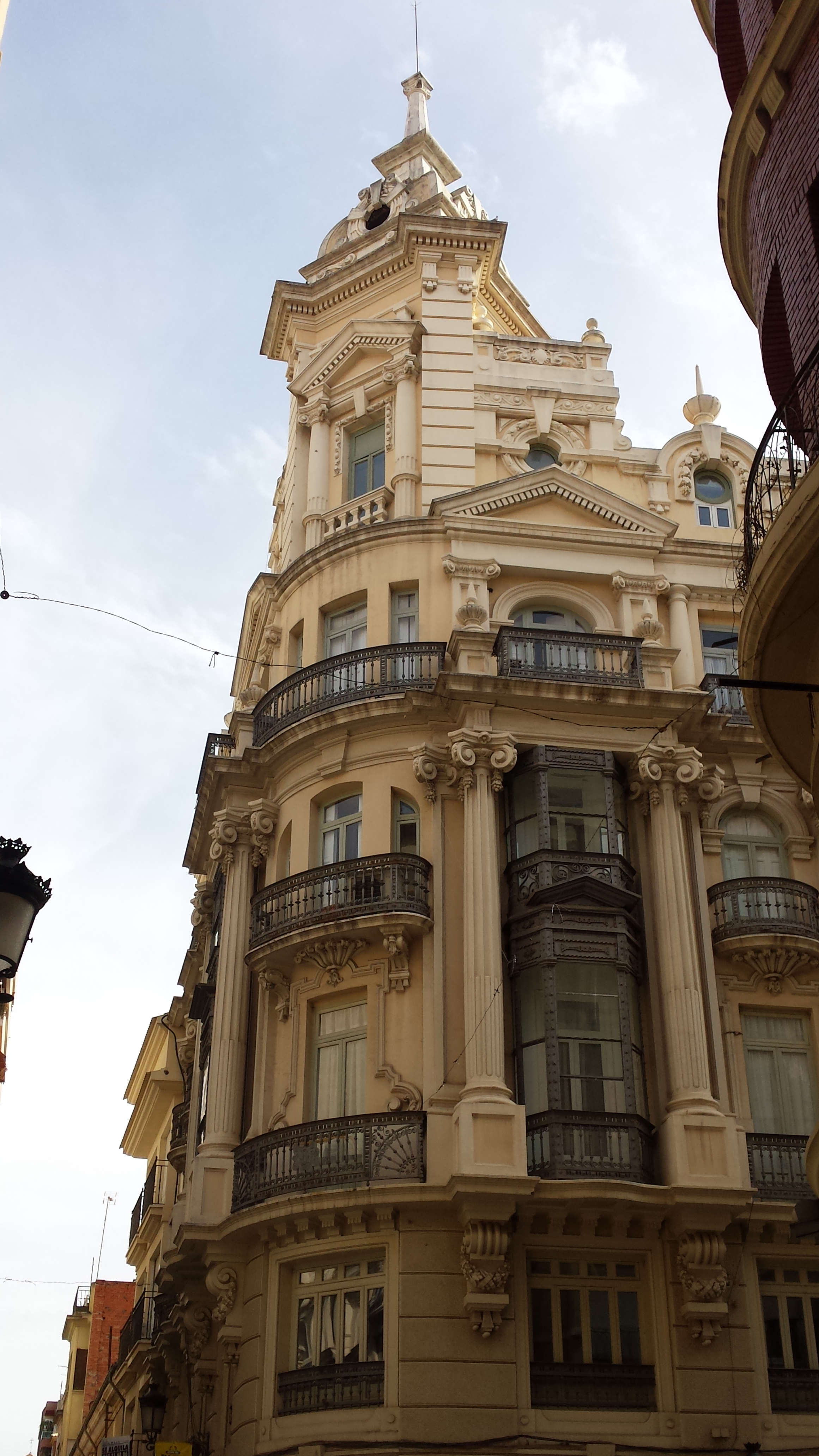
Edificio Banesto
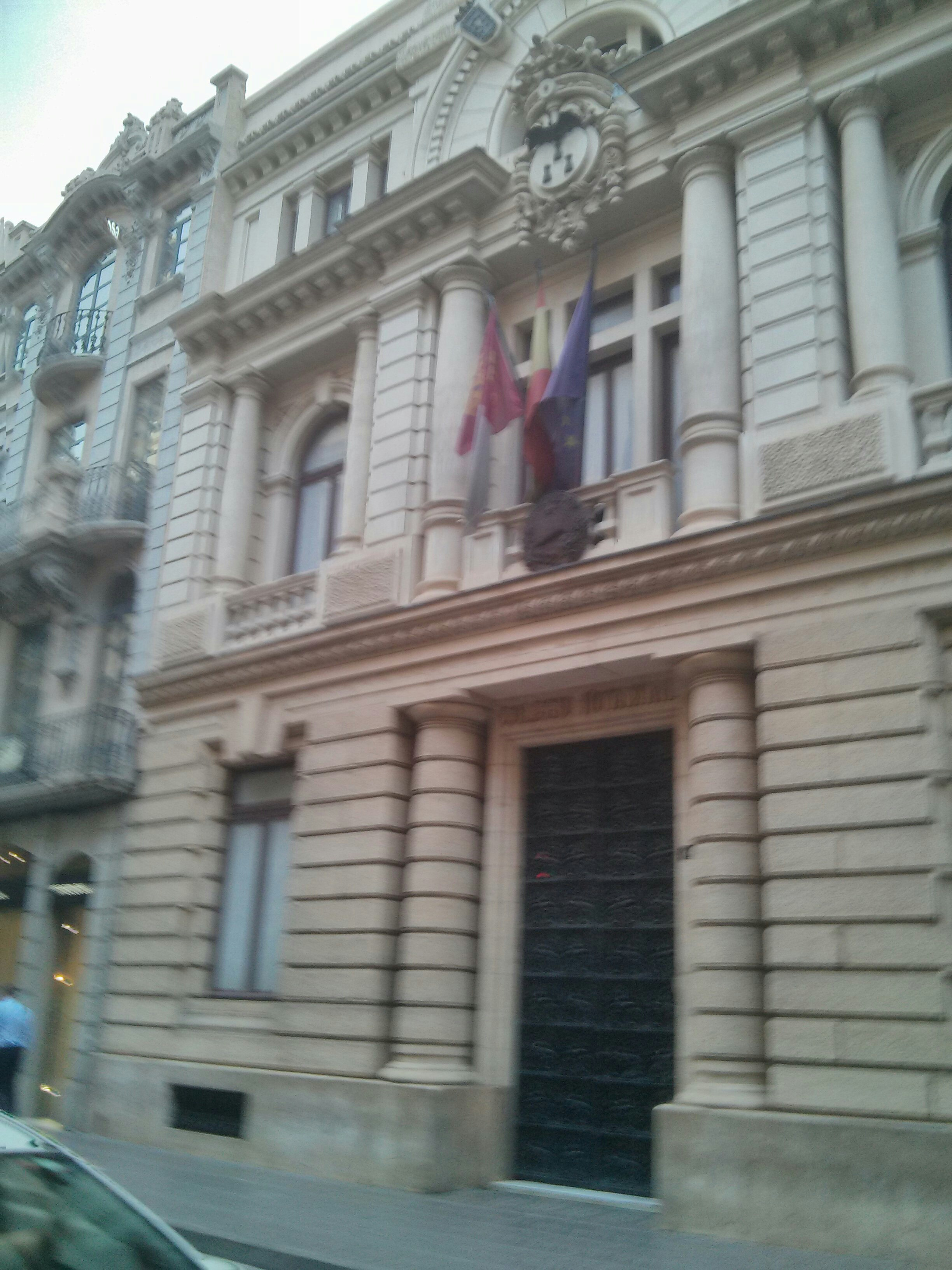
Colegio Notarial
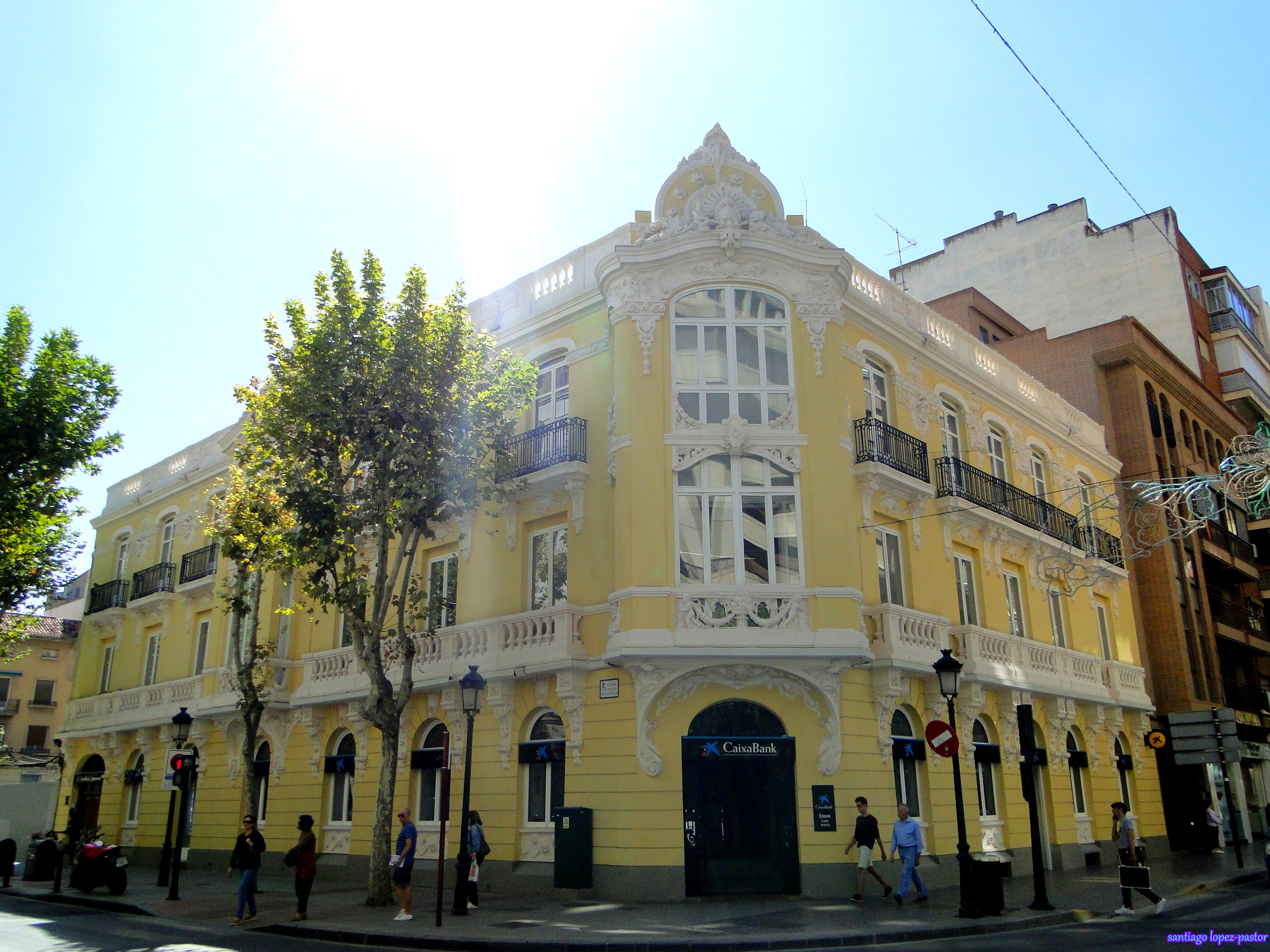
Montecasino
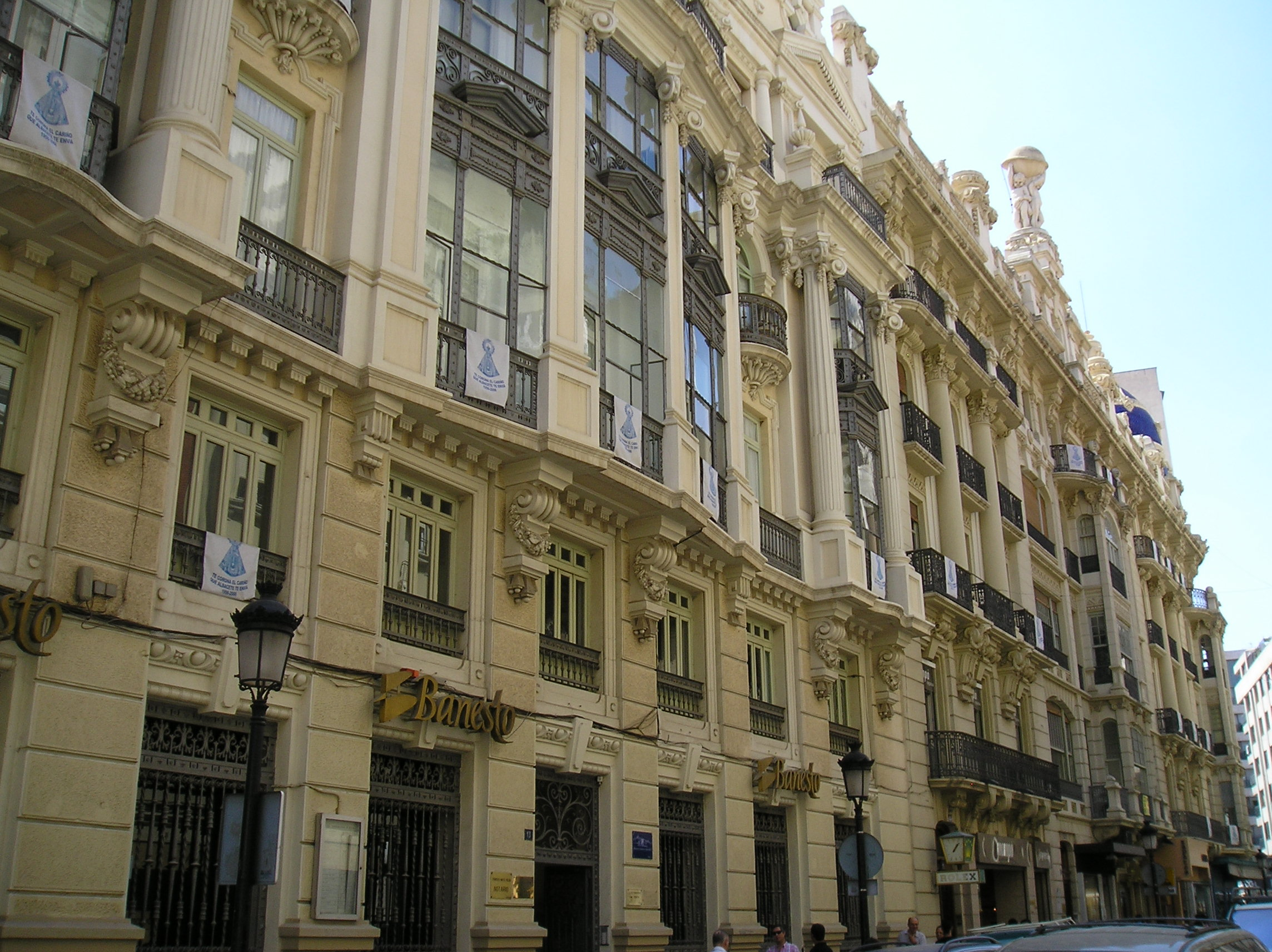
Casas Cabot, en la calle Marqués de Molins
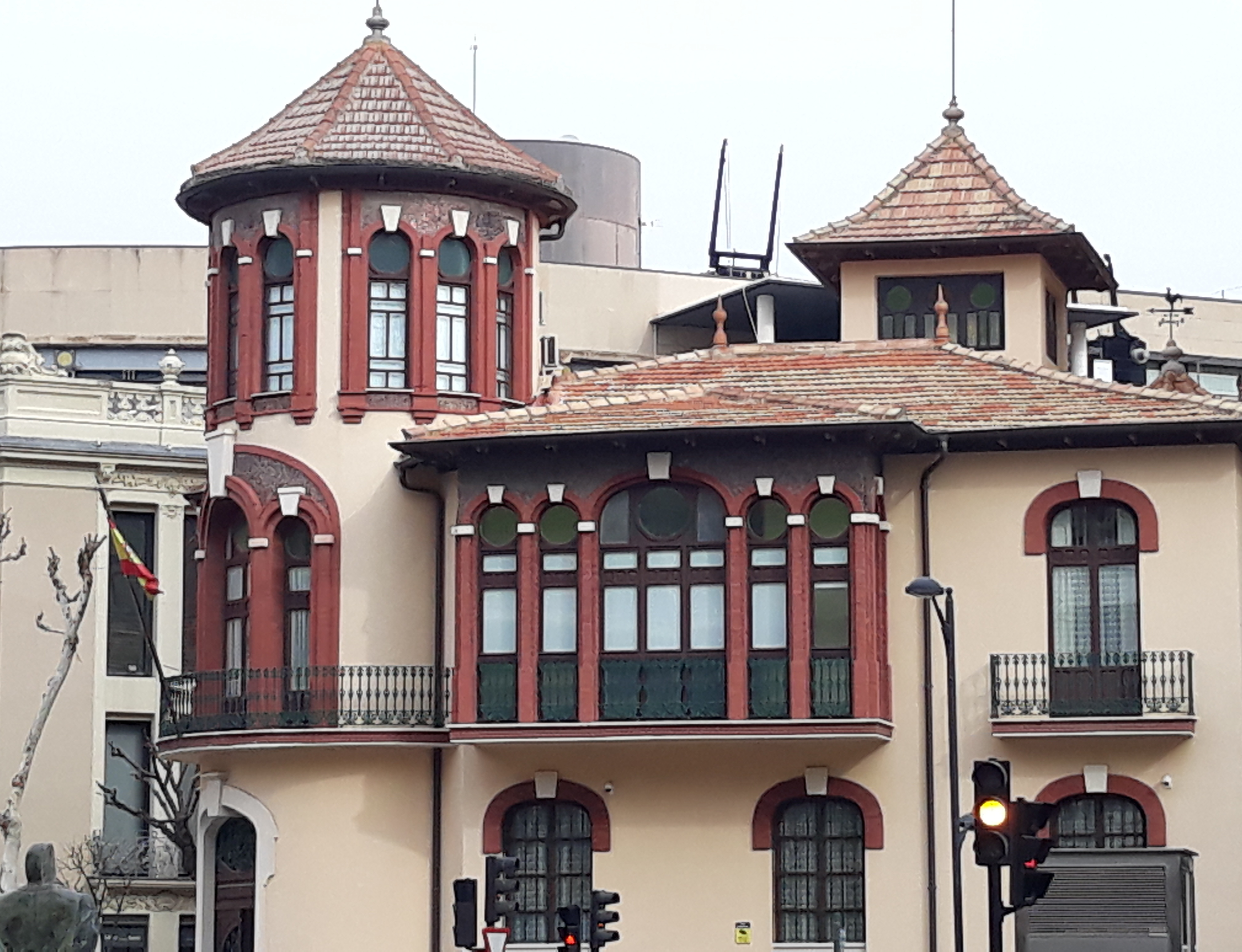
Subdelegación de Defensa en Albacete

Los nuevos gustos en las formas arquitectónicas son uno de los factores que potencian la demanda constructiva en la ciudad de Albacete a partir de 1920, que quedará envuelta en un cúmulo de influencias
procedentes de Madrid y Valencia. Algunos autores, como Cadarso Vecina y Talavera Sotoca, clasifican el campo constructivo albacetense en dos corrientes: la madrileña, uno de cuyos exponentes sería Julio Carrilero Prat, cuya arquitectura se caracteriza por la presencia de tendencias eclécticas, neo-platerescas, neo-barrocas, modernistas, monumentalistas, funcionalistas y racionalistas; y la valenciana, representada por arquitectos como Ramón Casas Massó y Buenaventura Ferrando Castells.
Tras el Plan de Alineaciones de 1908-1911 de Martínez Villena, y con la construcción del Parque Abelardo Sánchez, la antigua vaguada del río Piojo se convierte en una gran vía, llamada hasta nuestros días Calle Ancha. Paralelo a ella, el Pasaje de Lodares, inserto en la trama histórica de la ciudad, constituye el contrapunto regio que configura
el carácter del Albacete Modernista. La arquitectura de la época se caracteriza por una clara voluntad de ciudad, con edificios que se constituyen como modelos de urbanidad, donde los arquitectos locales se aplican a conformar una ciudad en la que habitan y en la que creen.
En la década de 1920 se redactó un nuevo Plan de Ensanche diseñado por los arquitectos Julio Carrilero y Manuel Muñoz, inspirado en los de Madrid y Barcelona.
En el segundo cuarto de siglo se levantan inmuebles como el Edificio Bancaja (1926), la Casa de Archillas (1926), el Banco Central (1926), el Palacio de la Consejería de Sanidad (1928), la Antigua Comisaría de Simón Abril (1929), las Escuelas Pías de Albacete (1930), el Casino Primitivo (1927), el Instituto Bachiller Sabuco (1931), el Edificio del Banco de España (1936), el Grupo escolar Cristóbal Valera (1945) o la Delegación de Hacienda (1948).

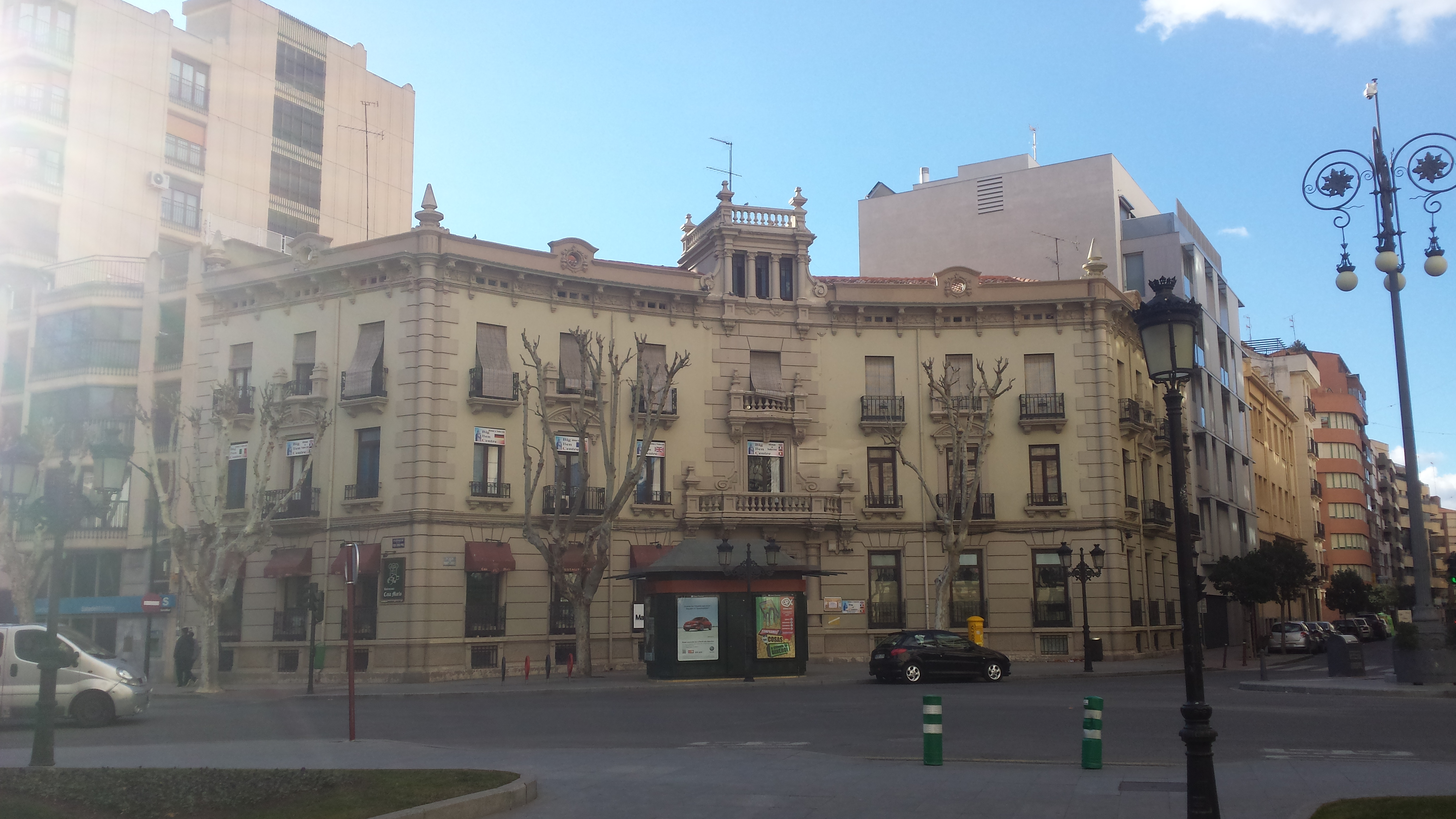
Casa de Archillas
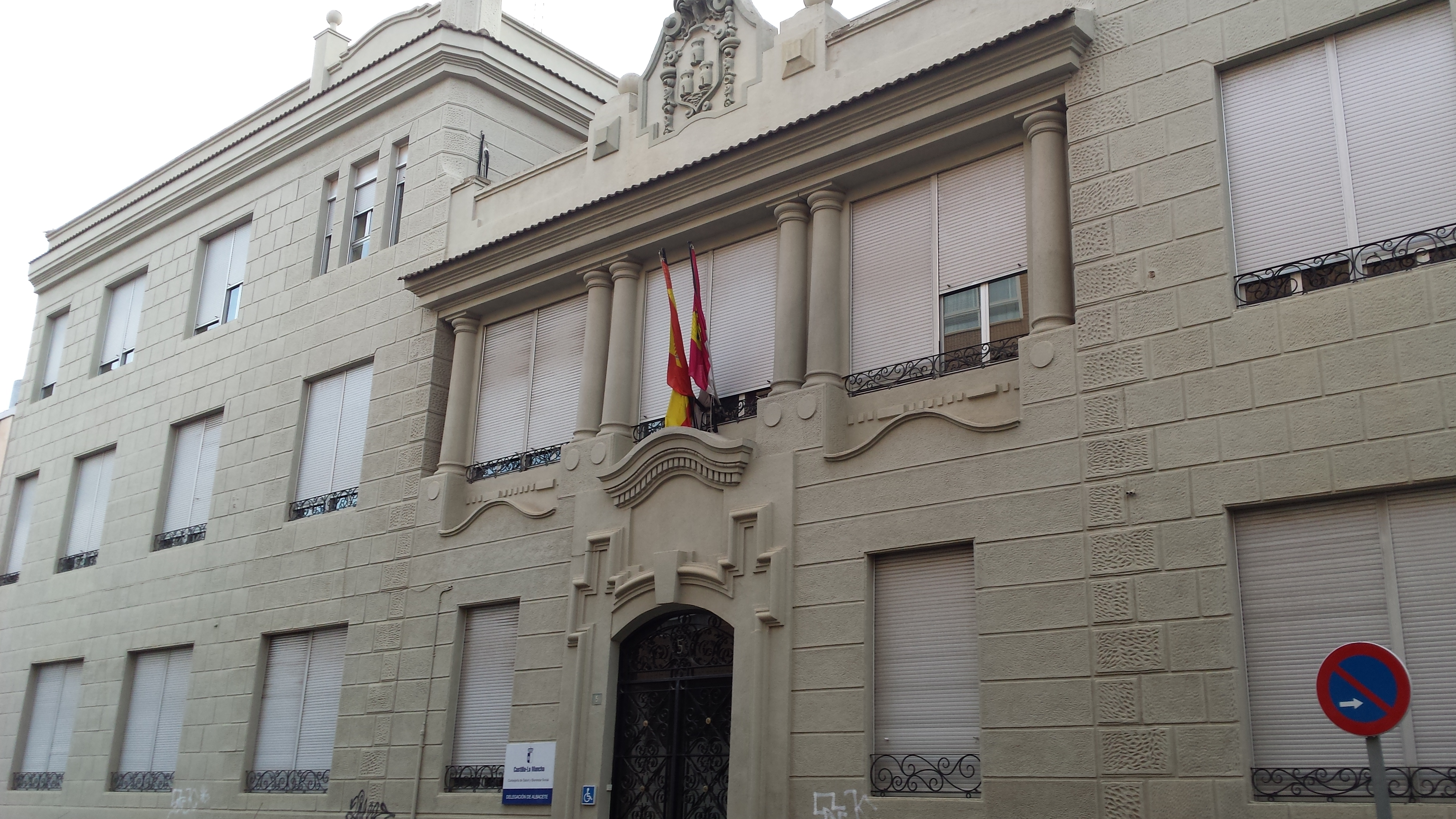
Palacio de la Consejería de Sanidad
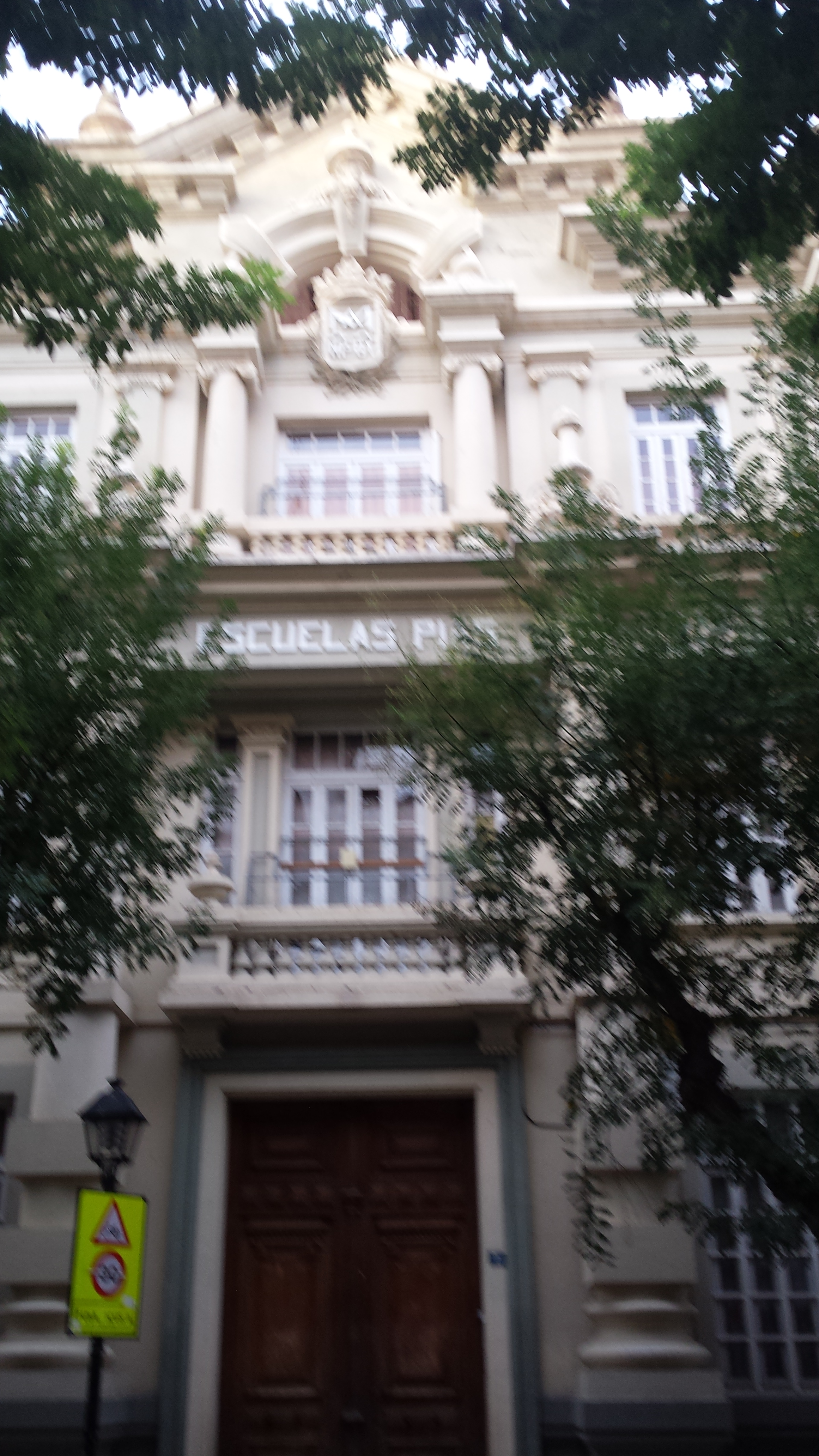
Escuelas Pías de Albacete
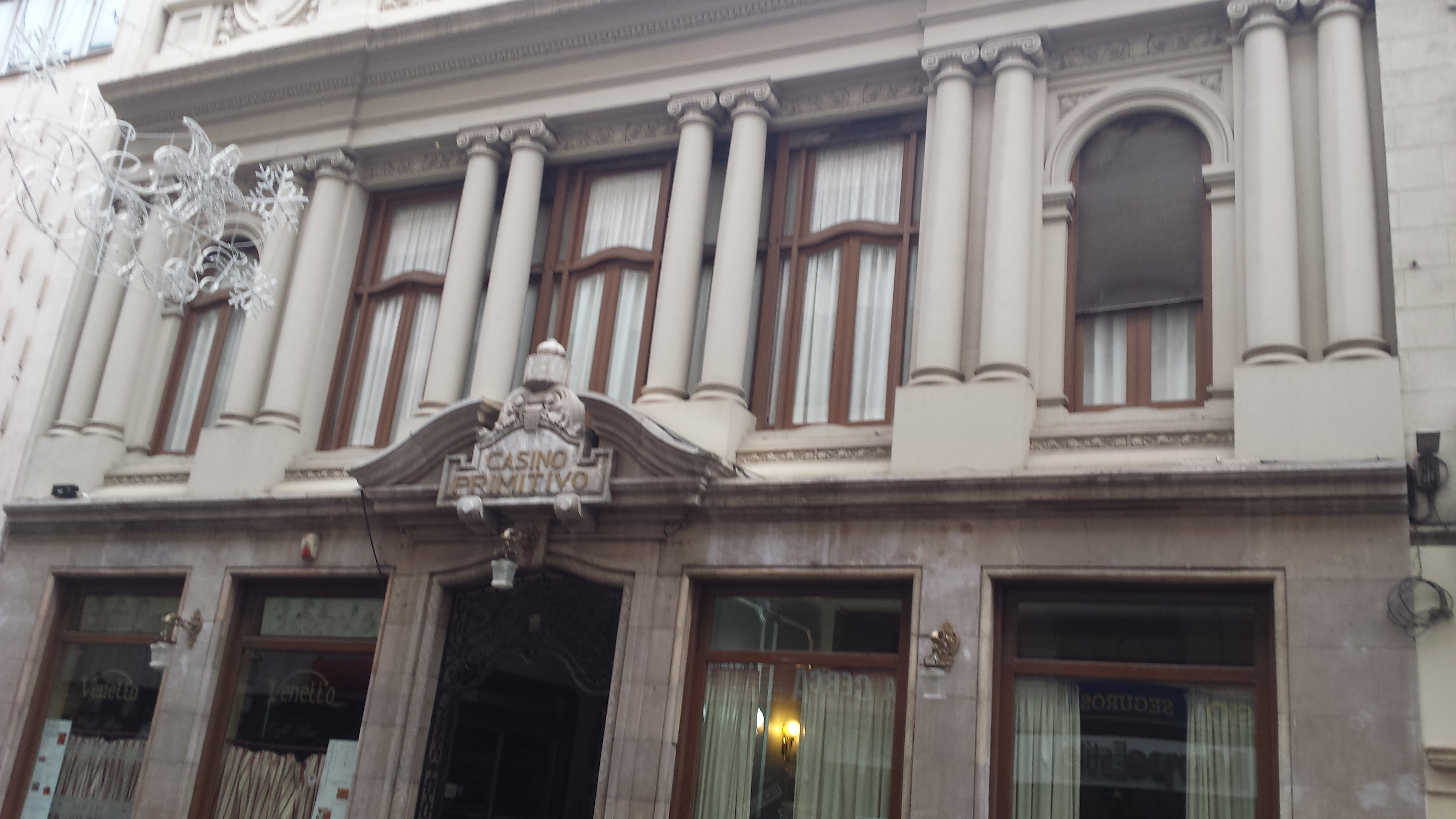
Casino Primitivo de Albacete
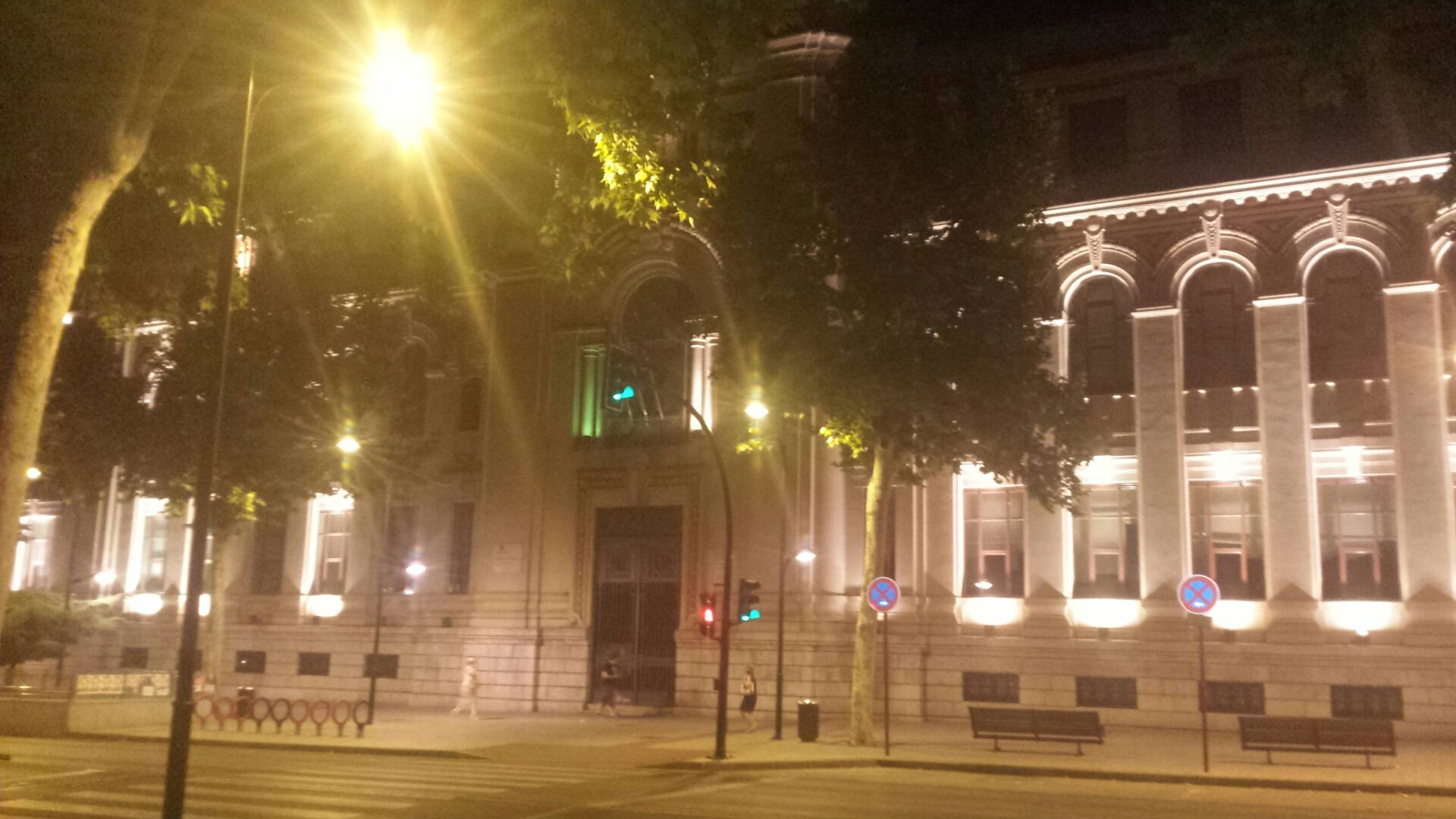
Instituto Bachiller Sabuco
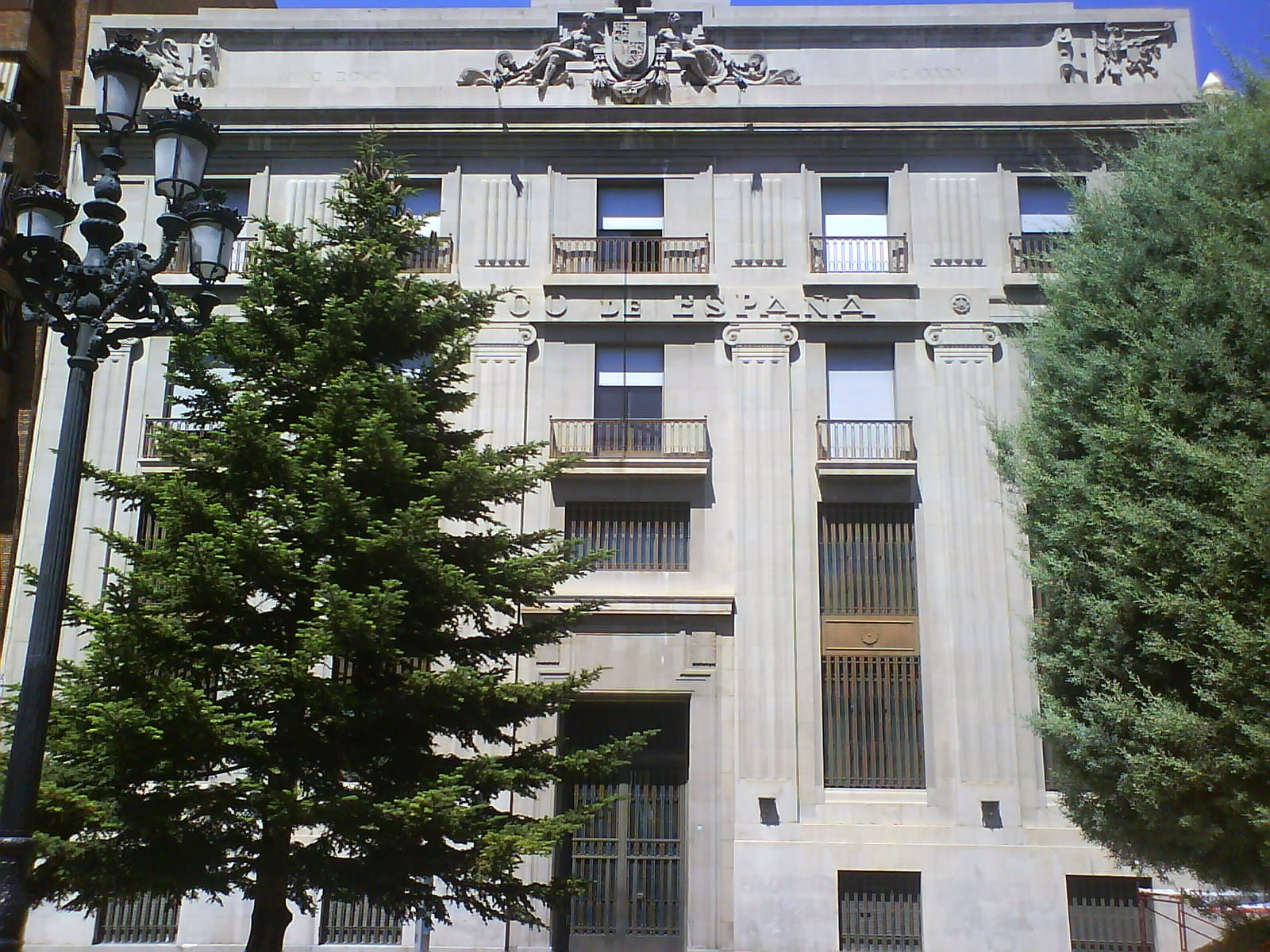
Edificio del Banco de España
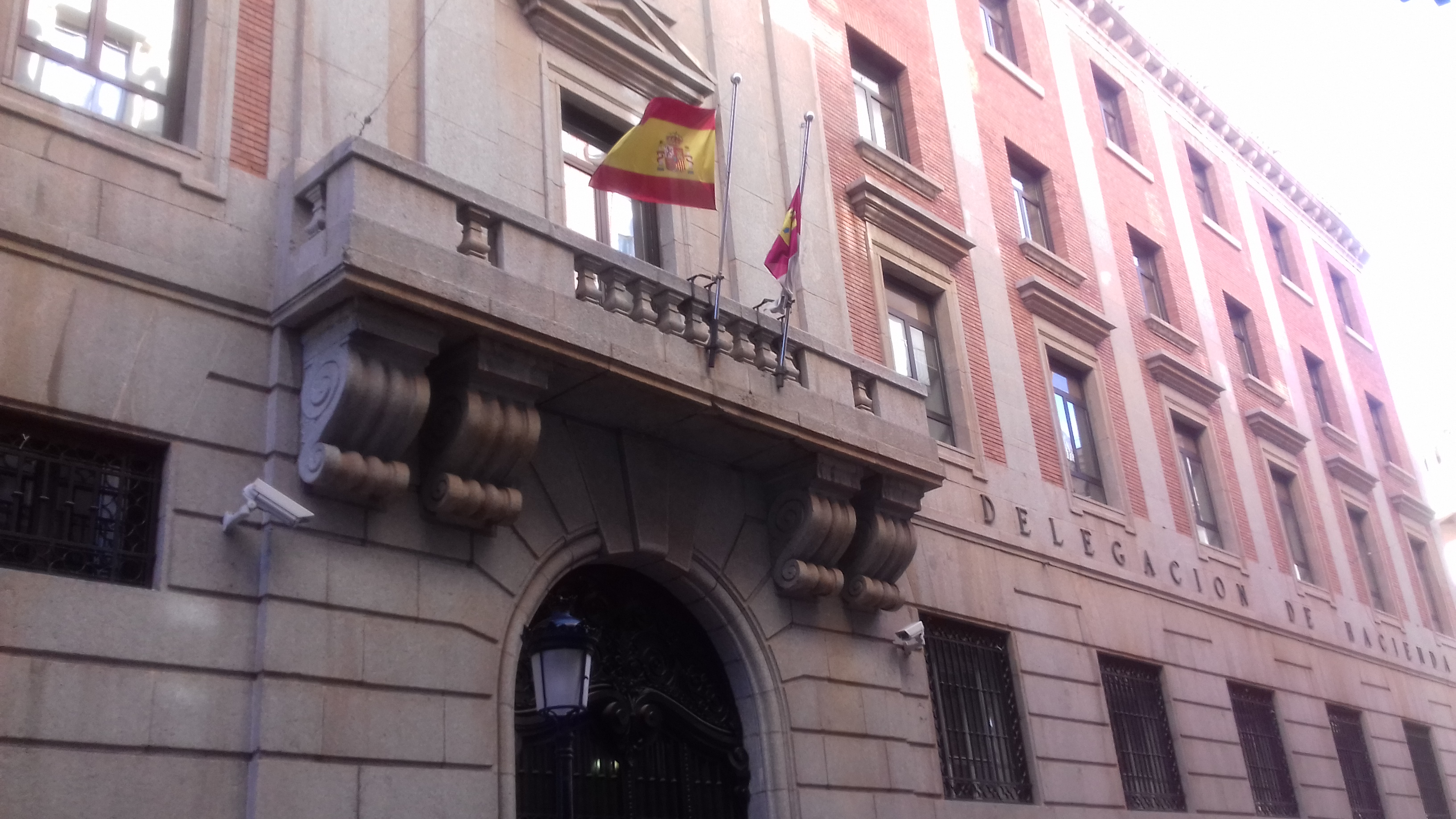
Delegación de Hacienda

Ejemplos de la arquitectura del agua son los Depósitos del Sol (1921) o los Depósitos del agua de la Fiesta del Árbol (1944), faro y símbolo de la ciudad, que, con sus 69 metros de altura, coronan la ciudad.

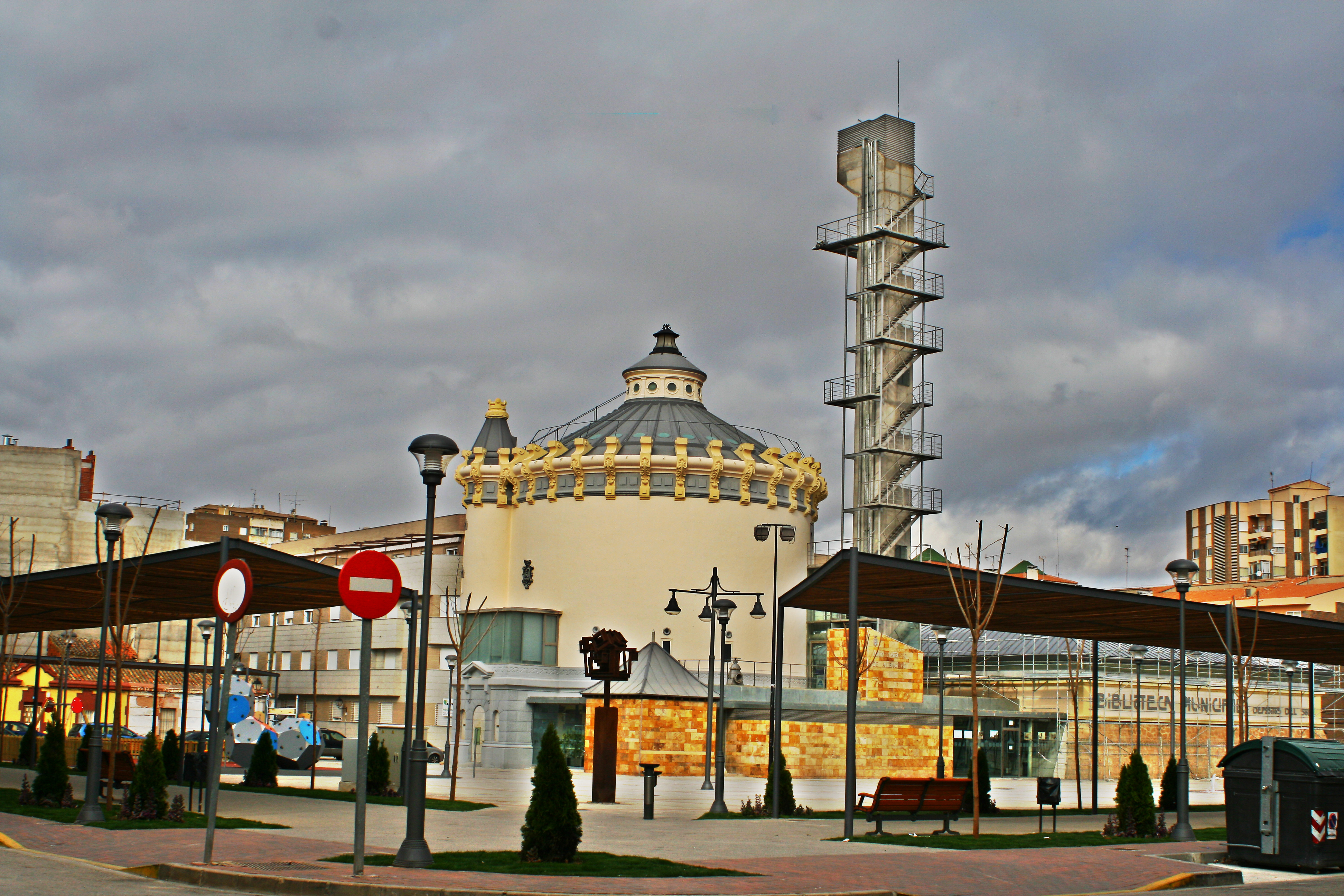
Depósitos del Sol
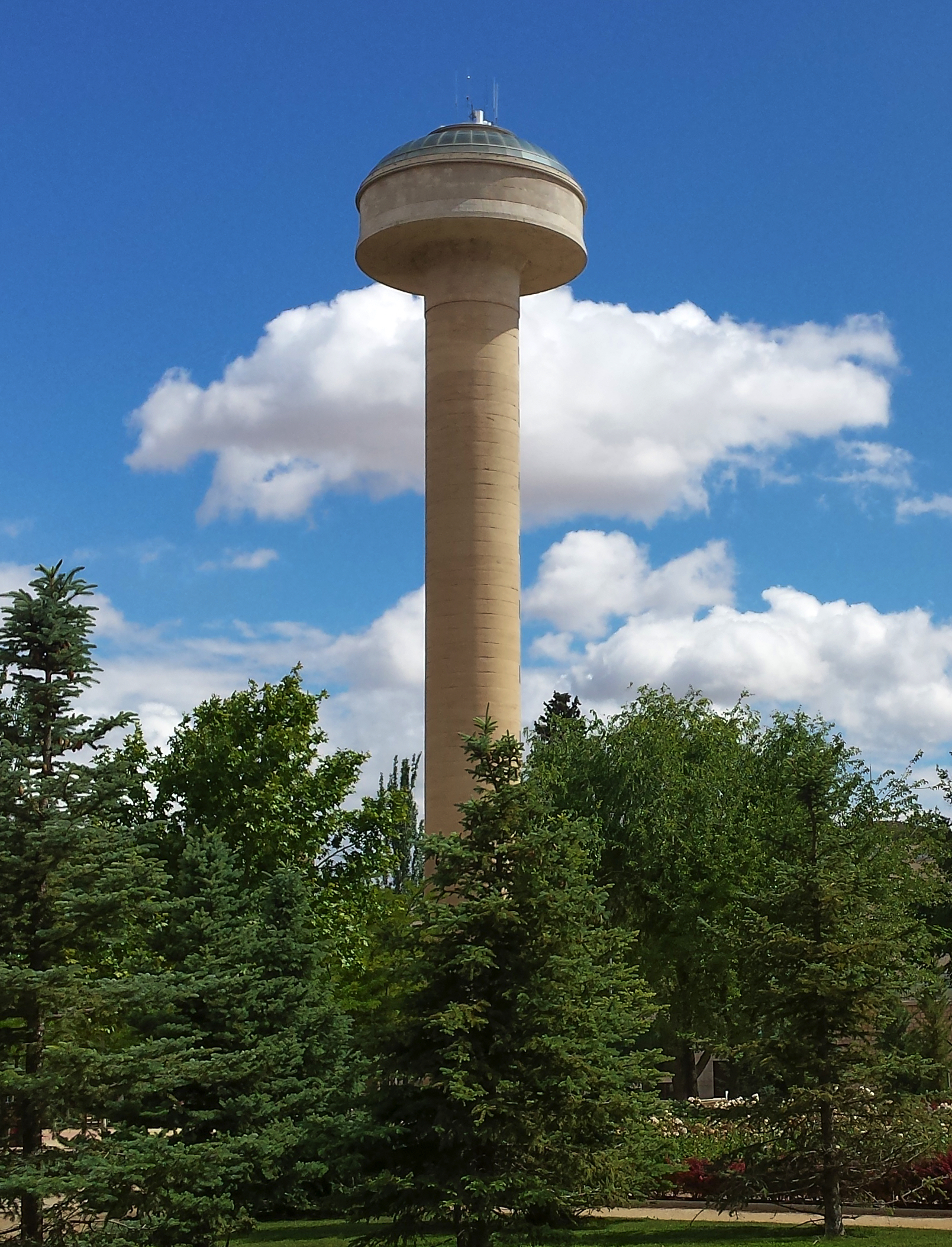
Torre de los depósitos de agua de la Fiesta del Árbol

Ya de la segunda mitad del siglo XX son edificios como el Internado Benéfico Provincial (1955), el Gobierno Civil (1956), la Casa Sindical de Albacete (1956), el Edificio La Unión y el Fénix (1960), el Edificio Mompó (1963), el Edificio Forestal (1968), el Hotel Los Llanos (1969), la Torre de la Consejería de Educación (1973), el Edificio Correos (1974), la Puerta de Hierros de Albacete (1974), la Universidad Laboral de Albacete (1975), el Palacio de Justicia de Albacete (1980), la Casa consistorial de Albacete (1886), el Pabellón de Gobierno o Edificio José Prat (1993) o el Centro Cultural El Ensanche (1995),

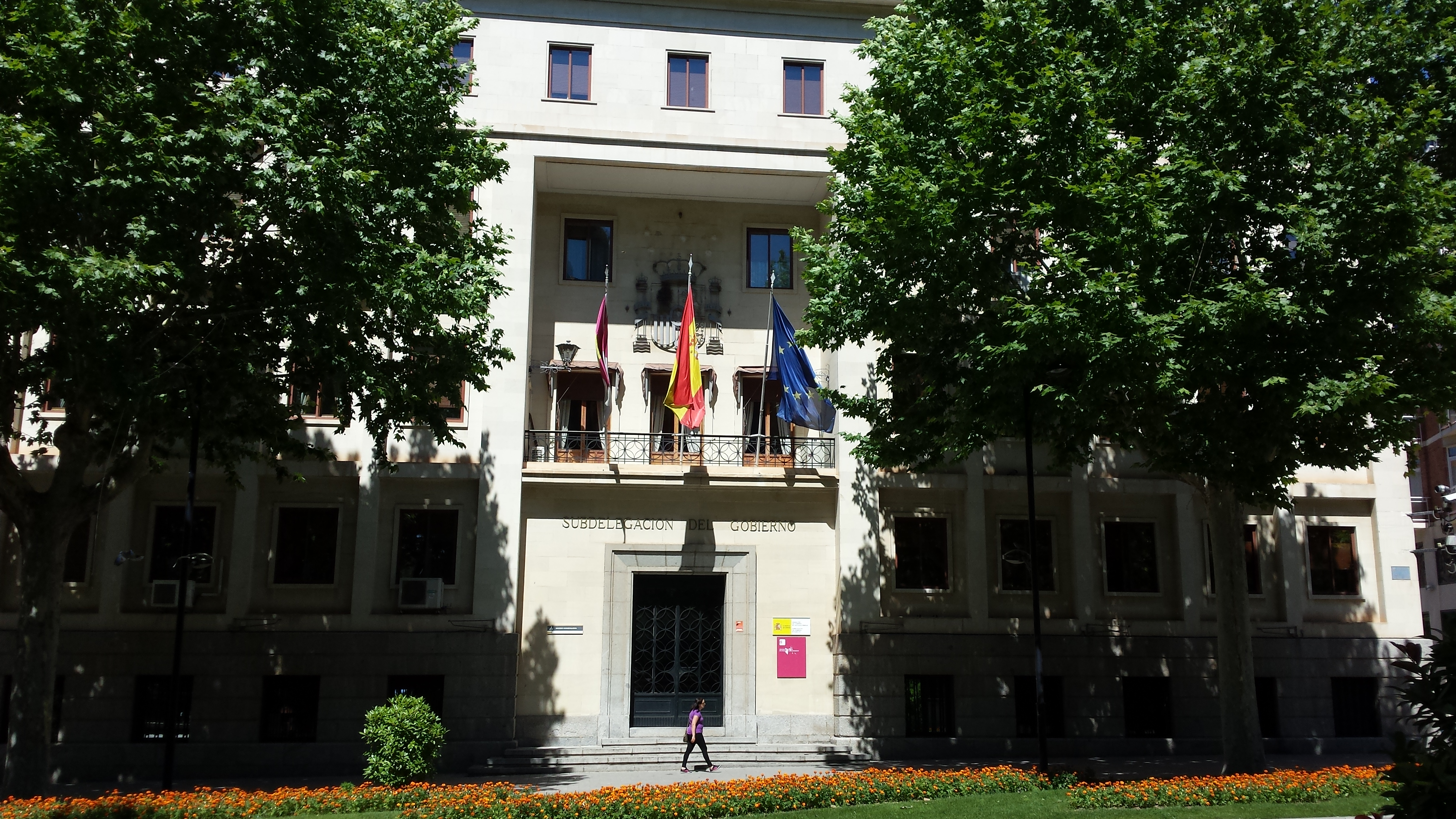
Gobierno Civil
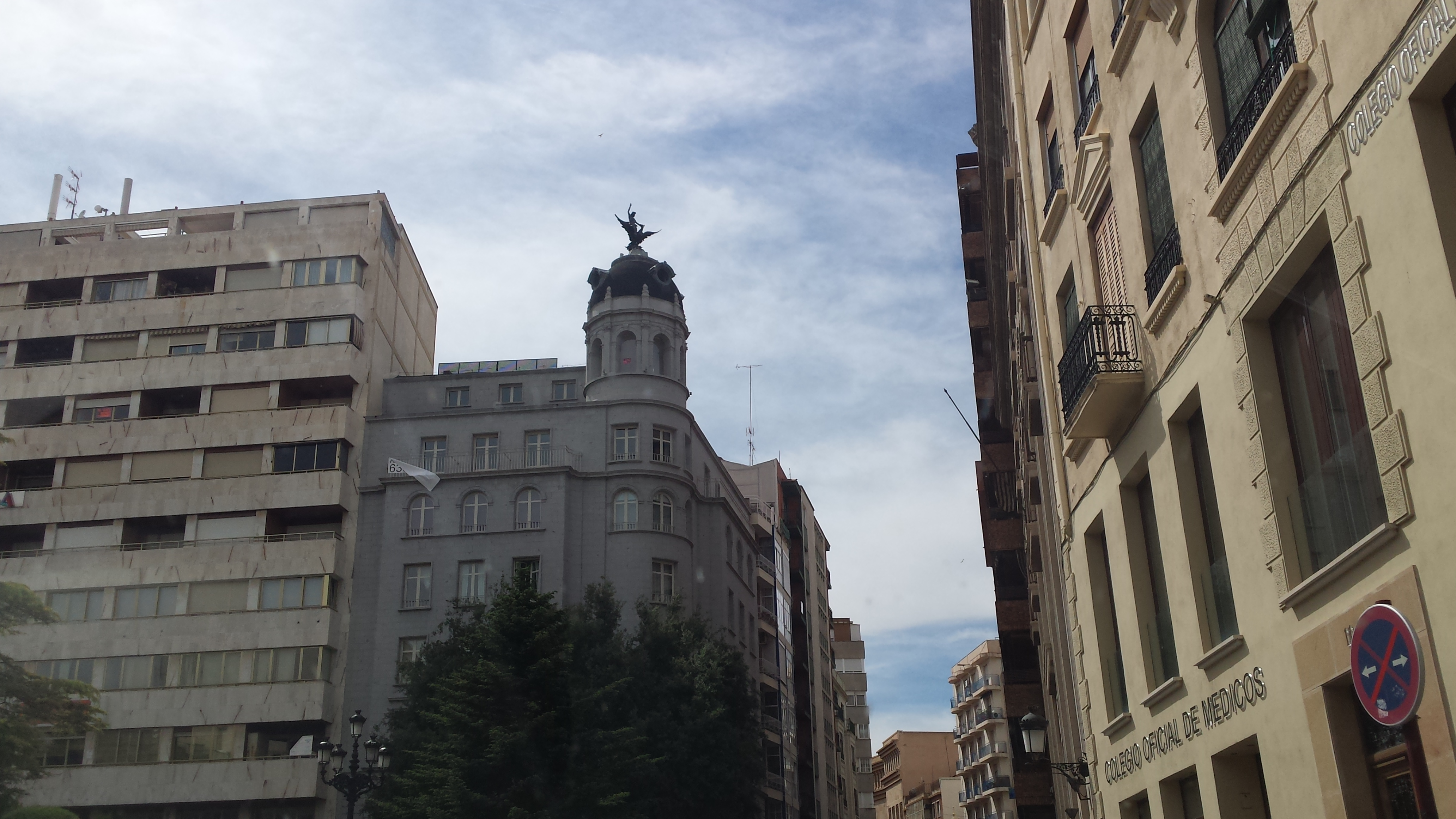
Edificio La Unión y el Fénix
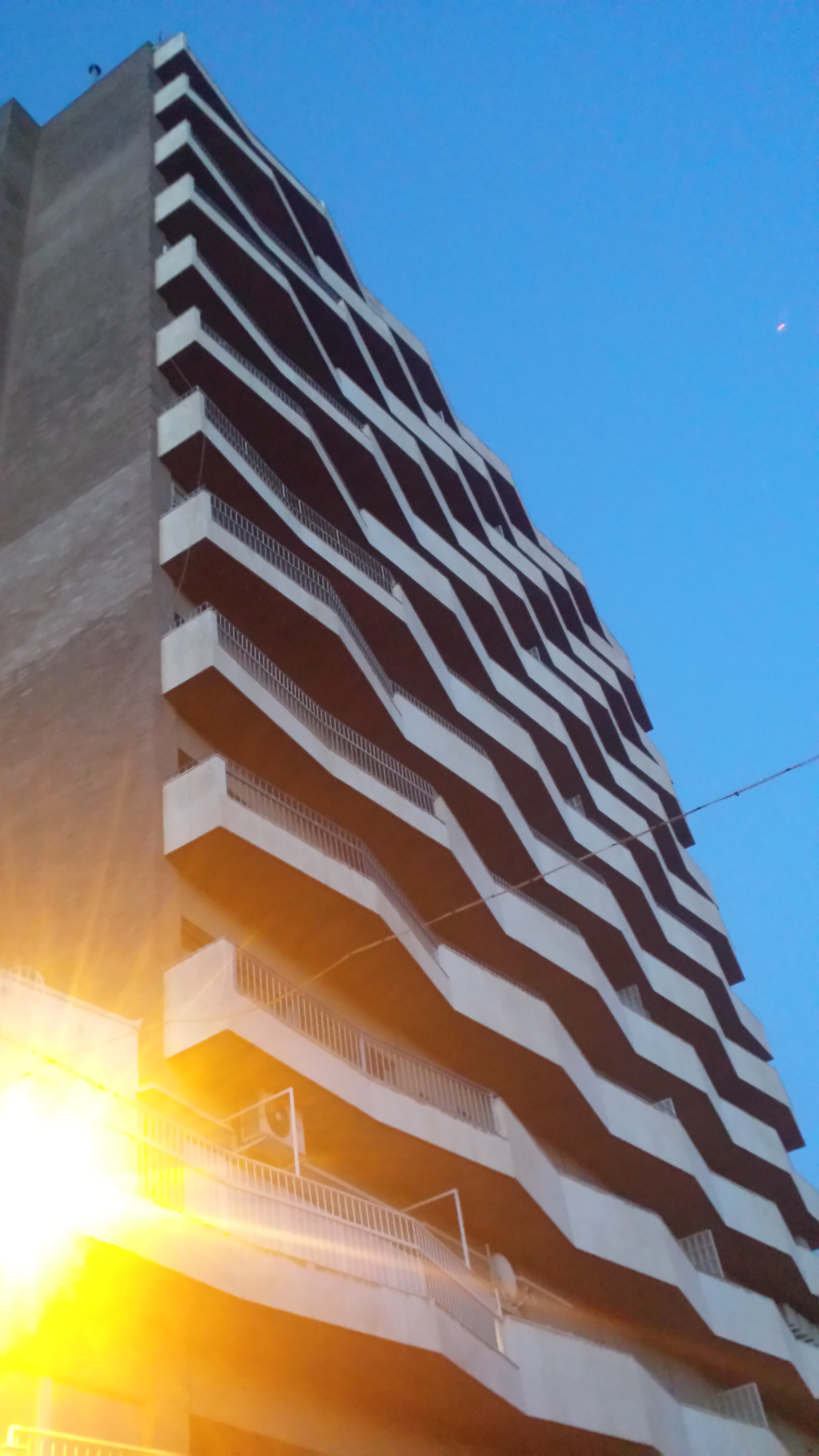
Edificio Mompó
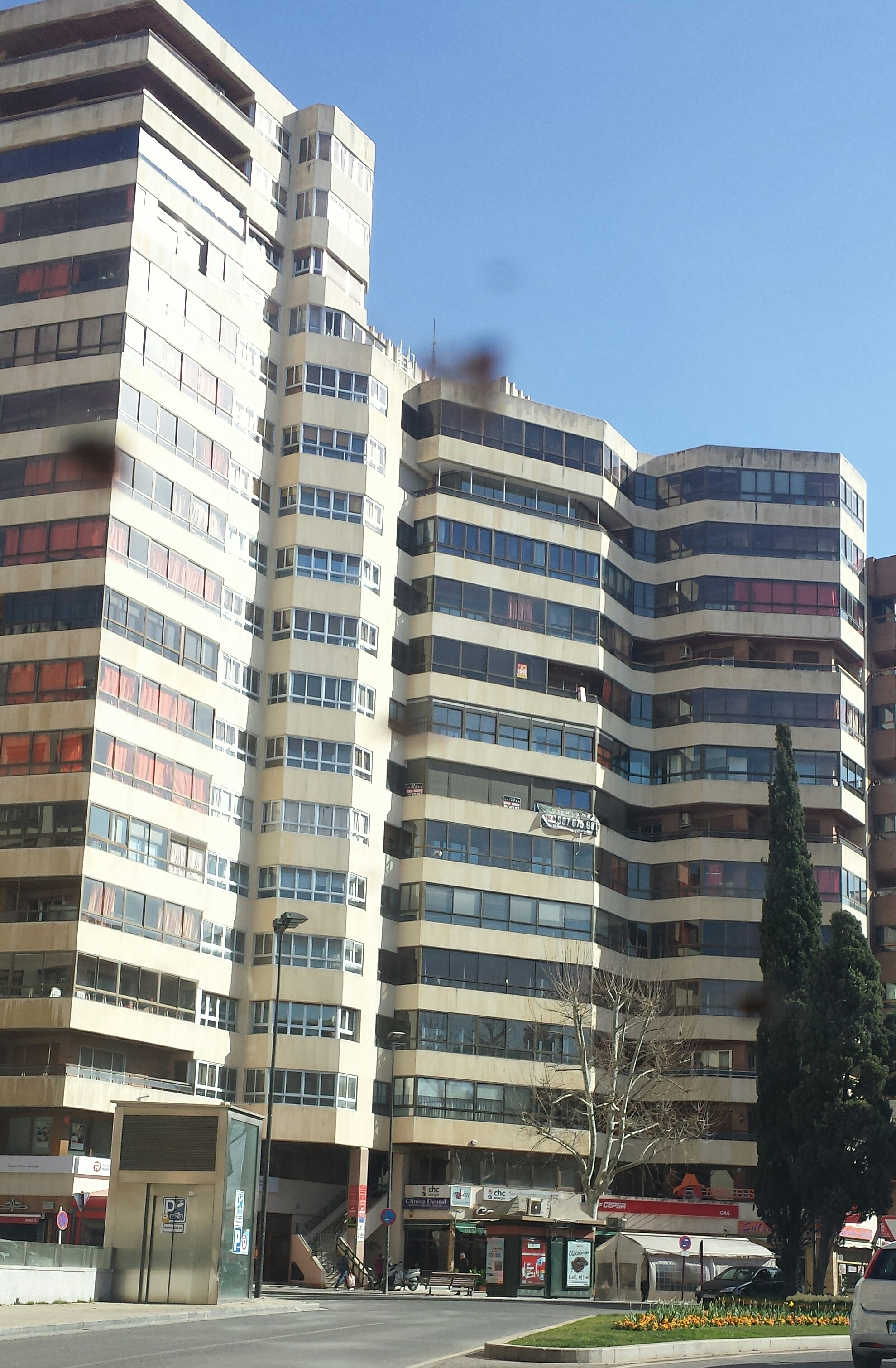
Edificio Forestal
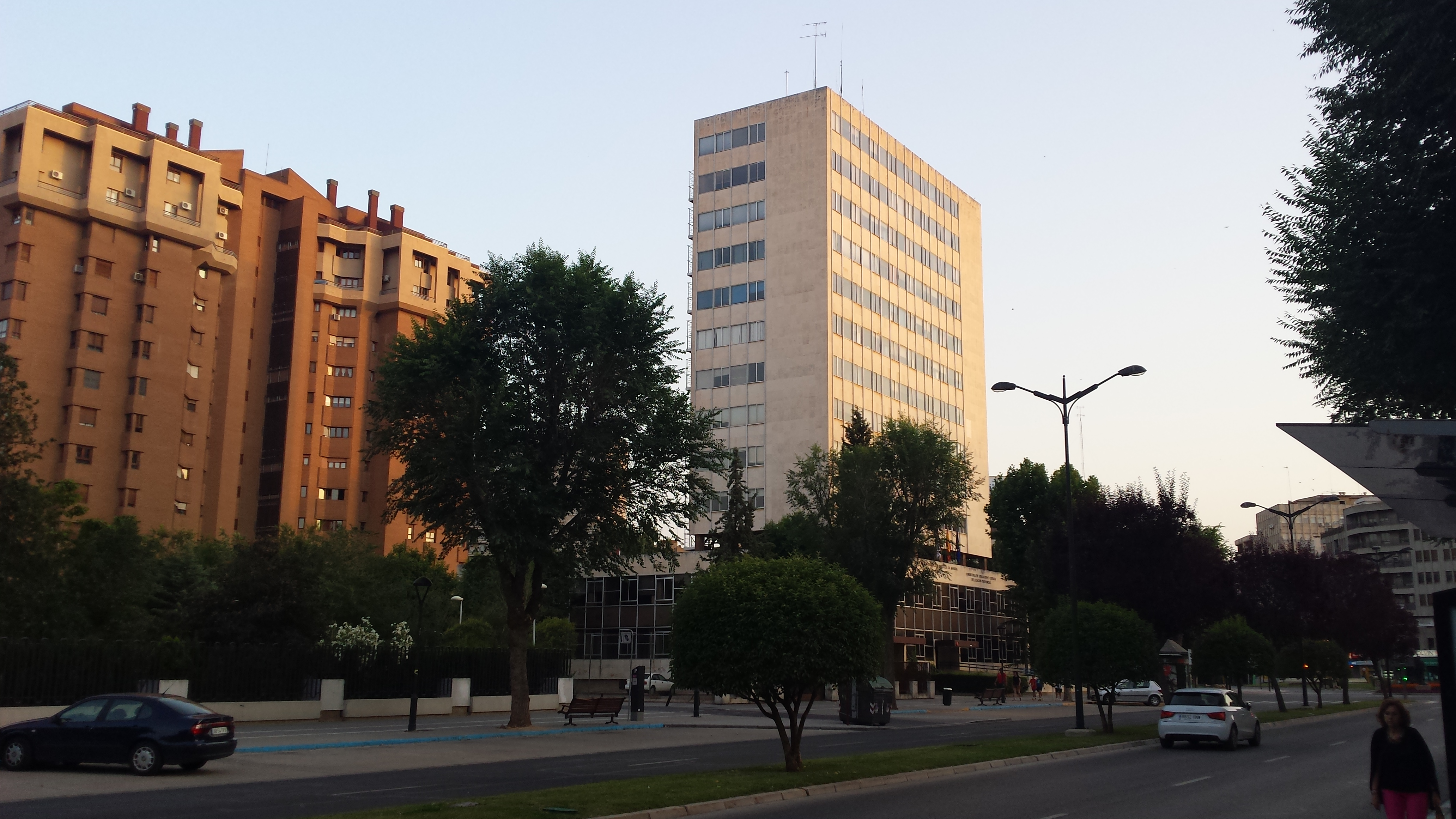
Torre de la Consejería de Educación
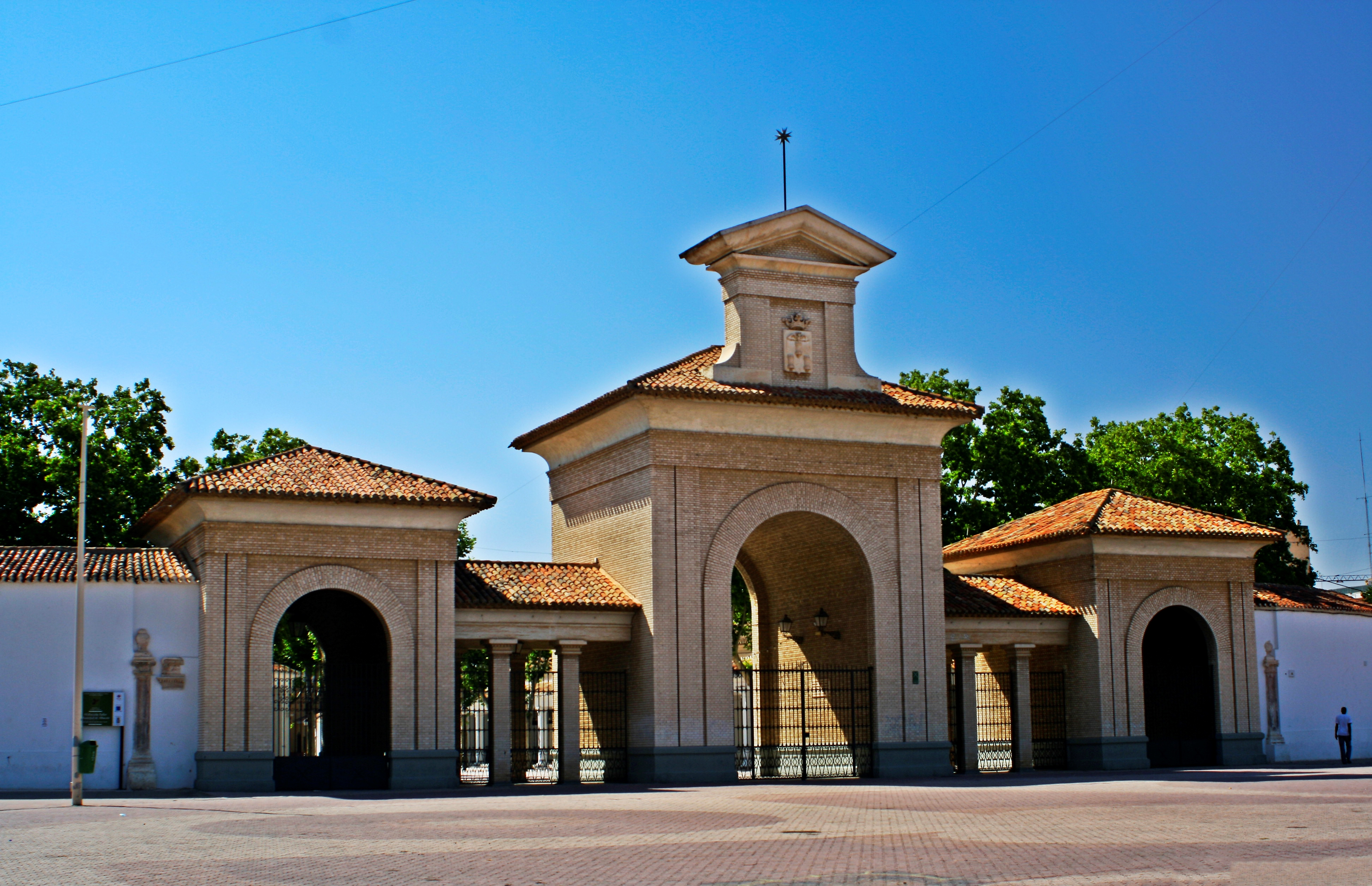
Puerta de Hierros de Albacete
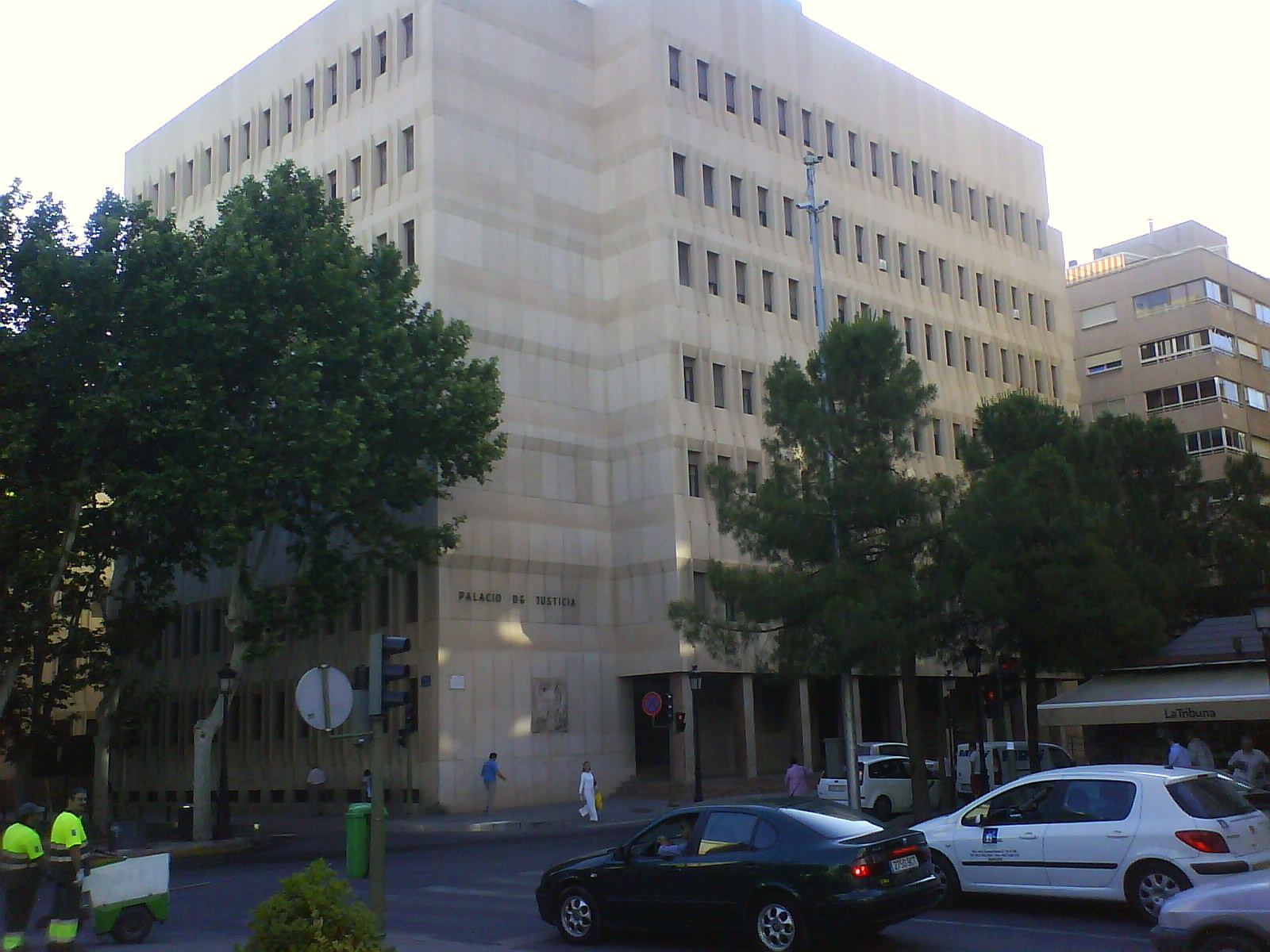
Palacio de Justicia de Albacete
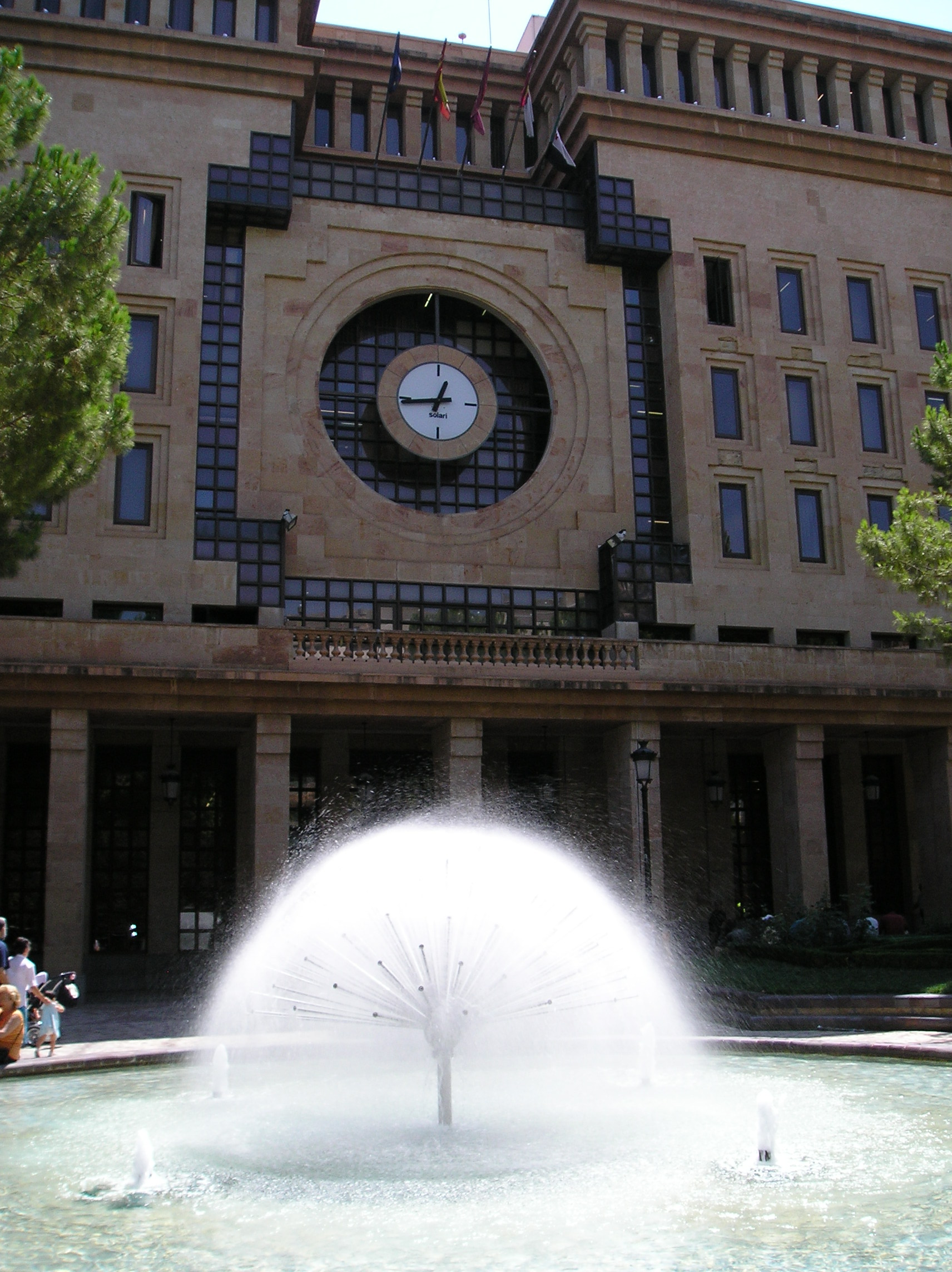
Casa consistorial de Albacete
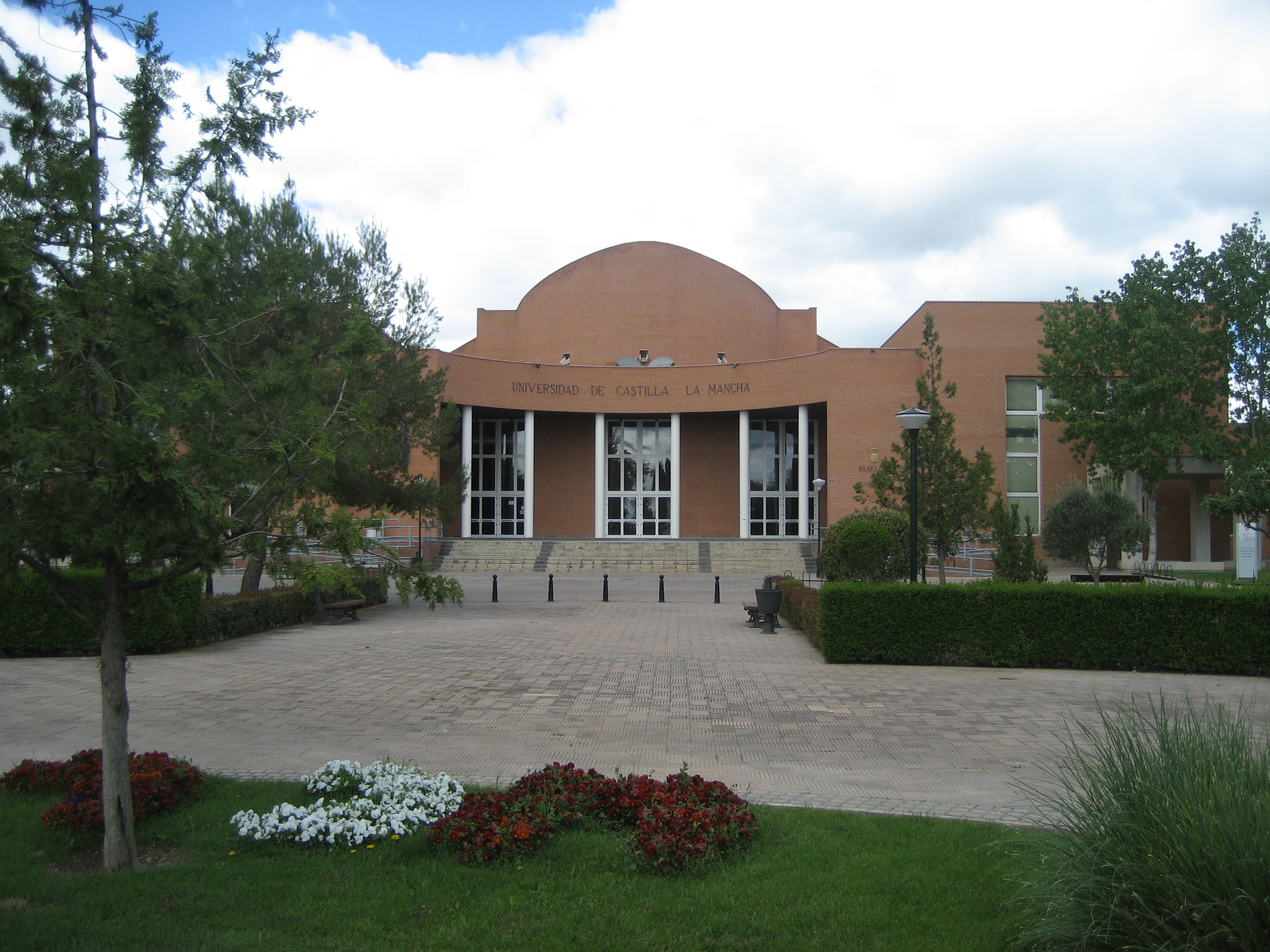
Pabellón de Gobierno o Edificio José Prat
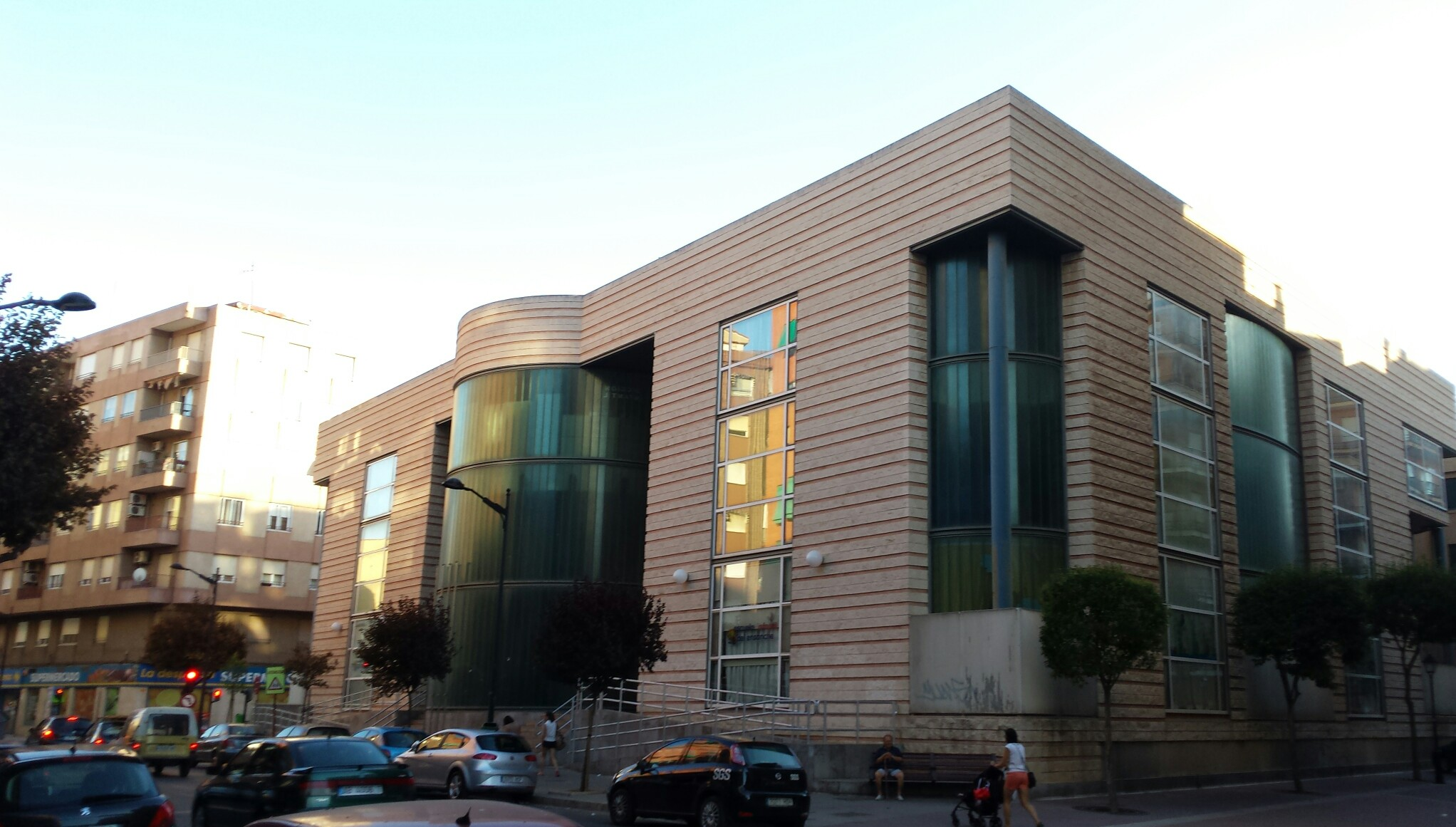
Centro Cultural El Ensanche

Del patrimonio religioso del siglo XX destacan edificios como la Iglesia de Fátima, la Iglesia de la Purísima Concepción, el Oratorio de San Felipe Neri, la Iglesia de San Francisco de Asís, la Iglesia de Nuestra Señora del Pilar, el Seminario Diocesano de Albacete, la Iglesia de Santa Teresa, la Capilla de la Virgen de Los Llanos, la Iglesia de la Asunción, la Casa de Ejercicios de Albacete, la Iglesia de San José, la Iglesia de Escolapios, el Santo Ángel, la Iglesia Ave María, la Iglesia de San Pedro, el Palacio Episcopal de Albacete, la Iglesia de la Resurrección del Señor o la Iglesia de Santo Domingo de Guzmán.

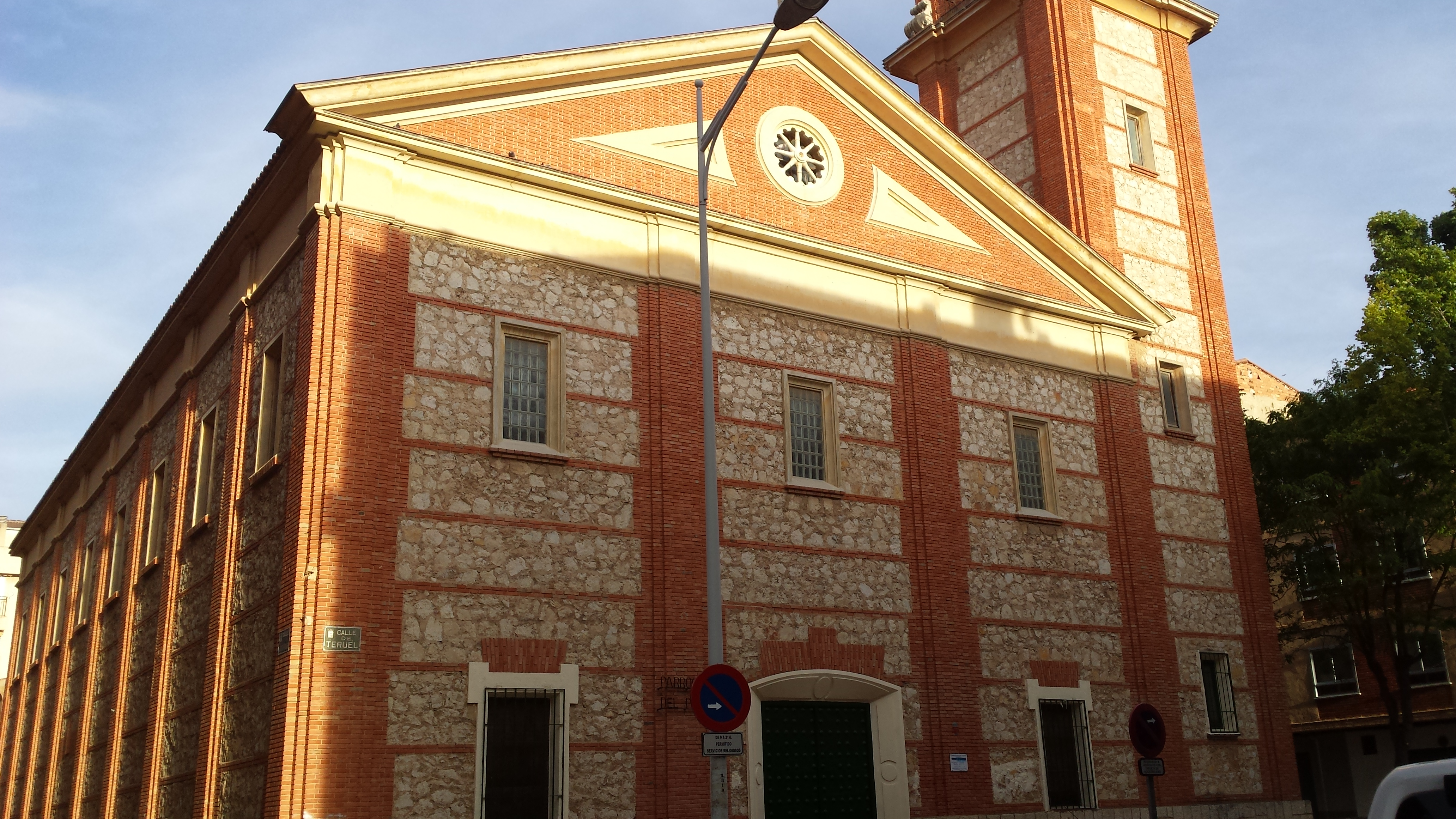
Iglesia de Nuestra Señora del Pilar
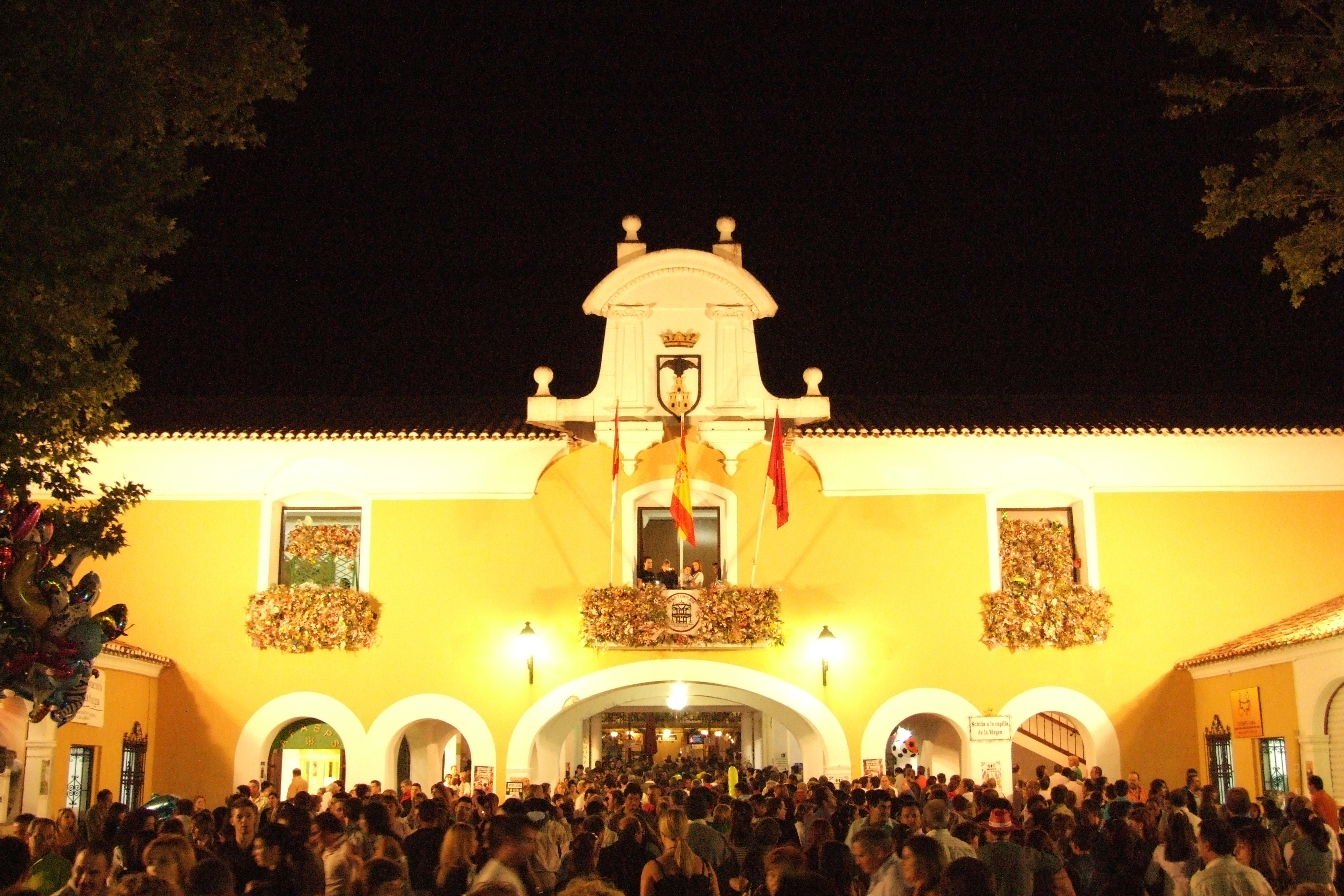
Capilla de la Virgen de Los Llanos
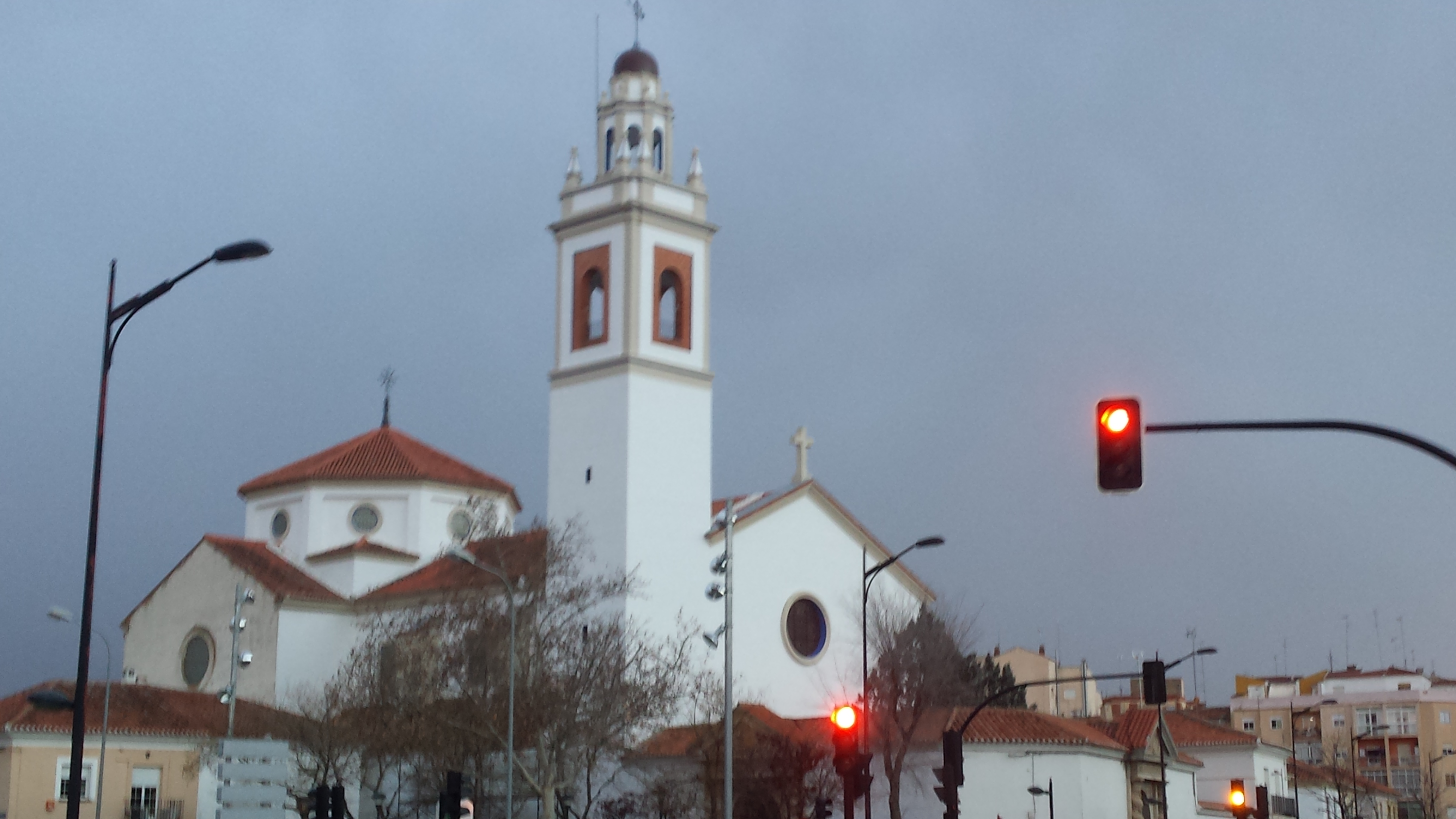
Iglesia de Fátima
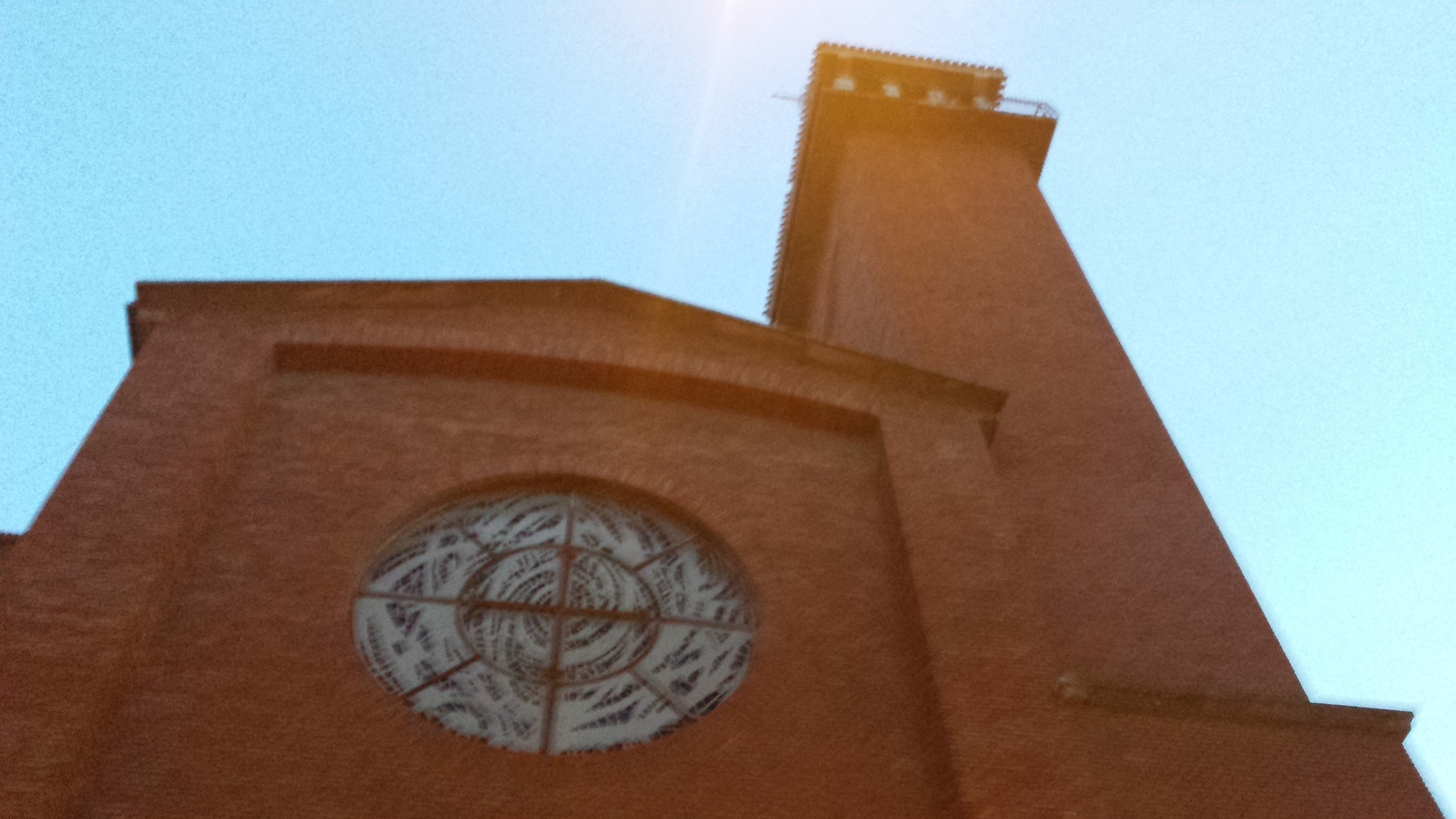
Iglesia de San Francisco de Asís
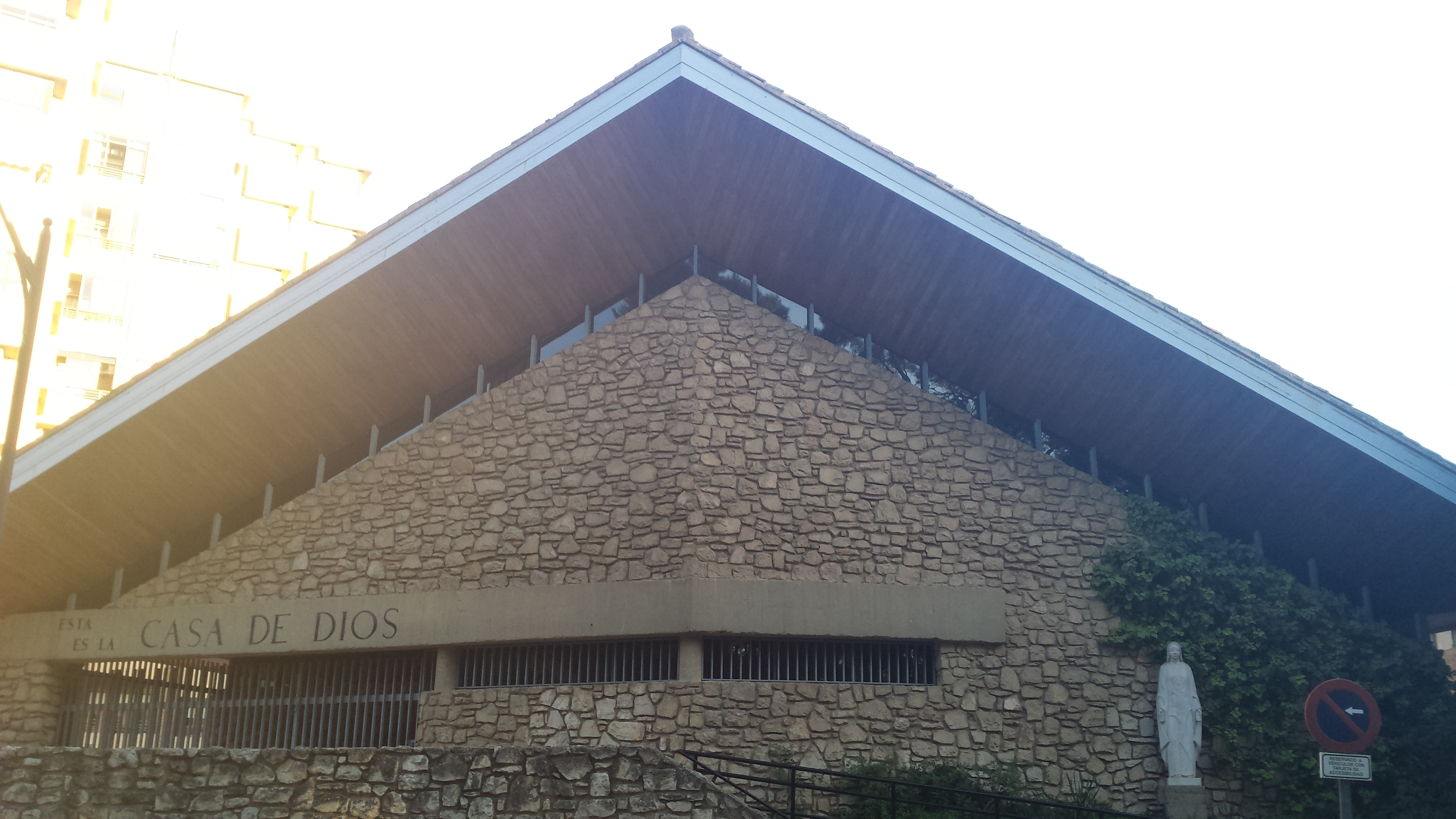
Oratorio de San Felipe Neri
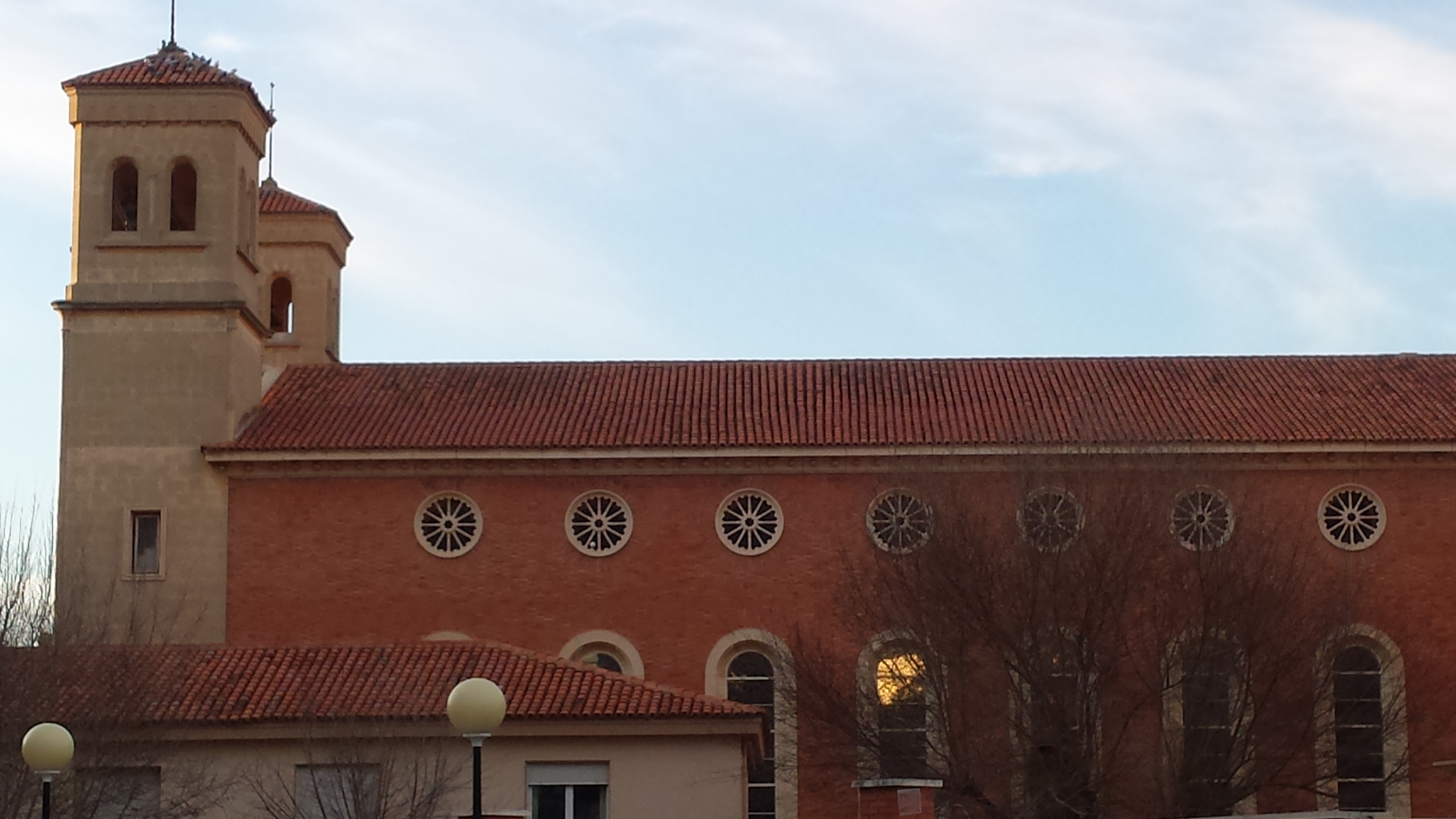
Iglesia de Santa Teresa
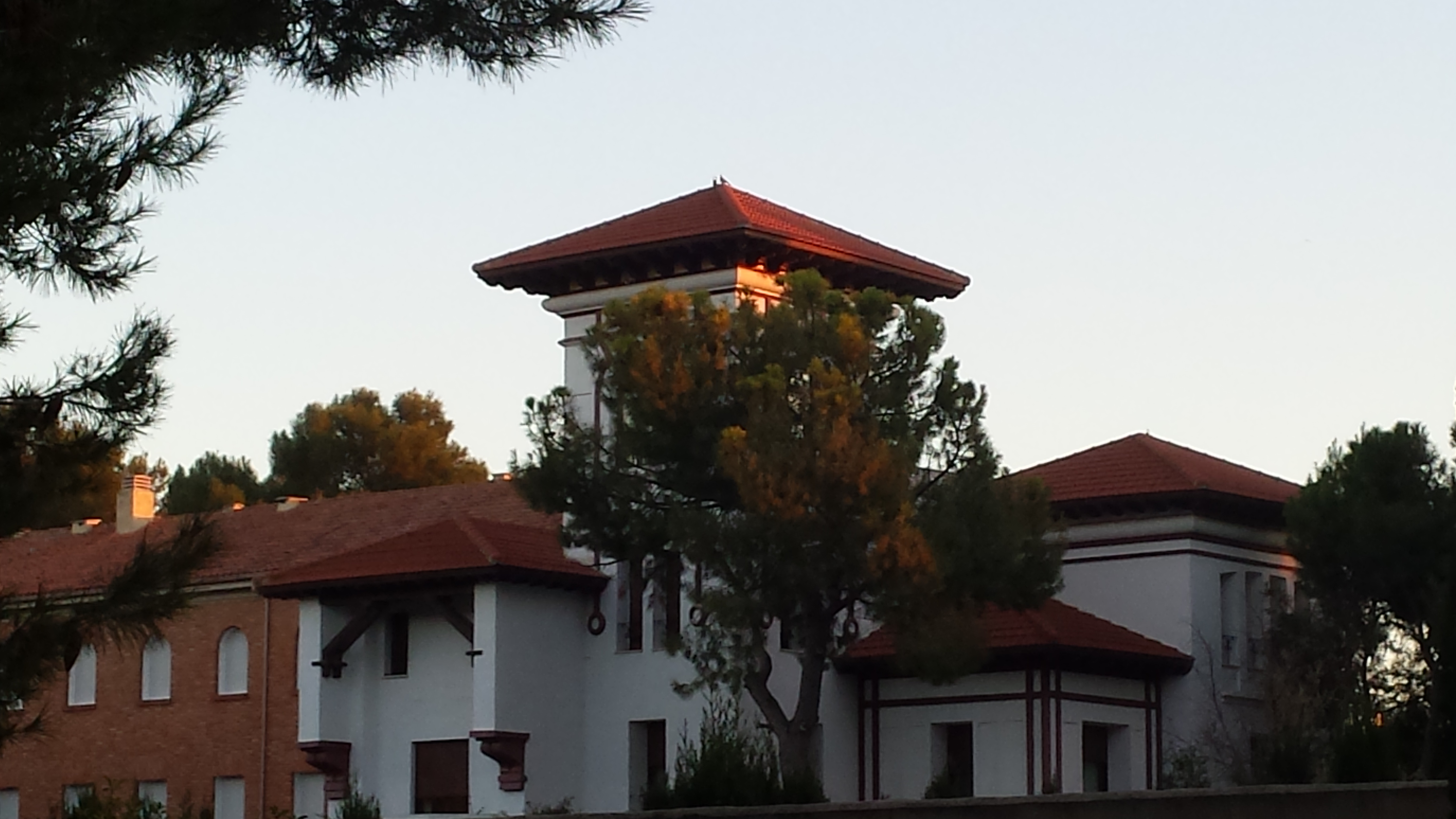
Casa de Ejercicios de Albacete
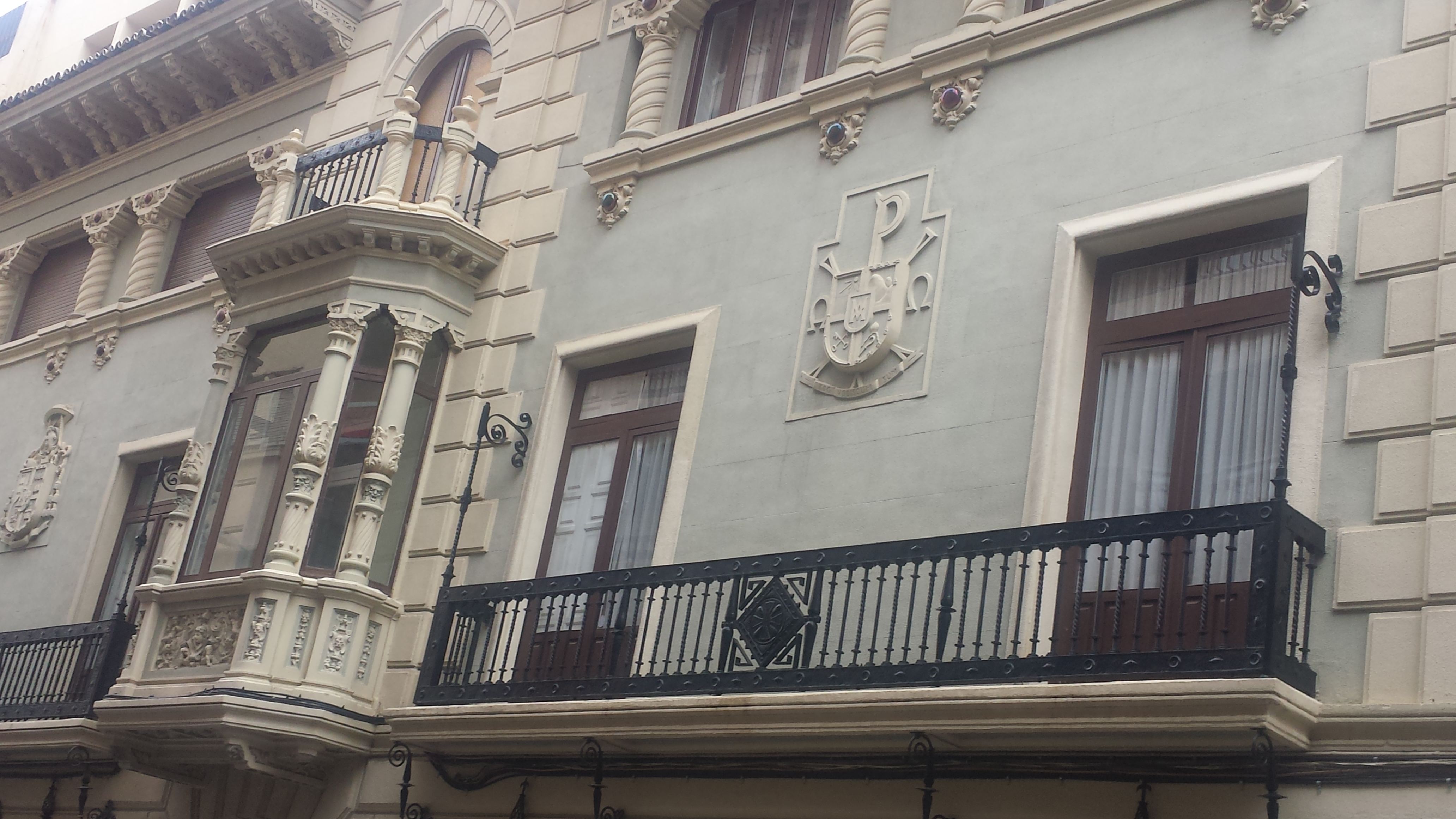
Palacio Episcopal de Albacete

## sigloXXI
En el siglo XXI la ciudad experimenta un crecimiento económico y urbanístico. Se construyen múltiples barrios periféricos de extensas avenidas y edificios residenciales, como Medicina, Imaginalia, Hoya de San Ginés o Nuestra Señora de Cubas, y se levantan edificios claramente inspirados por las corrientes arquitectónicas contemporáneas del nuevo siglo, como El Corte Inglés, la Vialia Estación de Albacete-Los Llanos, el Palacio de Congresos, el Hotel Beatriz, el CEEI, la Casa de la Cultura José Saramago, la Terminal del Aeropuerto de Albacete, el Instituto de Investigación en Informática, el Centro de Emprendedores, el Edificio Polivalente de la Universidad de Castilla-La Mancha, la Facultad de Farmacia de Albacete, la Comisaría del Cuerpo Nacional de Policía, la sede social de la Corporación HMS o la sede de la Confederación de Empresarios de Albacete, o que siguen estilos pasados como el Hotel Santa Isabel. 

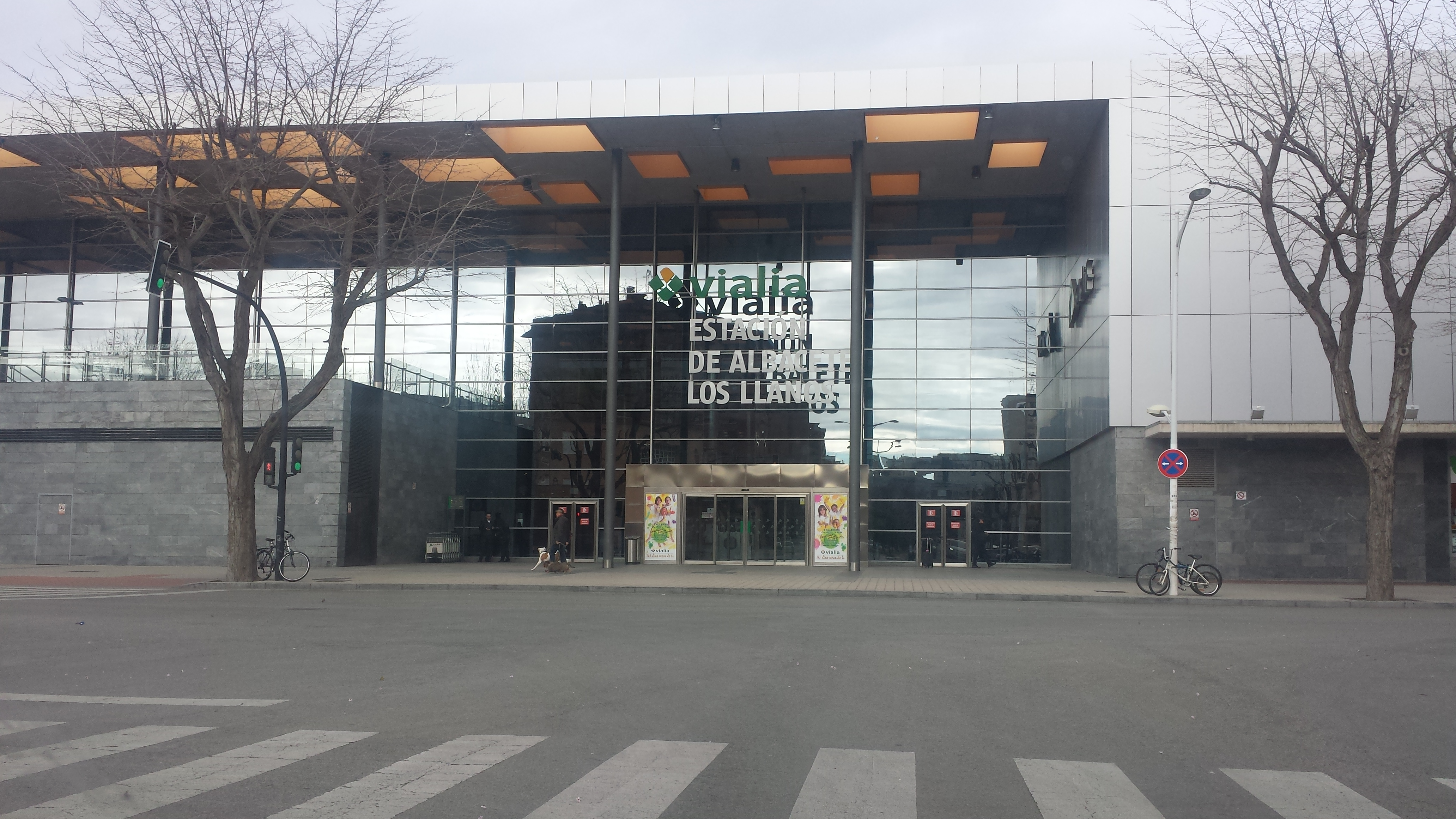
Vialia Estación de Albacete-Los Llanos
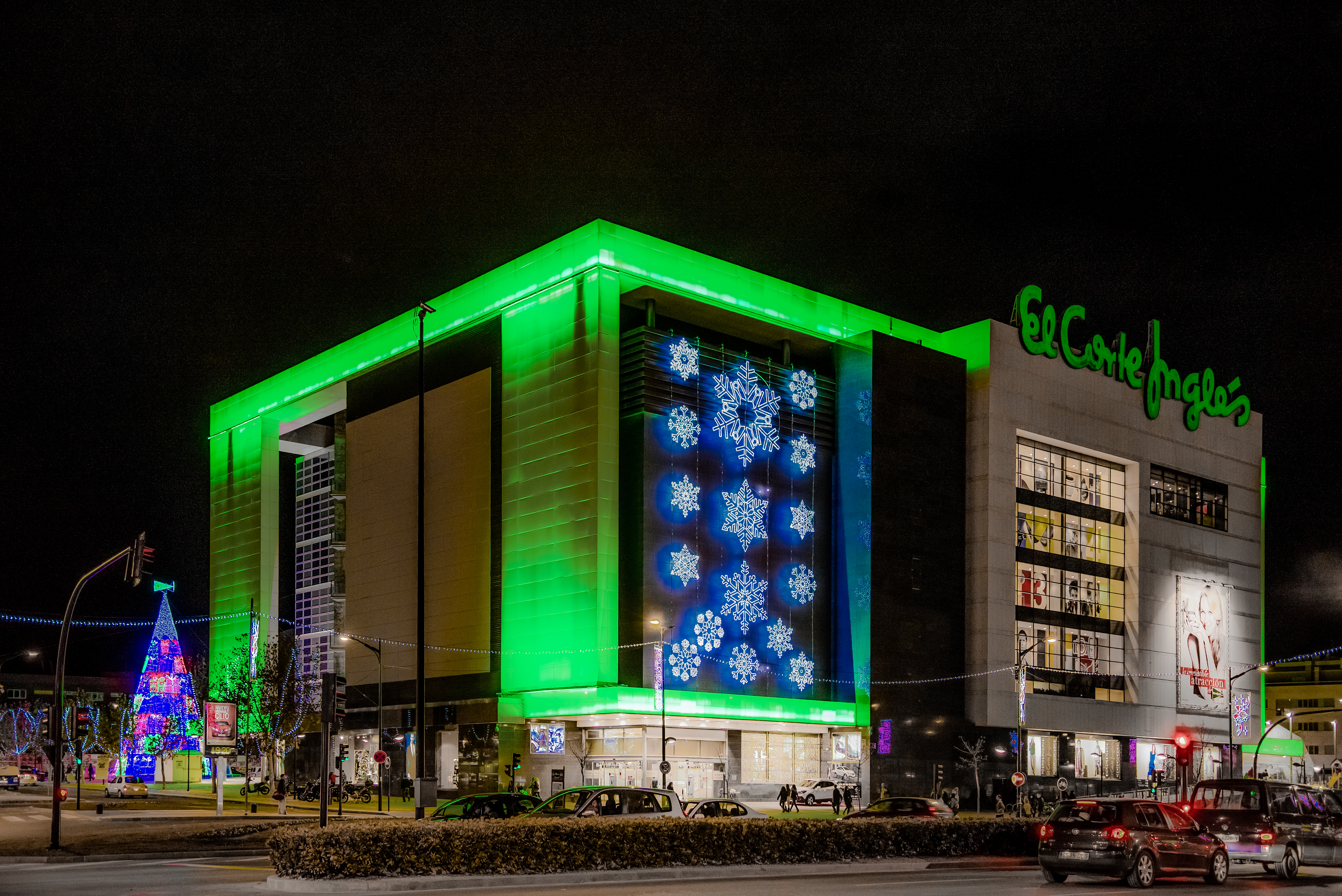
El Corte Inglés de la Avenida de España
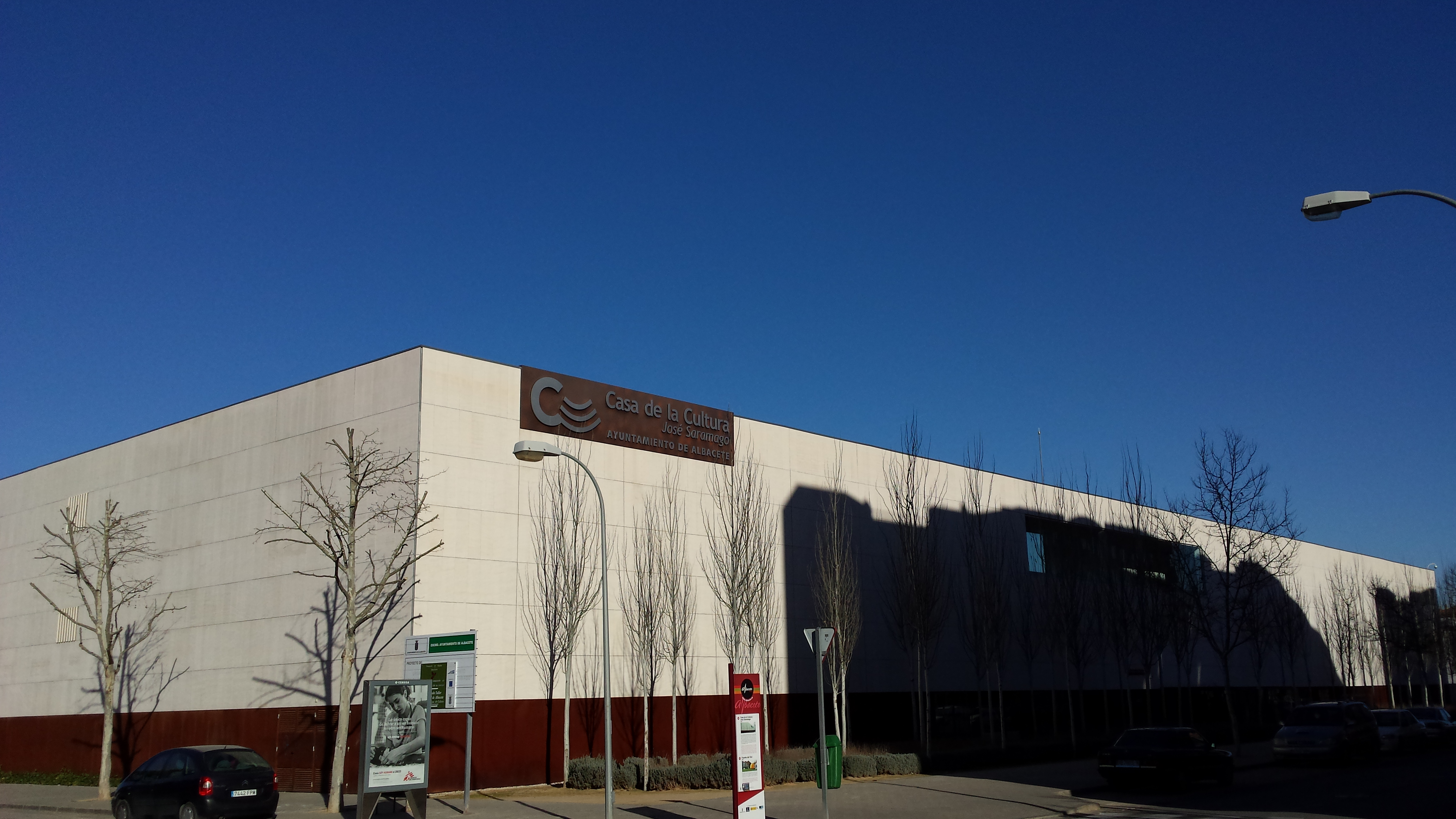
Casa de la Cultura José Saramago
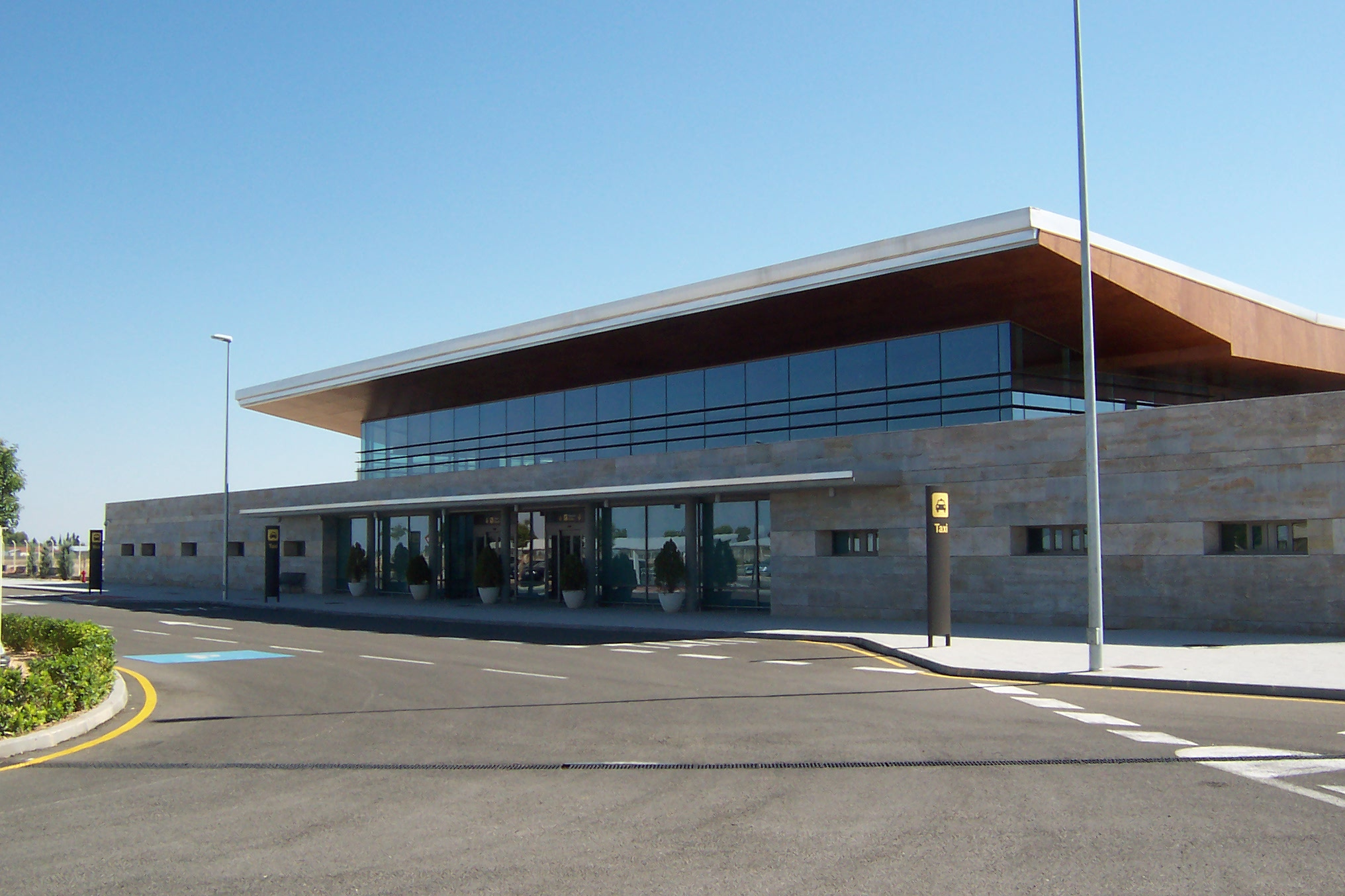
Terminal del Aeropuerto de Albacete
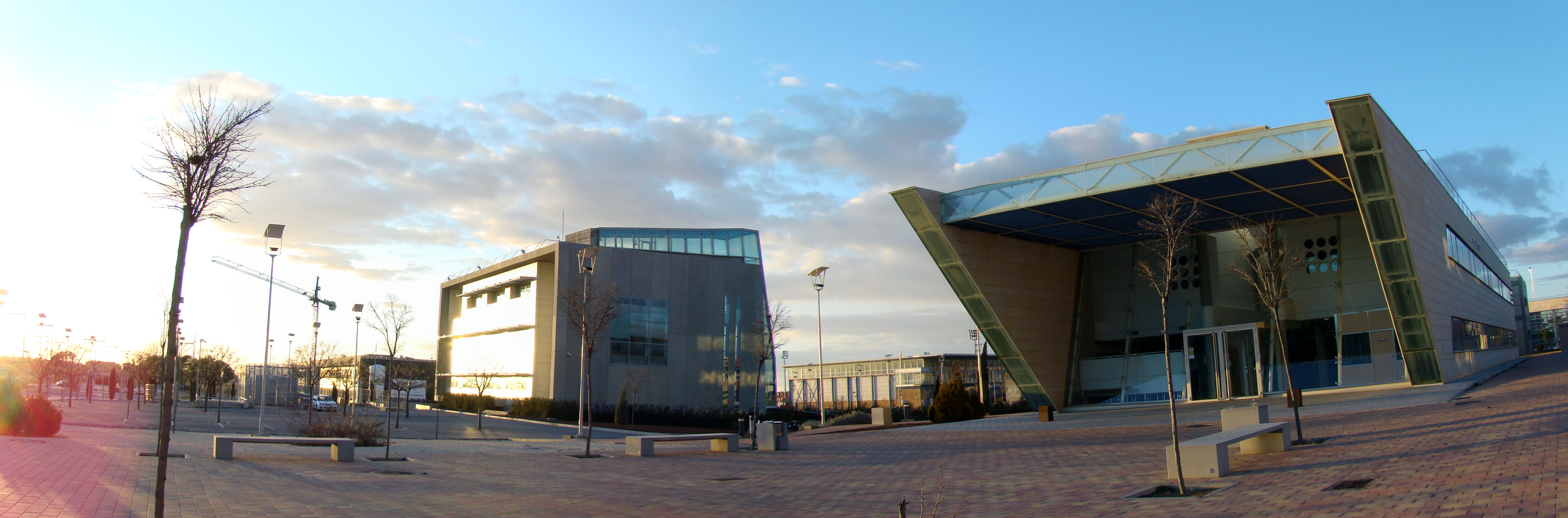
Centro de Emprendedores e Instituto de Investigación en Informática de Albacete, Parque Científico y Tecnológico de Castilla-La Mancha
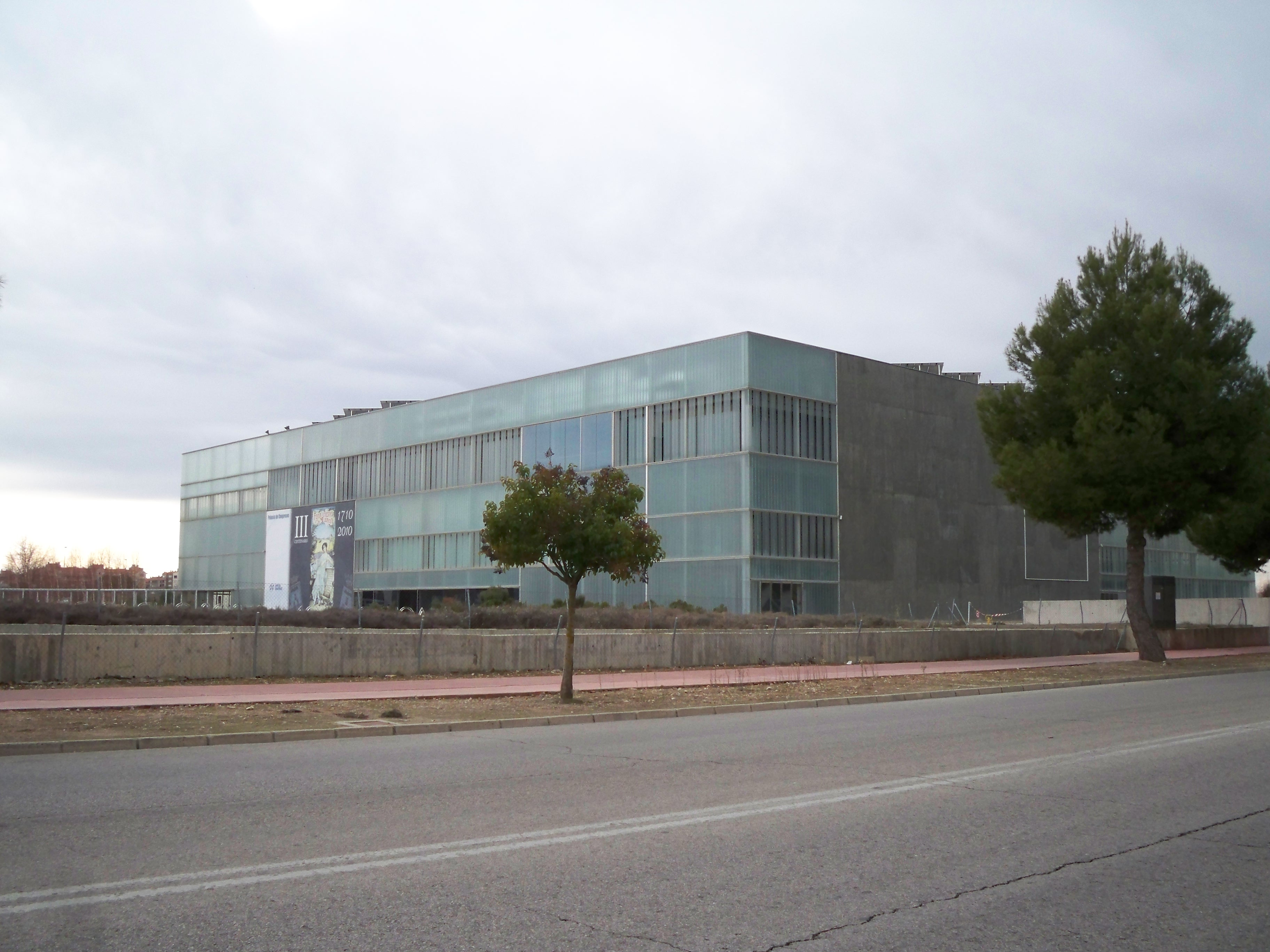
Palacio de Congresos de Albacete
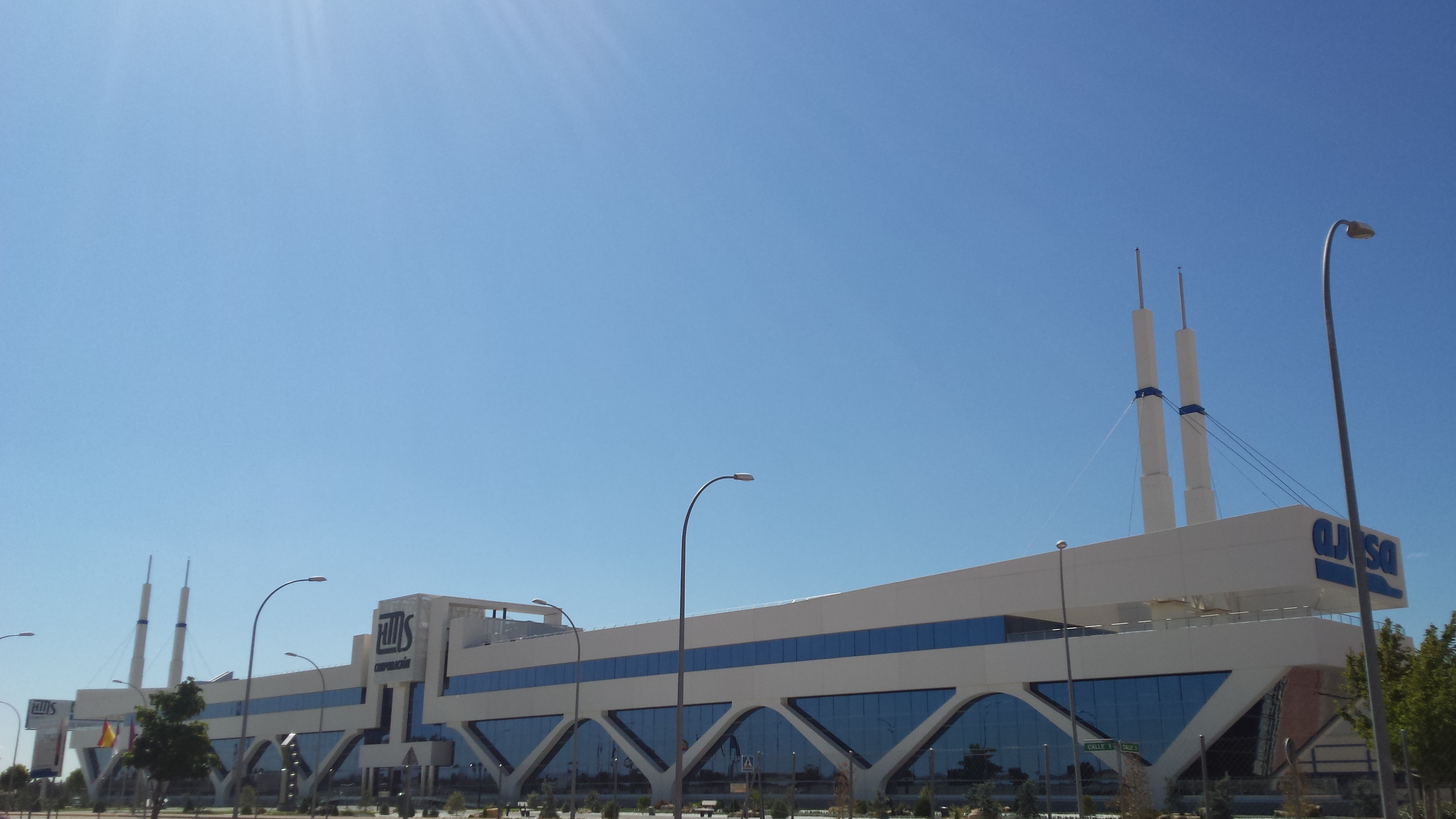
Sede social de la Corporación HMS
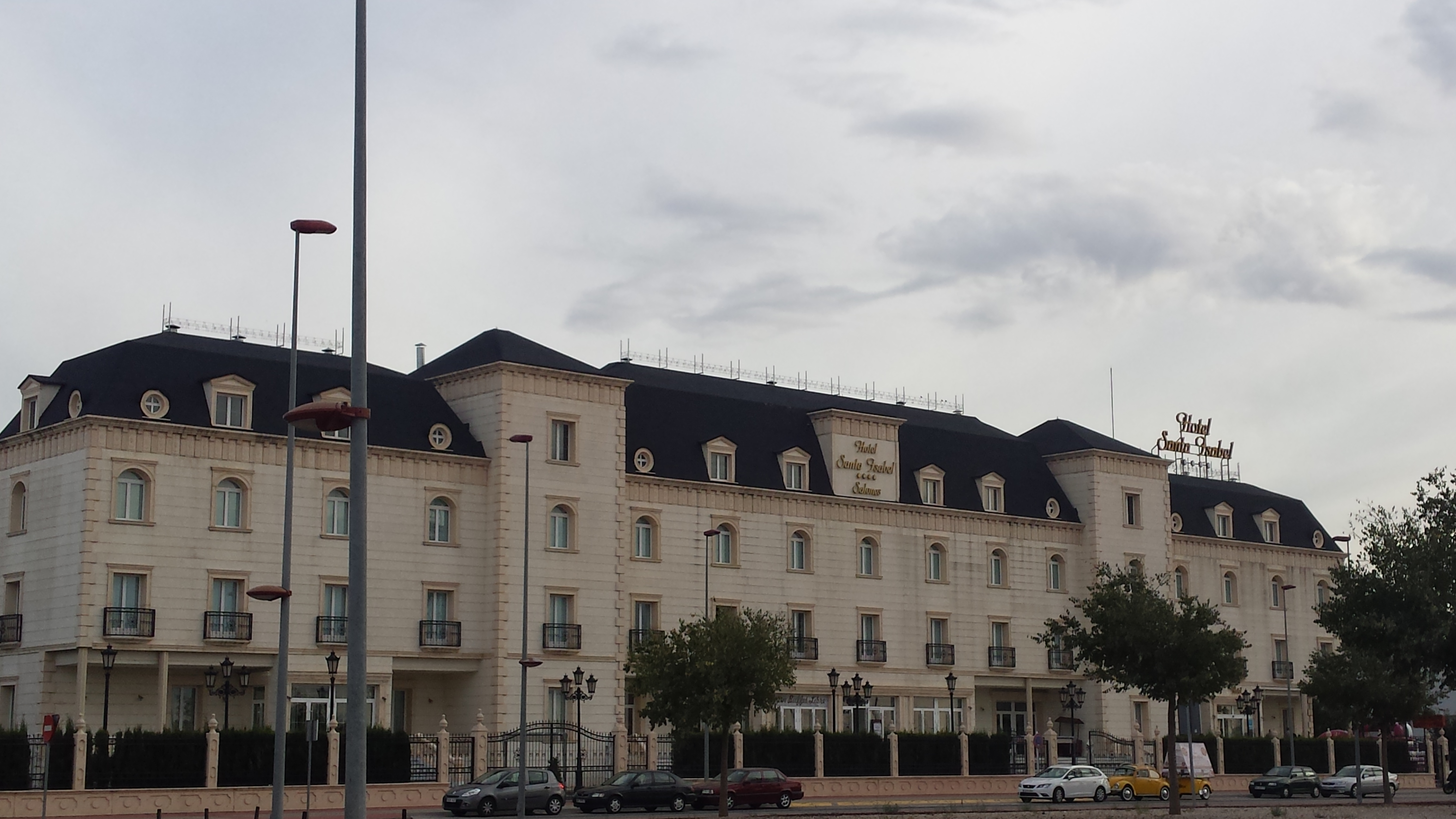
Hotel Santa Isabel, estilo Luis XV